# Лентварис
Ле́нтварис (лит. Lentvaris, до 1918 года — Ландварово, в 1919–1939 годах — Ландваров) — город на юго-востоке Литвы, в Тракайском районе Вильнюсского уезда, административный центр Лентварского староства. С 2009 года территория города административно разделена на 5 сянюнайтий.

## Физико-географическая характеристика
Лентварис расположен в юго-восточной части Литвы, в восточной части Тракайского района. Крупнейший город Тракайского района Вильнюсского уезда, административный центр Лентварского староства. Расположен в 18 км к юго-западу от Вильнюса, по обе стороны железной дороги Вильнюс — Каунас, Вильнюс — Тракай и Санкт-Петербург — Варшава.

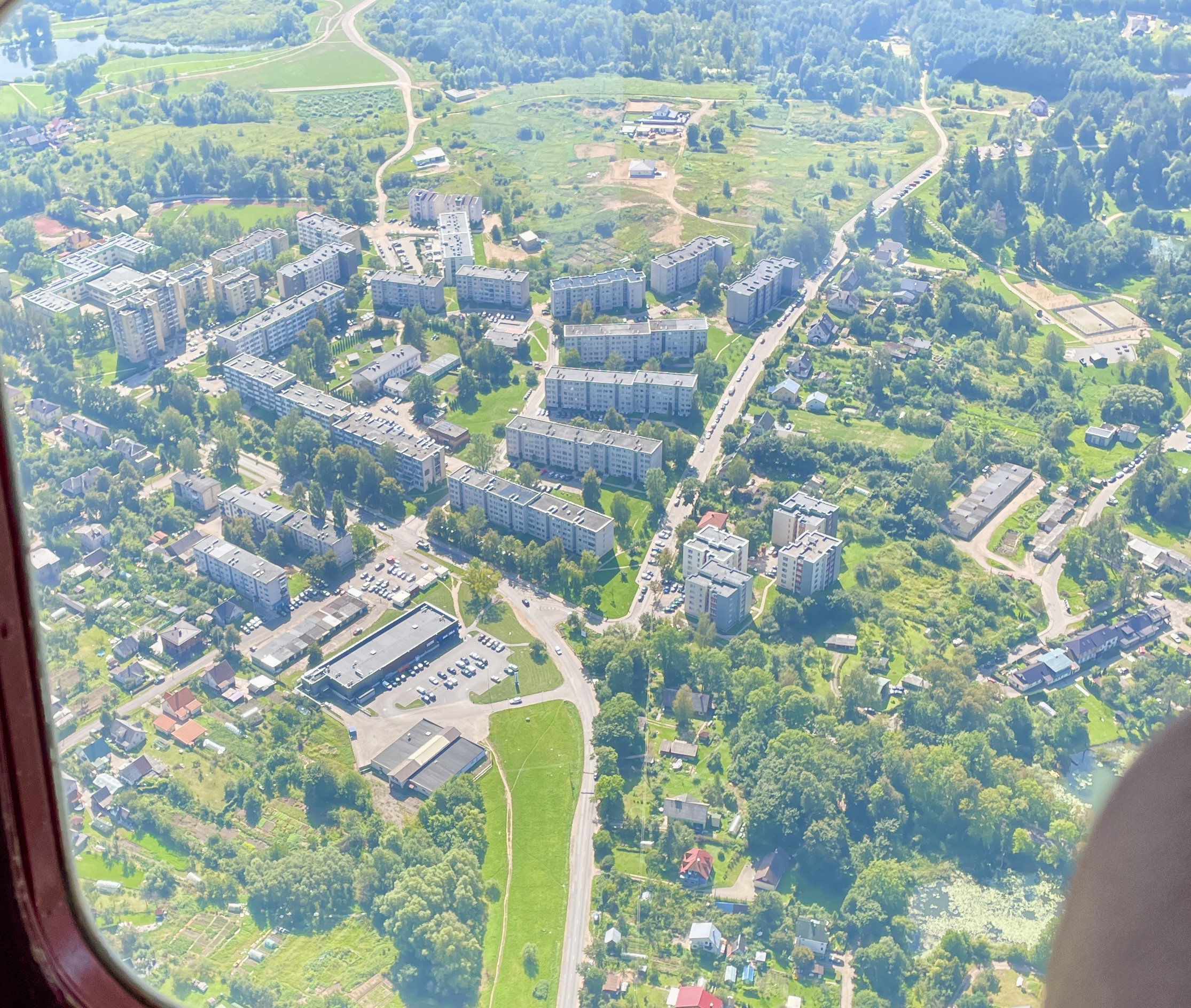
Вид на северную часть города

Имеется дворец графа Тышкевича (построен в 1885 году), дворцово-парковый ансамбль (середина XIX века), неороманский костёл Благовещения Деве Марии (1910—1926 года), ковровая фабрика, фабрика санитарно-технических изделий «Кайтра» (основана в 1870 году).

## История

### Имение Лантваров в XIV–XIX веках
Официальной датой первого письменного упоминания Лентвариса считается 1596 год, хотя местность Ландвер (современный Лентварис) также упоминалась в хрониках Виганда Марбургского 1394 года. В хронике о поселении говорилось совсем немного, никаких подробностей не описывалось. Поселение много раз меняло своё название и хозяев, переходя от одного рода к другому. Первым известным владельцем Литваришек Таборишек или Лантварова был маршал Ян Соколович — Кунцевич. После смерти Яна, наследницей имения стала его дочь — Беата, которая в 1606 году продала имение Литваришки Таборишки или Лантваров Павлу Стефану Сапеге. 19 июля 1635 года владельцем Лантварова стала дочь Павла Стефана — Анна Катажина Сапега. В 1666 году имение было продано Анне Сапеге — Нарушевич, в 1669 году Анна подарила имение Лантваров вильнюсскому монастырю бернардинцев. В 1771 году, выплатив бернардинцам 12 тысяч злотых, хозяином имения стал земский регент воеводства Троцкого — Антони Гриневич, но спустя два года, в 1773 году, на Лантваров стал претендовать Юзеф Домбровский. После нескольких судебных процессов, проходившие в Новом и Старом Тракае, в 1778 году Гриневич отсудил Лантваров, выиграв судебный процесс с Домбровским.
В 1834 году Лантваров был небольшой деревней, насчитывающей 14 крестьянских усадеб, в которых проживало 162 жителя.
По данным на 1848 год, имение принадлежало братьям Шанхам: Брониславу, Людвигу и Владиславу.

### Ландварово, род Тышкевичей
В 1850 году имение было приобретено Юзефом Тышкевичем. Роду Тышкевичей имение принадлежало до 1939 года, после начала Второй мировой войны.
Стимулом для роста населённого пункта стало строительство железной дороги Санкт-Петербург–Варшава во второй половине XIX века. В 1859 году была построена железнодорожная станция. От неё отходило две линии — на Гродно (и далее на Варшаву) и на Ковно (86 км; далее на Кёнигсберг). Регулярное движение поездов началось в 1862 году.
В 1885 году был построен дворец графа Тышкевича в неоготическом стиле (перестраивался в 1899 году при участии архитектора Тадеуша Ростворовского; ныне в нём размещается ковровая фабрика) и разбит парк.

### Первая мировая война
К осени 1915 года Ландварово оказался под немецкой оккупацией, под которой находился до провозглашения независимости Литвы 16 февраля 1918 года. Во время Первой мировой войны погибло 11 жителей Ландварово.

### Межвоенный период
В период между Первой и Второй мировыми войнами, с декабря 1918 по август 1919 года на территории Ландварово находились части Красной армии. Во время литовско-польской войны на территории Ландварово велись активные бои, литовские военные части держались в обороне изначально по реке Вака (пол. Waka, ныне Воке), затем на железнодорожной линии и на железнодорожном вокзале. В октябре 1920 года был захвачен Войском Польским. В период с октября 1920 по март 1922 года находился в составе частично-признанной Срединной Литвы, после — в составе Польши. В 1925 году польские власти в посёлке открыли временный концентрационный лагерь.
В 1926 году в Ландварово был официально открыт костёл Благовещения Святой Деве Марии, строительство которого началось в 1910 году. До этого, с 1906 года, на его месте действовала временная деревянная часовня.

### Вторая мировая война
После захвата восточной части Польши Красной армией 5 октября 1939 года, Вильнюсский край находился под контролем СССР, после заключения 10 октября советско-литовского договора о взаимопомощи он был передан Литве. Ландварово стал населённым пунктом Литовской Республики, в том же году получил своё нынешнее название — Лентварис. Во время оккупации Литвы Советским Союзом в Лентварисе организовывались восстания. В 1942 году организовывались восстания против немецкой оккупации.
В годы Второй мировой войны Лентварис очень сильно пострадал, многие здания были полностью разрушены.

### В Литовской ССР
В 1949 году Лентварис получил статус города.
В 1945 году в Лентварисе основан Центр железнодорожного строительства ПМС № 95, с 7 мая 1948 года в Лентварисе начало действовать радиовещание. В 1949 году были построены Лентварская ГЭС и завод «Кайтра», в 1957 году основана ковровая фабрика «Kilimai» (рус. «Ковры»), в 1973 году — завод «Стройдеталь», производивший оконные и дверные блоки, передвижные бытовые домики для строителей и подмостки для каменщиков.
В 1940–1941 и 1944–1953 годах в Лентварисе, как и во всей Литве, советской властью были организованы депортации в тюрьмы и концентрационные лагеря. Всего за это время было депортировано 35 жителей Лентвариса.
В 1940-е и 1950-е годы в Лентварисе были созданы колхозы «1 мая», «За мир», «Pergalė» (Пяргале, рус. «Победа»), и совхоз «Лентварис».

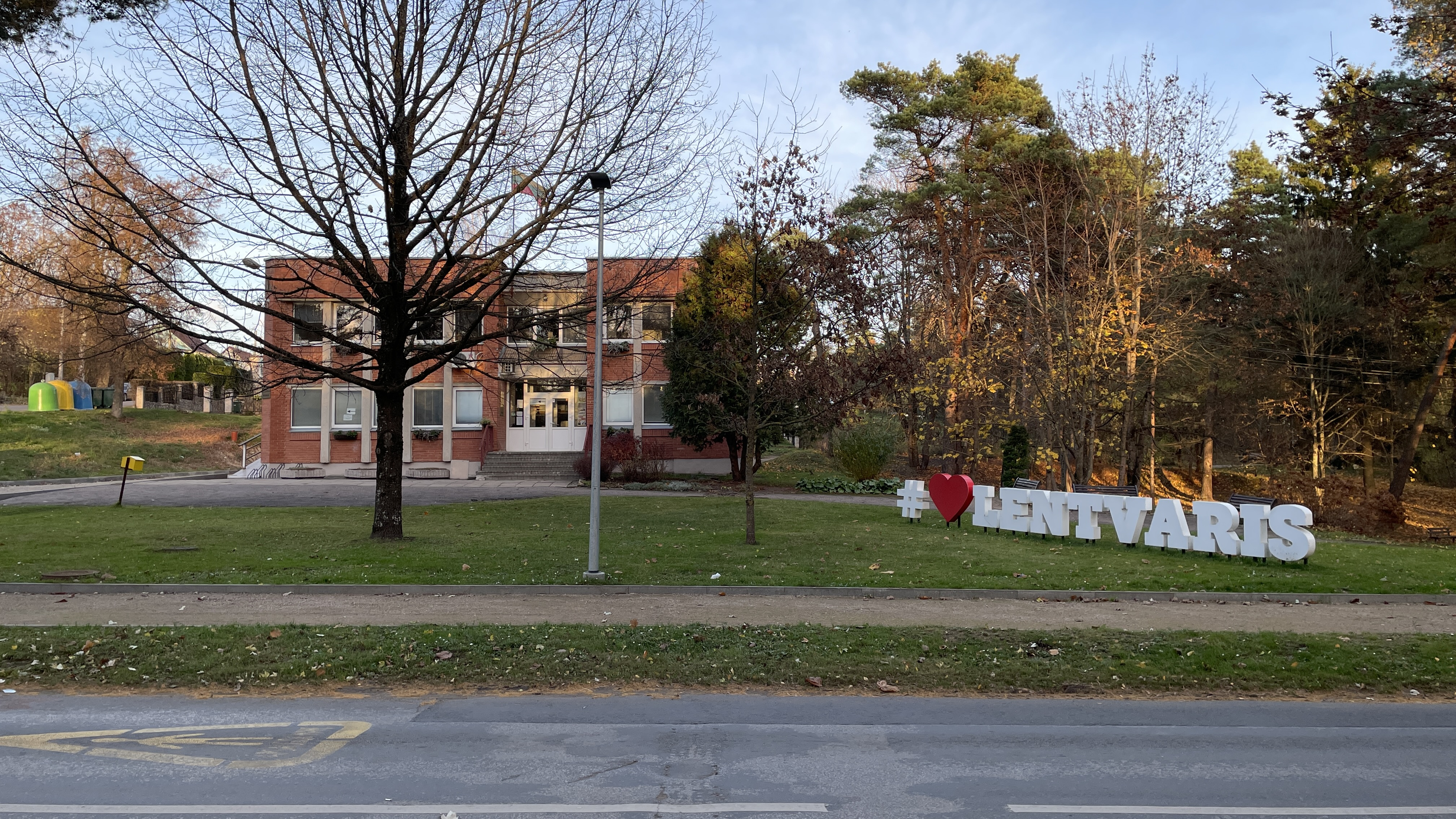
Администрация Лентварского староства

### Современность

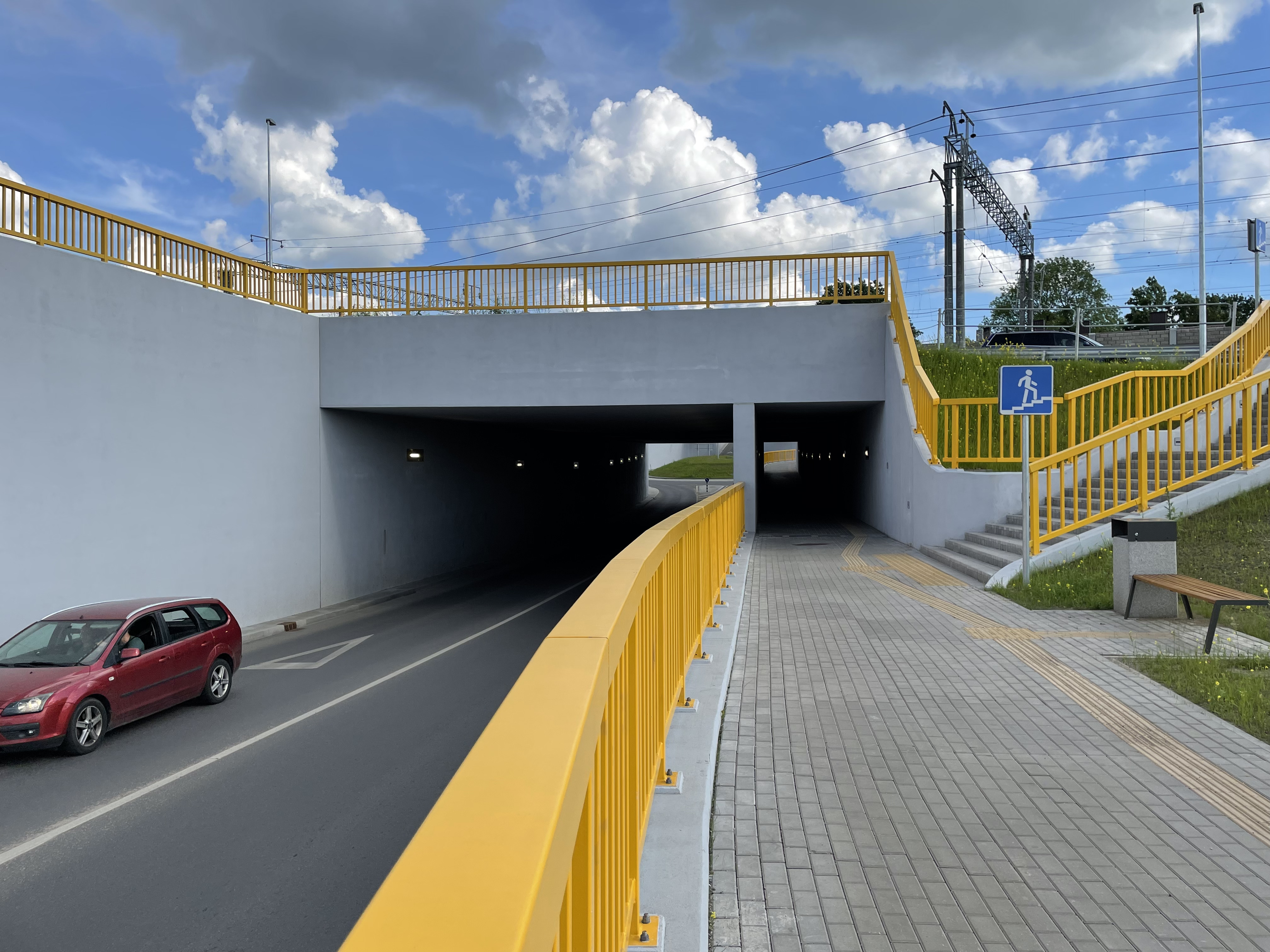
Тоннель, с северной стороны

В 2007 году дворец Тышкевичей был приобретён бизнесменом Лаймутисом Пинкявичусом, но в том же году он заявил о банкротстве. В 2012 году дворец был арестован. В 2016 году дворец был приобретён бизнесменом Угнюсом Кигуолисом. Изначально он планировал вложить в проект реставрации дворца минимум 2,5 млн €. В 2018 году ЕС профинансировал 673 тыс. € на реставрационные работы, началась реставрация дворца.
С 2014 года в городе массово ведутся реставрационные работы по обновлению автомобильных дорог, пешеходных улиц, велосипедных дорожек, многоэтажных домов, также строятся новые парки, скверы, основываются новые пляжи, места для отдыха.

В 2020 году началось строительство автомобильного тоннеля через железную дорогу, соединившего южную и северную части города. Необходимость тоннеля диктовалась транспортной проблемой в точке пересечения железнодорожной и автомобильной магистралей. Вследствие интенсивного движения поездов на железнодорожном переезде постоянно возникали автомобильные заторы. В сутки переезд проезжало около 7000 автомобилей и 200 поездов, а суммарное время перекрытия автомобильного движения достигало 11 часов. Тоннель строился по специальному методу, первому в балтийских странах, когда отдельные, заранее подготовленные части тоннеля позже устанавливали на своё постоянное место, при этом не останавливая железнодорожное движение. Общая стоимость проекта составила 20,7 миллионов евро. Автомобильный тоннель был открыт 1 декабря 2021 года, возобновилось автомобильное и пешеходное движение.

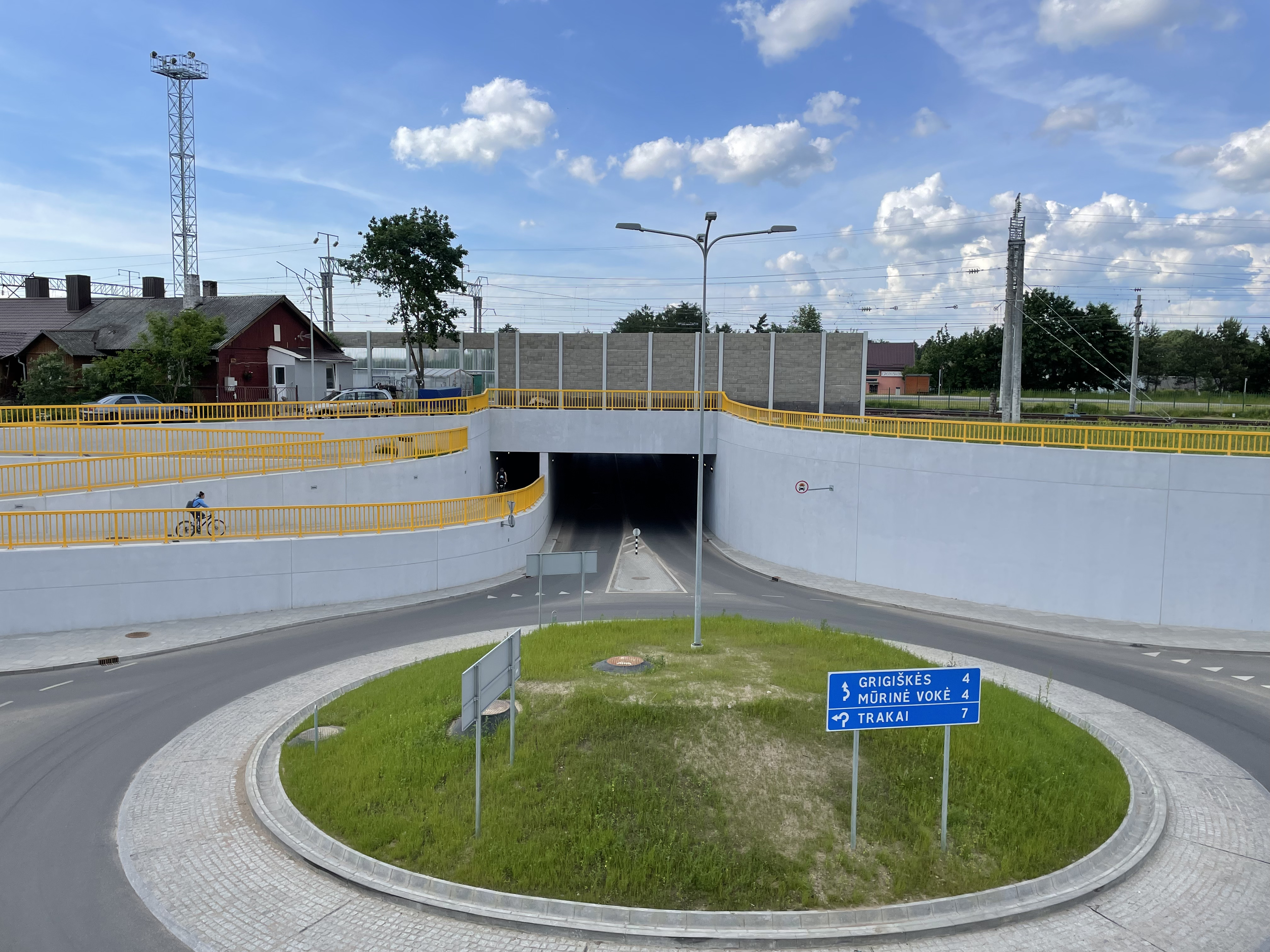
Новый автомобильный тоннель, проходящий под ж/д путями, фото сделано с южной стороны

## Исторические названия Лентвариса
За время своего существования Лентварис имел различные названия:
- Лентворишкё;
- Литаваришкес;
- Литоворишкес;
- Ландварово;
- Ляндварово;
- Лентварова;
- Ляндварув;
- Лентварис — современное название, с 1939 года.

## Символика

### Герб
Герб города представляет собой три золотых кленовых листа на красном геральдическом щите. Официально подтверждён президентом Литовской Республики 4 мая 2001 года.

### Флаг
Флаг аналогичен гербу по раскраске, на нём также изображено три золотых кленовых листа на красном, но уже прямоугольном поле.

Герб Лентвариса
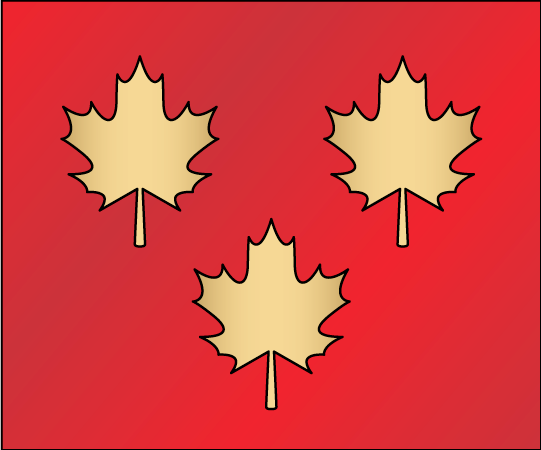
Флаг Лентвариса

## Административное деление
Лентварис входит в состав Тракайского района, является административным центром Лентварской сянюнии (староства).
C 2009 года территория города административно подразделяется на 5 сянюнайтий (лит. seniūnaitija).

### Сянюнайтия Бажничёс (Bažnyčios seniūnaitija)
В Костёльную сянюнайтию входят улицы Atgimimo g., Aušrinės g., Bažnyčios g. Geležinkelio g. (до Trumpoji g.), Obelų g., Pakraščio g., Lauko g. (до Trumpoji g.), Konduktorių g., Vokės g., Sodų g. (до Trumpoji g.), Pietų g. (до Trumpoji g.), Pakalnės g., Pakalnės skg., Mokyklos g. (до Trumpoji g.), Fabriko g., Fabriko skg., Naujosios Sodybos g., Statybininkų g., Garvežių g. В сянюнайтии проживает 2178 человек, сянюнайтис — Евгений Москвичов.

### Сянюнайтия Килиму (Kilimų seniūnaitija)
В Ковровую сянюнайтию входят улицы Dobilo g., Gaidiškių g., Gintaro g., Kaimo I-ji G., Kaimo II –ji g., Kalnų g., Kampo g., Kampo skg., Klevų al., Kilimų g., Kranto g., Lakštingalų g., Lelijų g., Liepų g., Miško I-ji, Miško II –ji, Perkūno g., Pušų g., Ramunių g.,  Ryto g., Slėnio g., Stadiono g., Šaltinių g., Topolių g., Tolimoji g., Tujų g., Vaivos g., Vilniaus g., Vilniaus Mažoji g., Žalioji g., Dzūkų g. В сянюнайтии проживает 1793 человека, сянюнайтис — Дейманте Грибаускиене.

### Сянюнайтия Кляву даугябучю (Klevų daugiabučių seniūnaitija)
В Кленовую сянюнайтию многоквартирных домов входят улицы Ežero gatvė (3, 3A, 4, 5, 5A, 6, 7, 8, 10, 12, 20, 22);  Klevų alėja (8, 30, 32, 34, 36, 38, 38A, 47, 49,51, 53, 55, 57, 59, 61); Vytauto g. (4, 6, 8, 9, 9A,10); Tujų g. Nr.1. В сянюнайтии проживает 2131 человек, сянюнайтис — Вида Шмигялскиене.

### Сянюнайтия Лянтварё даугябучю (Lentvario daugiabučių seniūnaitija)
В Лентварскую сянюнайтию многоквартирных домов входят улицы Bažnyčios g. (4, 8, 9, 10, 12, 13, 15, 19, 20, 23, 24, 26); Geležinkelio g. (7, 26, 28, 30, 32, 34); Pakalnės g. (5, 7, 21, 23, 24, 25, 26, 26A, 27, 28, 29, 30, 31, 33, 42, 44); Lauko g. (3, 4, 5, 6, 8, 9, 10, 12, 12A); Naujosios Sodybos g. (27, 36, 36A, 38); Sodų g. (19, 23A). В сянюнайтии проживает 2409 человек, сянюнайтис — Викторас Влас.

### Сянюнайтия Рачкуну (Račkūnų seniūnaitija)
В Рачкунскую сянюнайтию входят улицы Geležinkelio g. (от улицы Trumpoji g.), Gėlių g., Lauko skg., Trumpoji g.,  Naujoji g., Lentvario g., Lentvario skg., Ribos g., Saulės g., Kupolės g., Rasos g., Veliuonos g., Mėnulio g., Medeinės g., Laisvės g., Taikos g., Vilties g., Kosmonautų g., Ramybės g., Pievų g., Žolynų g., Vėjo g., Žemynos g., Lietaus g., M. Šimelionio g., Trakų g., Trikampio g., Geologų g., Sodų g. (от Trumpoji g.), Pietų g. (от Trumpoji g.), Mokyklos g. (от Trumpoji g.). В сянюнайтии проживает 1906 человек, сянюнайтис — Вальдемар Павлович.

## Население
В 1990 году насчитывалось 12,8 тыс. жителей, в 2011 — 11,1 тыс. жителей. С марта 2022 года в Лентварисе получают временное проживание мигранты из Украины.
| 1896*                            | 1897   | 1905   | 1923   | 1931   | 1939   | 1959 | 1966 | 1970 | 1974 | 1976 |
| -------------------------------- | ------ | ------ | ------ | ------ | ------ | ---- | ---- | ---- | ---- | ---- |
| 385                              | 300    | 208    | 2000   | 2287   | 2500   | 4216 | 5500 | 8235 | 9000 | 9600 |
| 1979                             | 1989   | 2001   | 2011   | 2013   | 2020   | 2021 | 2022 | 2023 | -    | -    |
| 10 167                           | 12 694 | 11 773 | 11 105 | 10 750 | 10 006 | 9713 | 9618 | 9680 | -    | -    |
| - * по дате выхода энциклопедии. |        |        |        |        |        |      |      |      |      |      |
| Гистограмма динамики населения   |        |        |        |        |        |      |      |      |      |      |

## Экономика
Лентварис является крупным промышленным центром, в городе располагаются крупные предприятия: завод «Кайтра», ковровая фабрика, предприятие по обработке древесины и ряд других.

### Завод «Кайтра»
«Кайтра» (лит. Kaitra) — завод санитарно-технических изделий, сданный в эксплуатацию летом 1949 года и функционировавший до 16 января 2014 года. Первой заводской продукцией являлись чугунные водопроводные канализационные трубы, детали сантехники, в дальнейшем на заводе также производились ванны, поставлявшиеся по всему СССР, а также вентиляционные системы.

### Лентварская ковровая фабрика
Лентварская ковровая фабрика (Ковровая фабрика «Килимай», лит. UAB Lentvario kilimai) была основана в 1957 году, первое ковровое изделие произвели 20 августа того же года. Предприятие создано на месте графской мастерской по изготовлению гвоздей.

### Лентварская ГЭС
Мини-гидроэлектростанция, располагающаяся на окраине города; ГЭС стоит в бассейне реки Сайде, вода в ГЭС поступает из искусственного канала F-1, до этого из искусственного пруда Лентварской ГЭС, впадает в реку Фабрико (лит. Fabriko upelis).

## Транспорт

### Автомобильное сообщение
Через город проходят районные автомобильные дороги 4707, 4727 и 4729, в 3 км на севере проходит автомагистраль A1.

### Автобусное сообщение
Имеется Лентварский автобусный парк, в основном эксплуатирующий микроавтобусы «Мерседес».
Существует автобусное сообщение с Вильнюсом (маршруты №68 и №269, с 2027 года также планируется маршрут в Жямейи-Паняряй через Траку-Воке) и Тракаем (маршрут №299); маршрут Тракай — Лентварис.

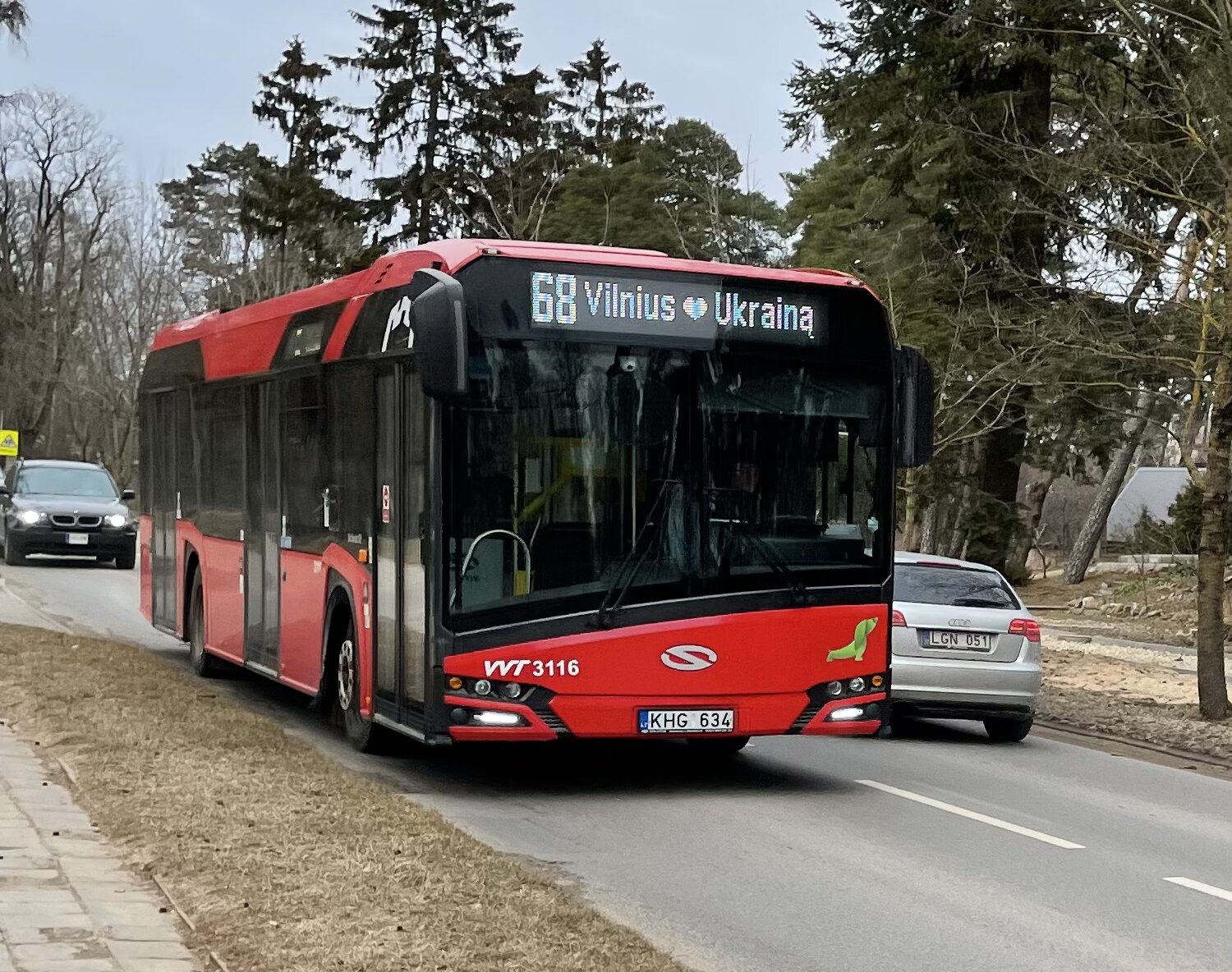
Вильнюсский автобус Solaris, следующий по маршруту №68 Григишкес — Лаздинай

### Железнодорожное сообщение
Станция Ландварово открыта в 1862 году — узловая станция в составе Петербургско-Варшавской железной дороги с путями на восток (Вильна — Динабург), северо-запад (Ковно — прусская граница) и юго-запад (Гродно — Варшава).
В Лентварисе есть железнодорожное сообщение с Тракаем, Старым Тракаем, Марцинконисом, Каунасом и Вильнюсом.

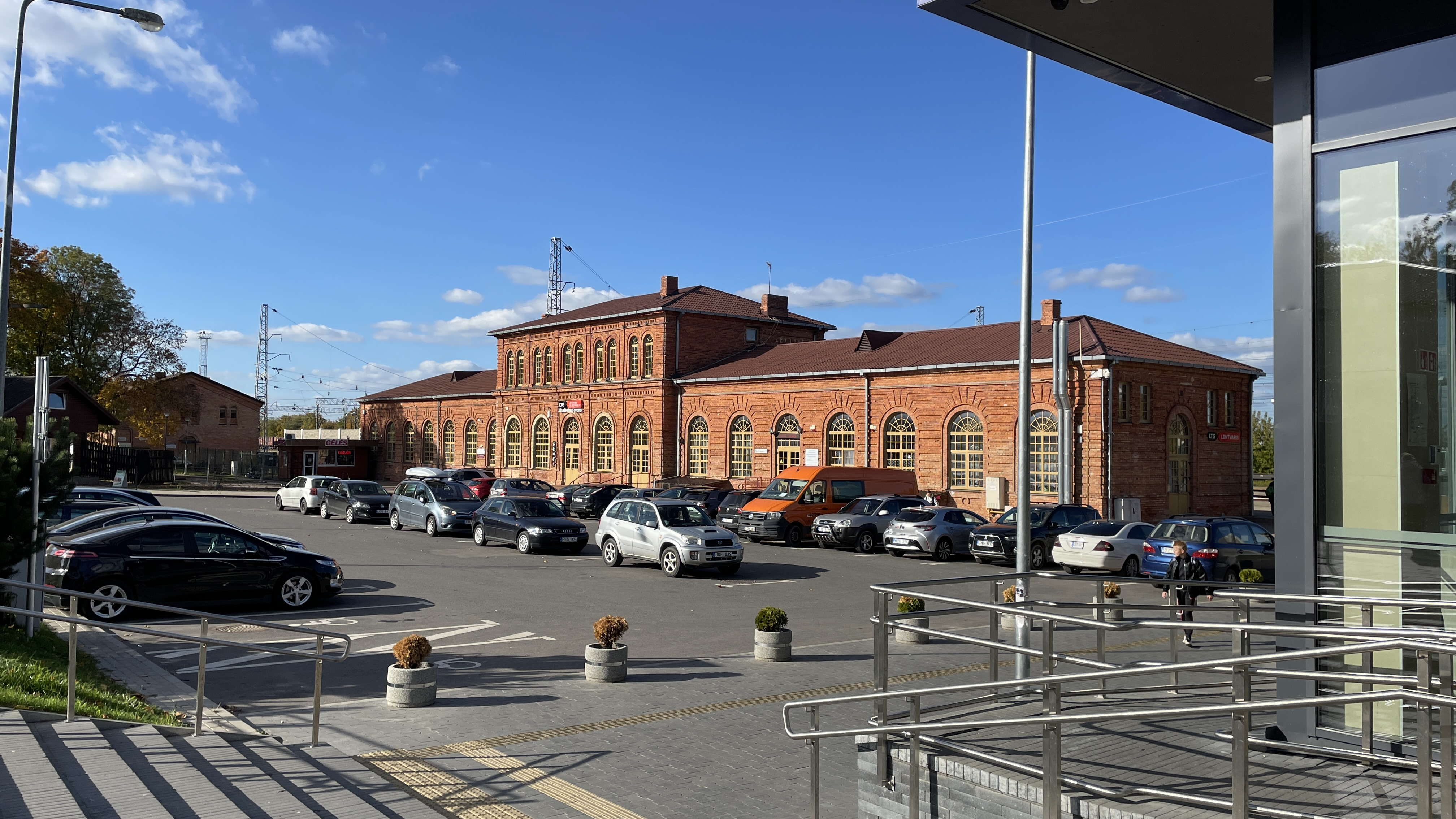
Железнодорожная станция

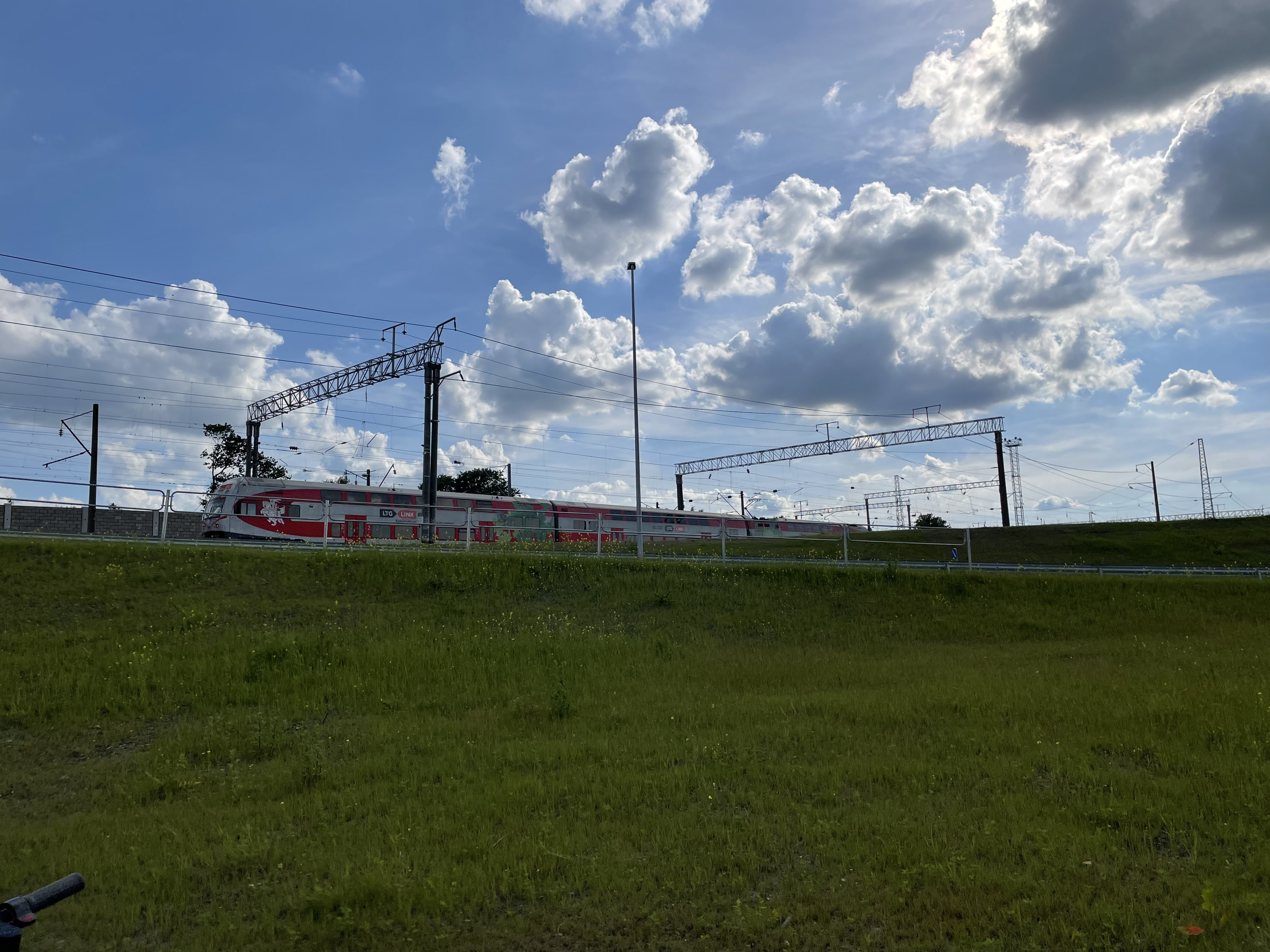
Поезд ЛЖД

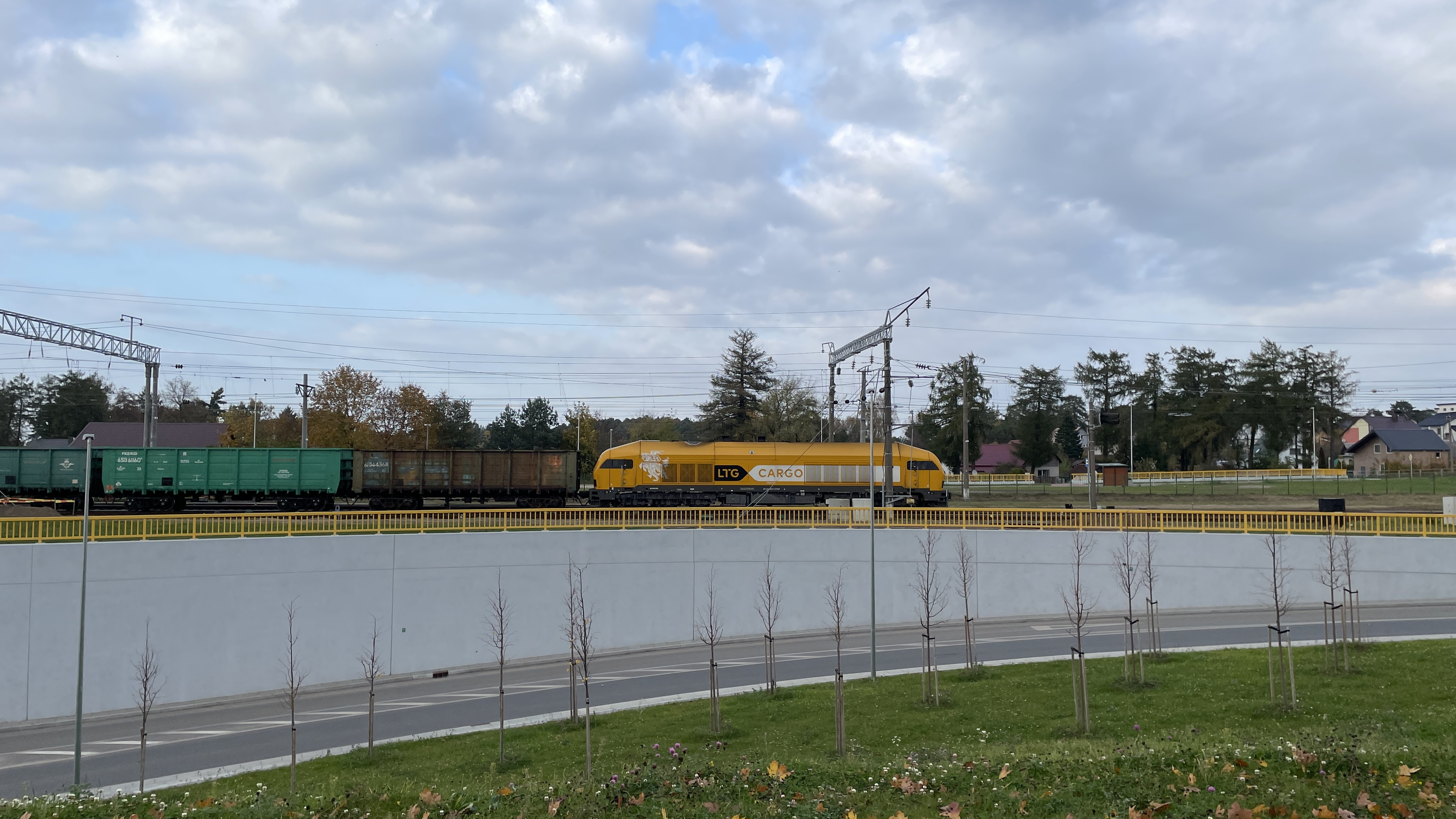
Siemens ER 20 LTG Cargo

## Культура и отдых

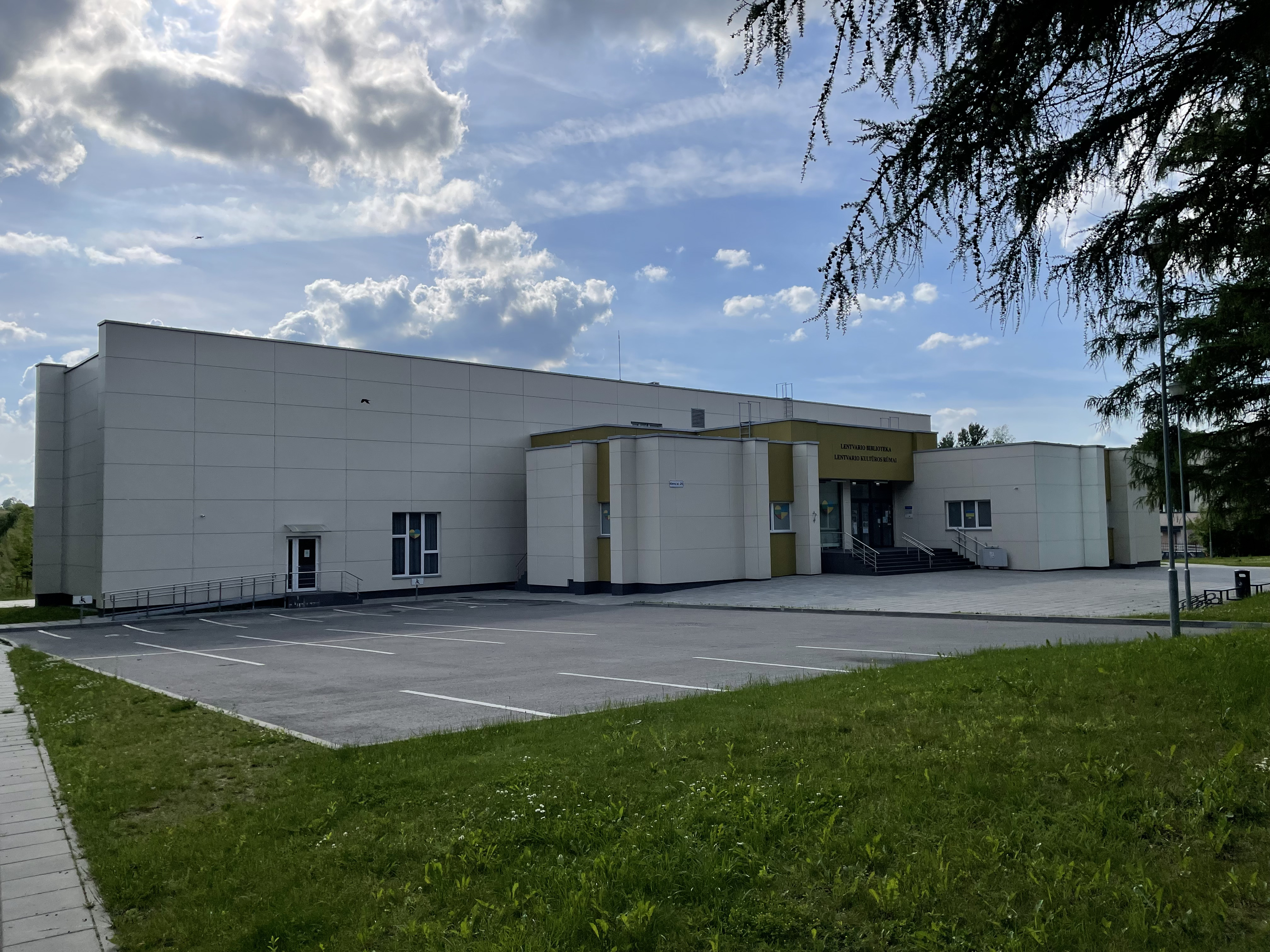
Дом культуры

В городе в 1967 году снимался фильм «Крах» с Владимиром Самойловым и Евгением Матвеевым в главных ролях.

### Образование
Учебные заведения:
- Гимназия «Версме»;
- Гимназия им. Мотеюса Шимелёниса;
- Гимназия им. Генрика Сенкевича;
- Лентварская начальная школа.

### Лентварский пляж
В Лентварисе располагается много мест для отдыха (семейный парк, парк дворца Тышкевичей, парк с пляжем у озера Граужис, несколько небольших парков, много различных спортивных комплексов), которые пользуются спросом не только у горожан, но и у жителей соседних городов, например Тракай, Григишкес или Вильнюс.
В 2017—2018 годах прошла реновация и благоустройство Лентварского пляжа возле озера Граужис, были построены новые баскетбольные и волейбольные площадки, уличные тренажёры, пирсы для купания, пляжи были прибраны и очищены.

## Исторические военные объекты

### 466-я зенитная ракетная бригада
466-я зенитная ракетная бригада (ранее дивизион) ПВО советской армии (воинская часть № 36839), располагавшаяся в южной части города Лентварис (по улице Рачкуну) и соседней деревне Рачкунай, была образована в 1953 году, в 1993 году — прекратила своё существование. Данный дивизион являлся составной частью 1865-го полка войск противовоздушной обороны и был предназначен для защиты Вильнюса. Зенитная ракетная бригада занимала территорию в 23 гектара, на этой территории оборудовались боевые стартовые позиции для зенитно-ракетных комплексов, построены контрольно-пропускные пункты (КПП), сторожевые башни, подземные хранилища, инженерные сооружения, гаражи, ангары, казармы и жилые дома для военнослужащих. Первые зенитно-ракетные комплексы (ЗРК) были размещены в 1960 году, ими были С-75, С-125, С-200. С 1990 года в дивизионе также дислоцировалась С-300. После обретения прибалтийскими государствами независимости, в феврале 1992 года правительство Российской Федерации приняло решение о поэтапном выводе воинских формирований российских вооружённых сил из Литовской Республики, в 1993–1994 годах воинская часть была ликвидирована, территория бывшей воинской части передана государственному предприятию «Волга-сервис», сегодня бо́льшая часть данной территории поделена на участки для постройки частных жилых домов.

### Прочие объекты
Ранее в Лентварисе также располагались воинская часть № 41059 и железнодорожная военная часть № 01348.

## Спорт

### Футбольные команды
- ФК Кайтра — основана в 1949 году, расформирована в 2006 году;
- ФК Клявас — основана в 1998 году, расформирована в 1999 году, повторно образована в 2004 году;
- ФК Колобки — основана в 2007 году;
- ФК Лентварис — основана в 2006 году, до 2008 года именовалась «Румида».

### Баскетбольные команды
- БК Румида — основана в 2007 году.

## Международные отношения

### Города-побратимы
- Вронки, Польша (1 мая 2006 года)[34];
- Орнета, Польша (23 мая 1998 года)[35].

## Изображения

Лентварский железнодорожный вокзал
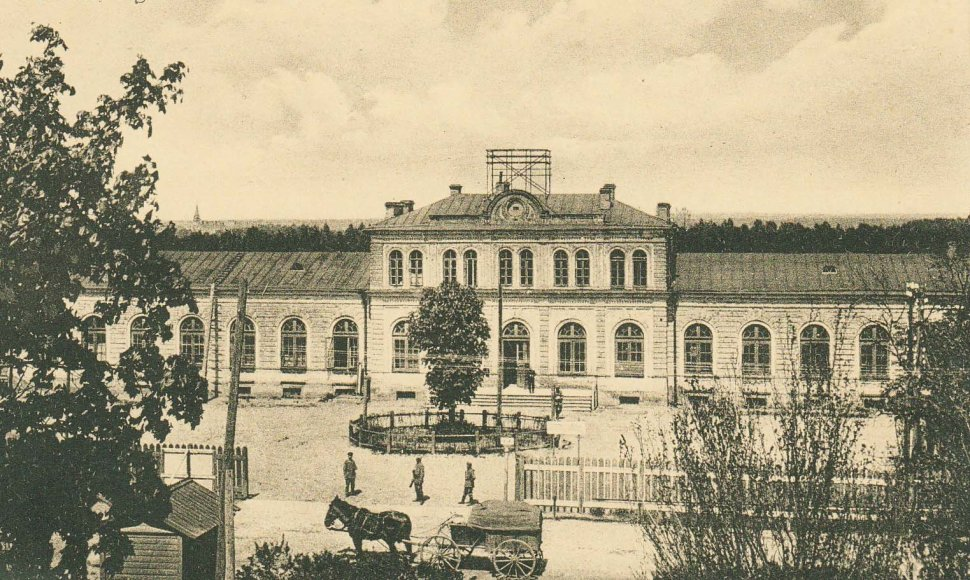
Лентварский ж/д вокзал между 1915 и 1918 годами
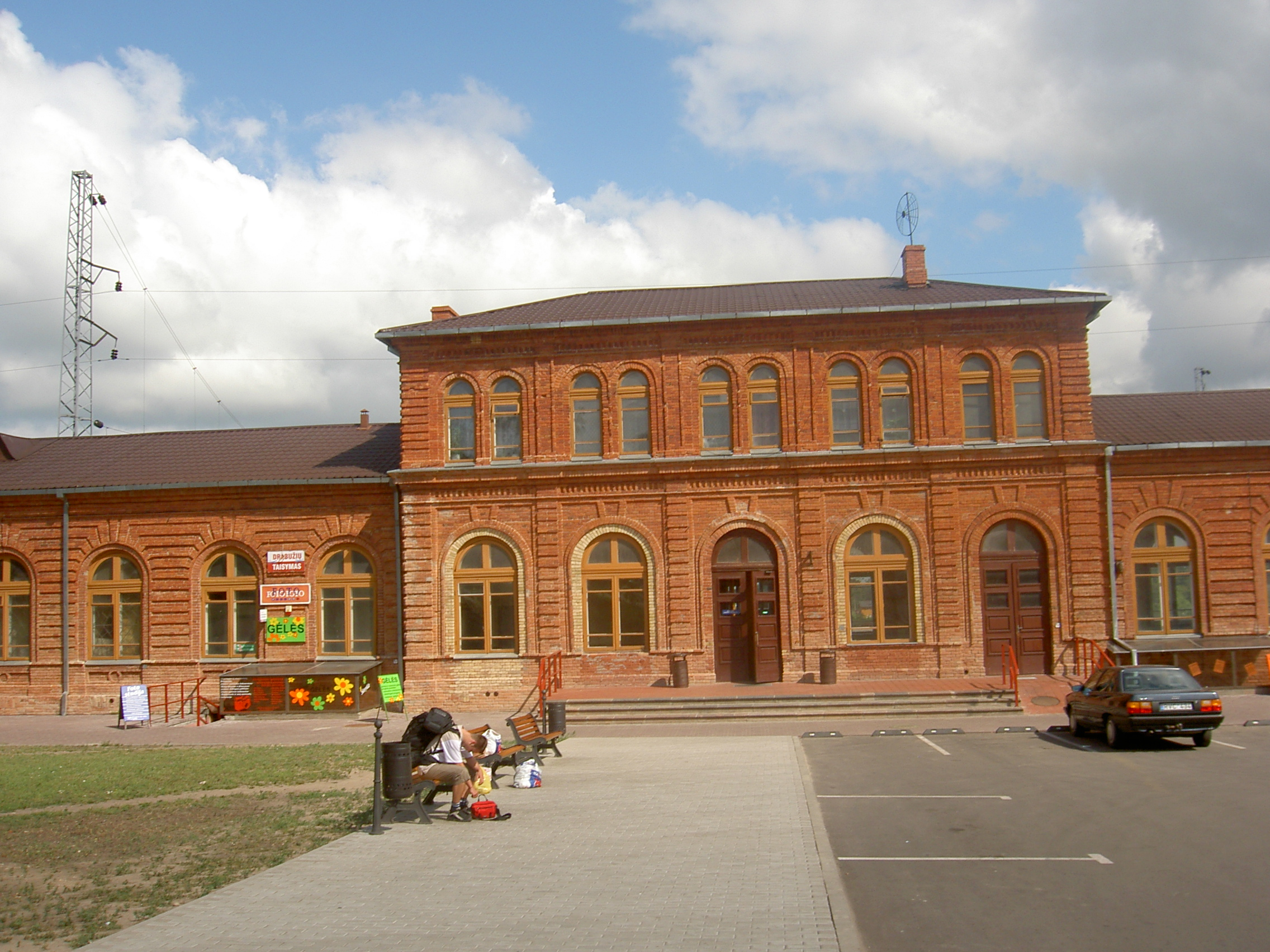
Фото 2006 года
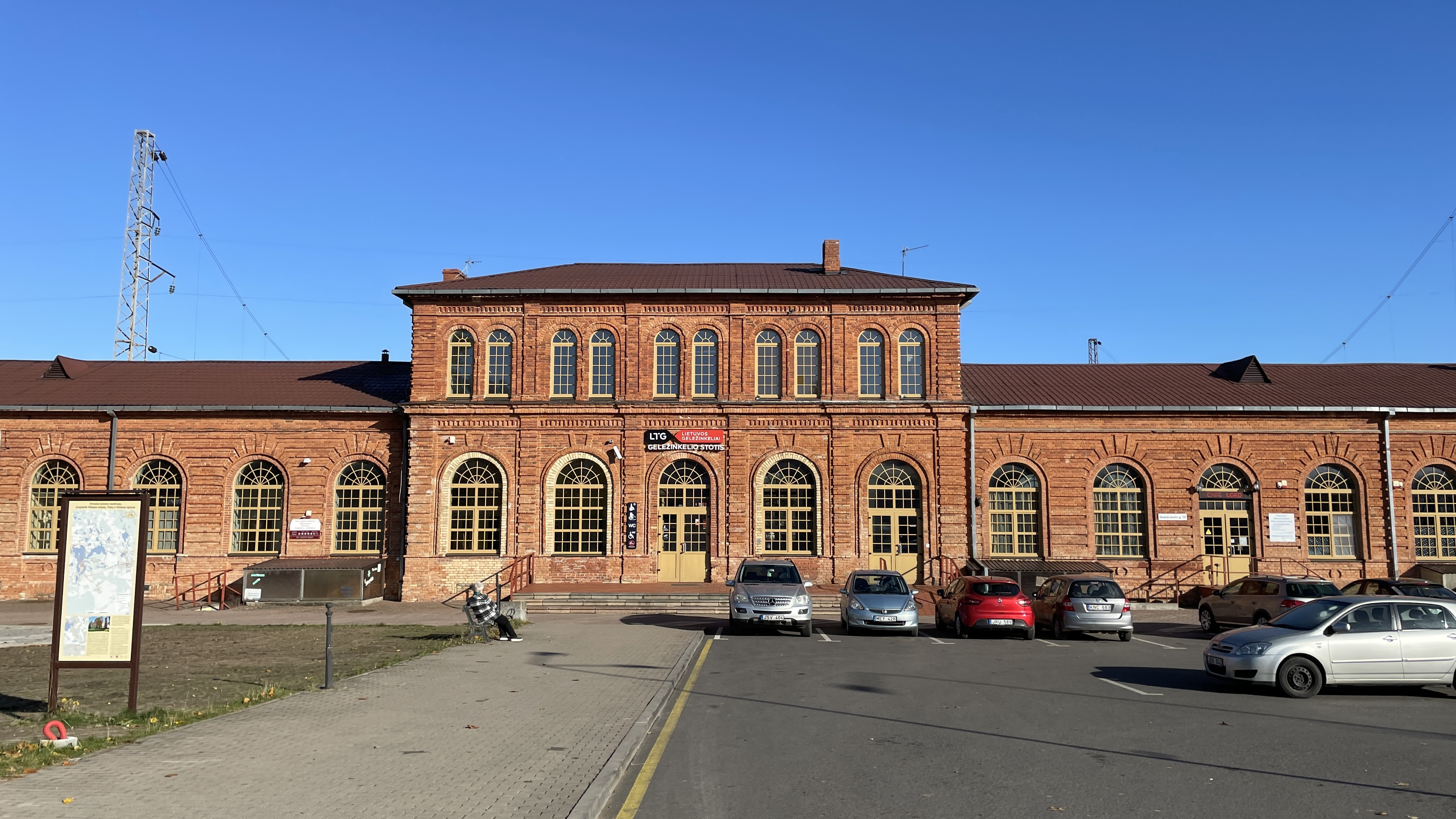
Фото 2022 года
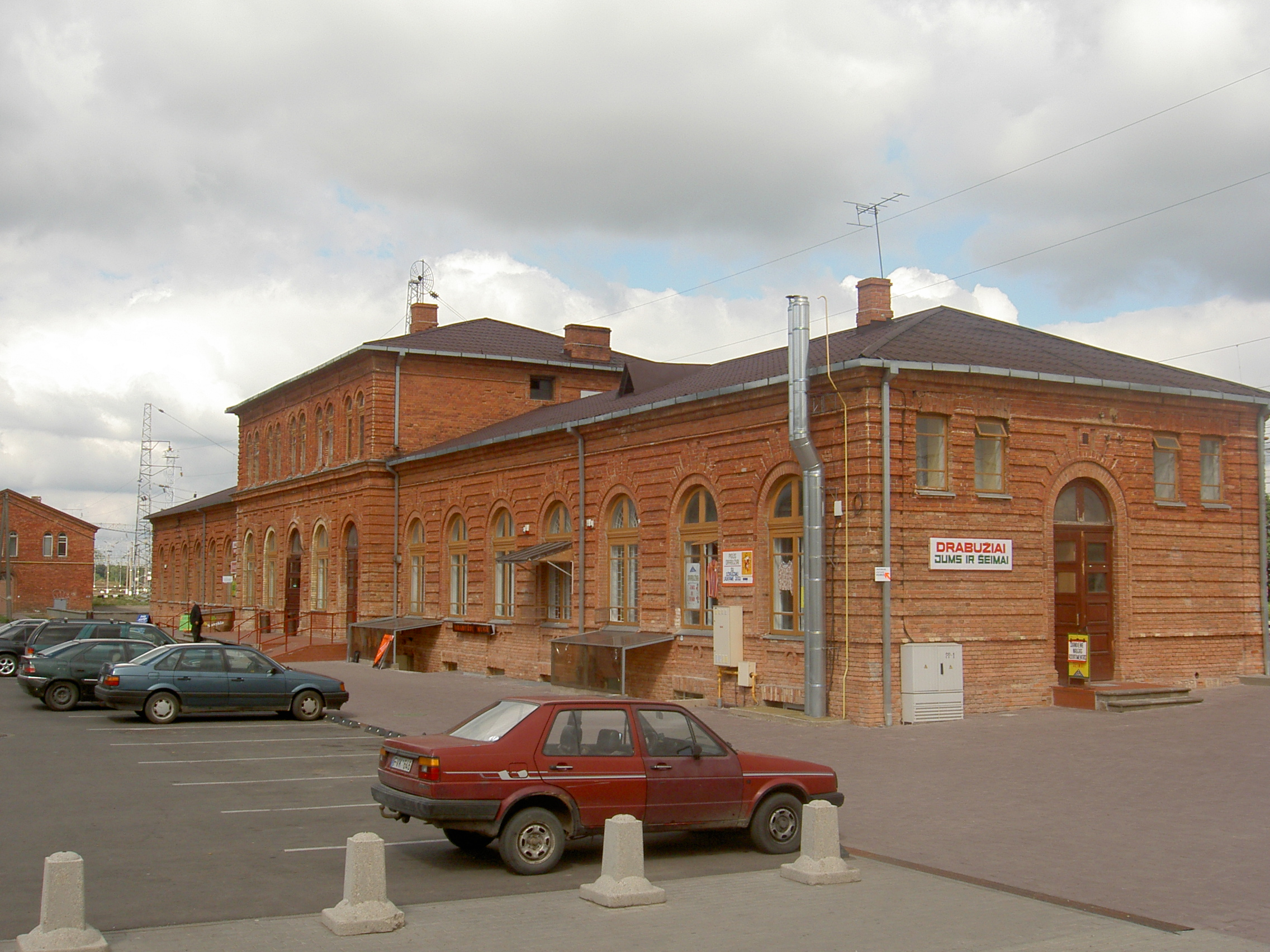
Фото 2006 года
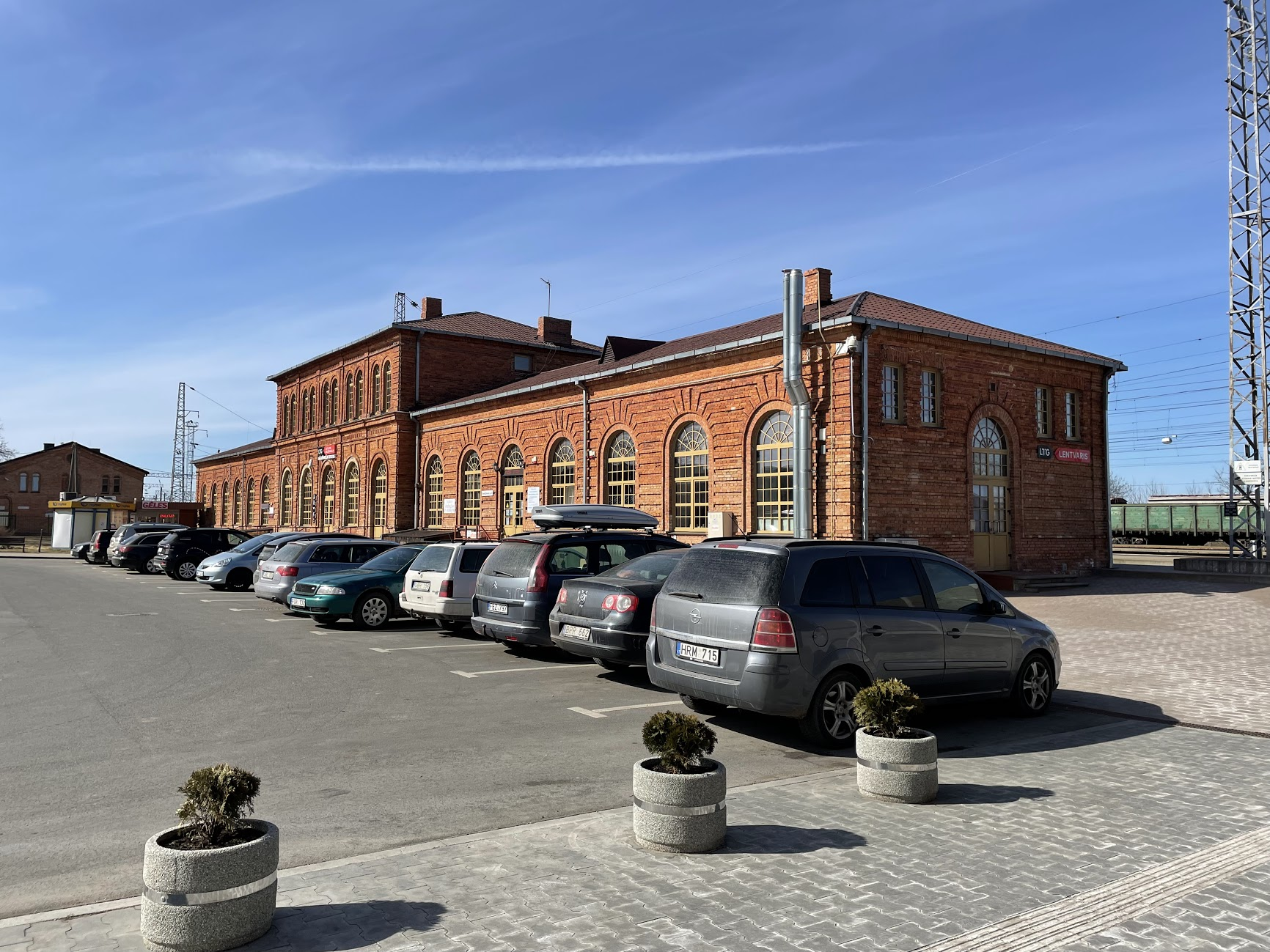
Фото 2022 года
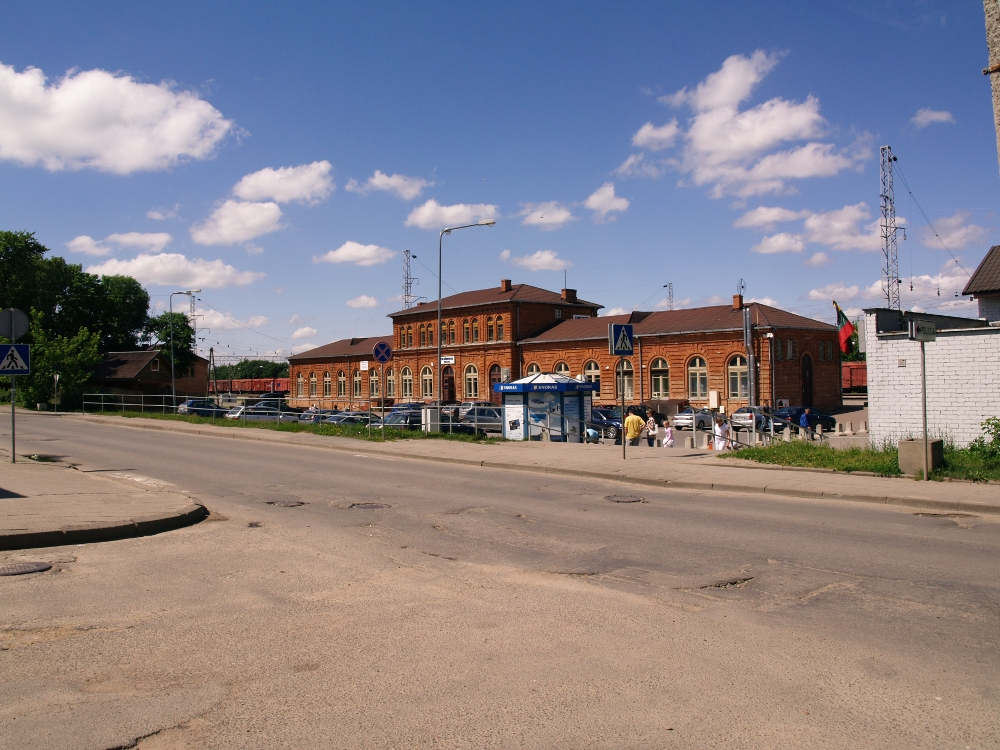
Фото 2013 года
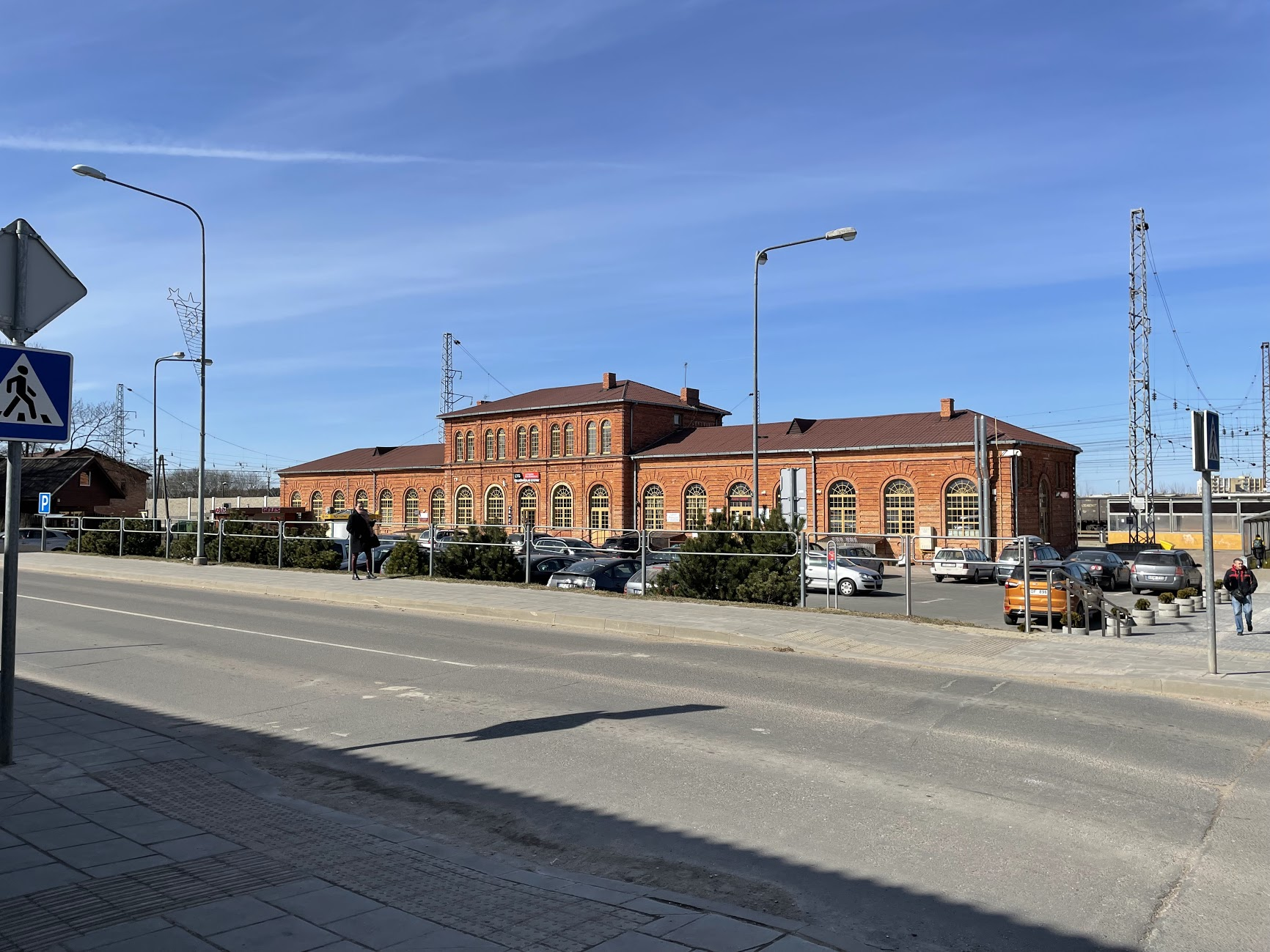
Фото 2022 года
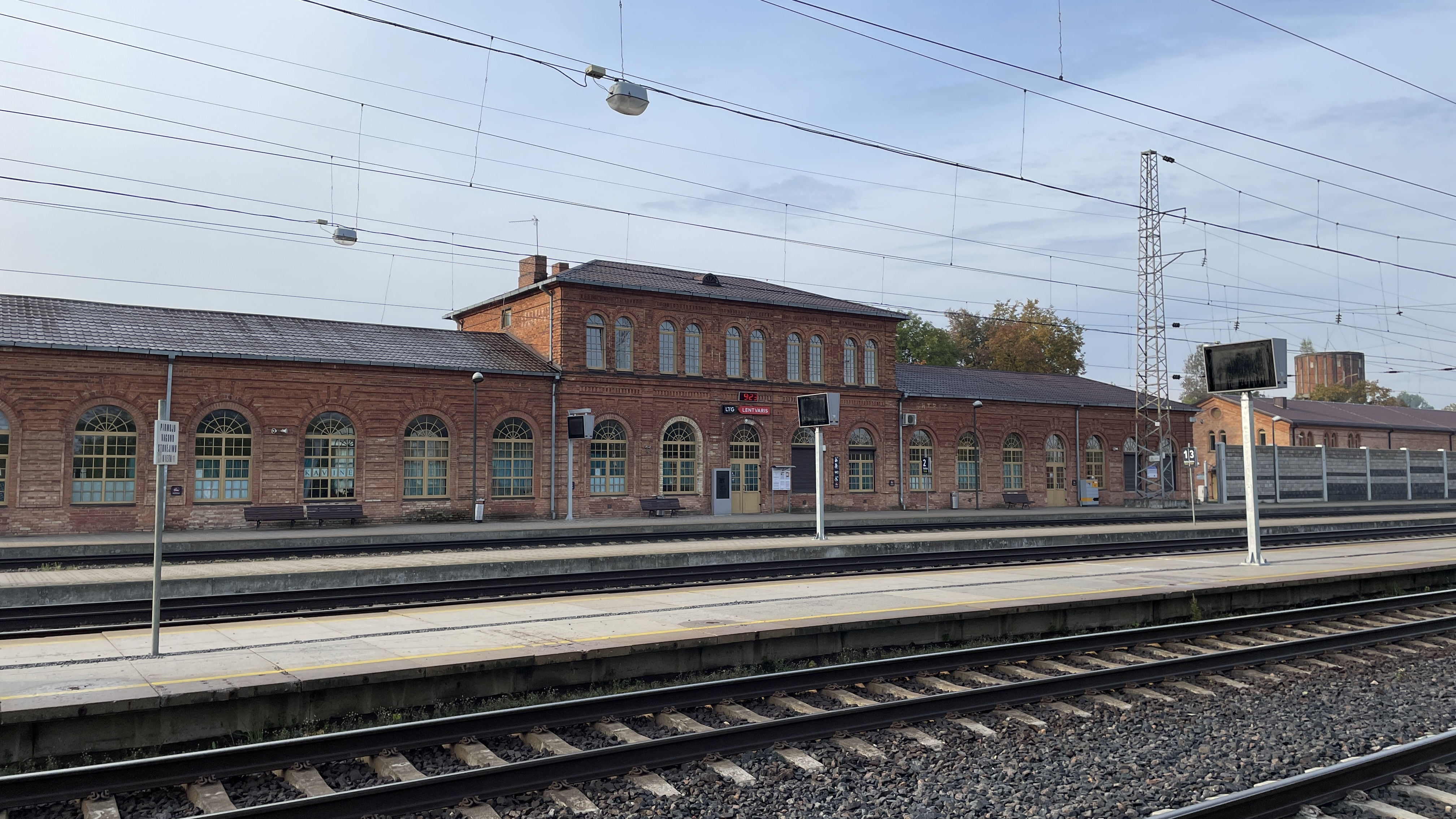
Вокзал со стороны платформ, 2022 год
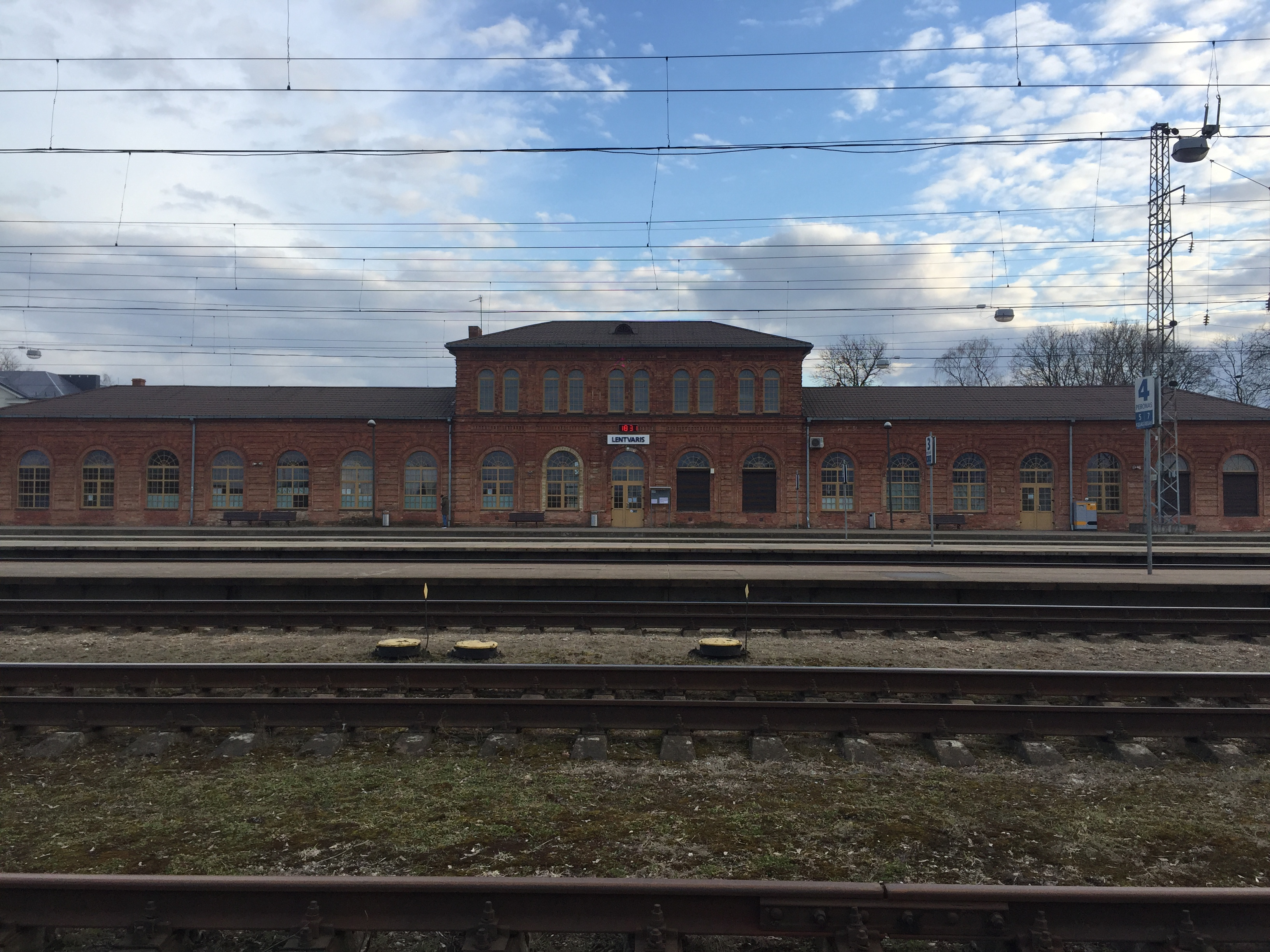
2021 год
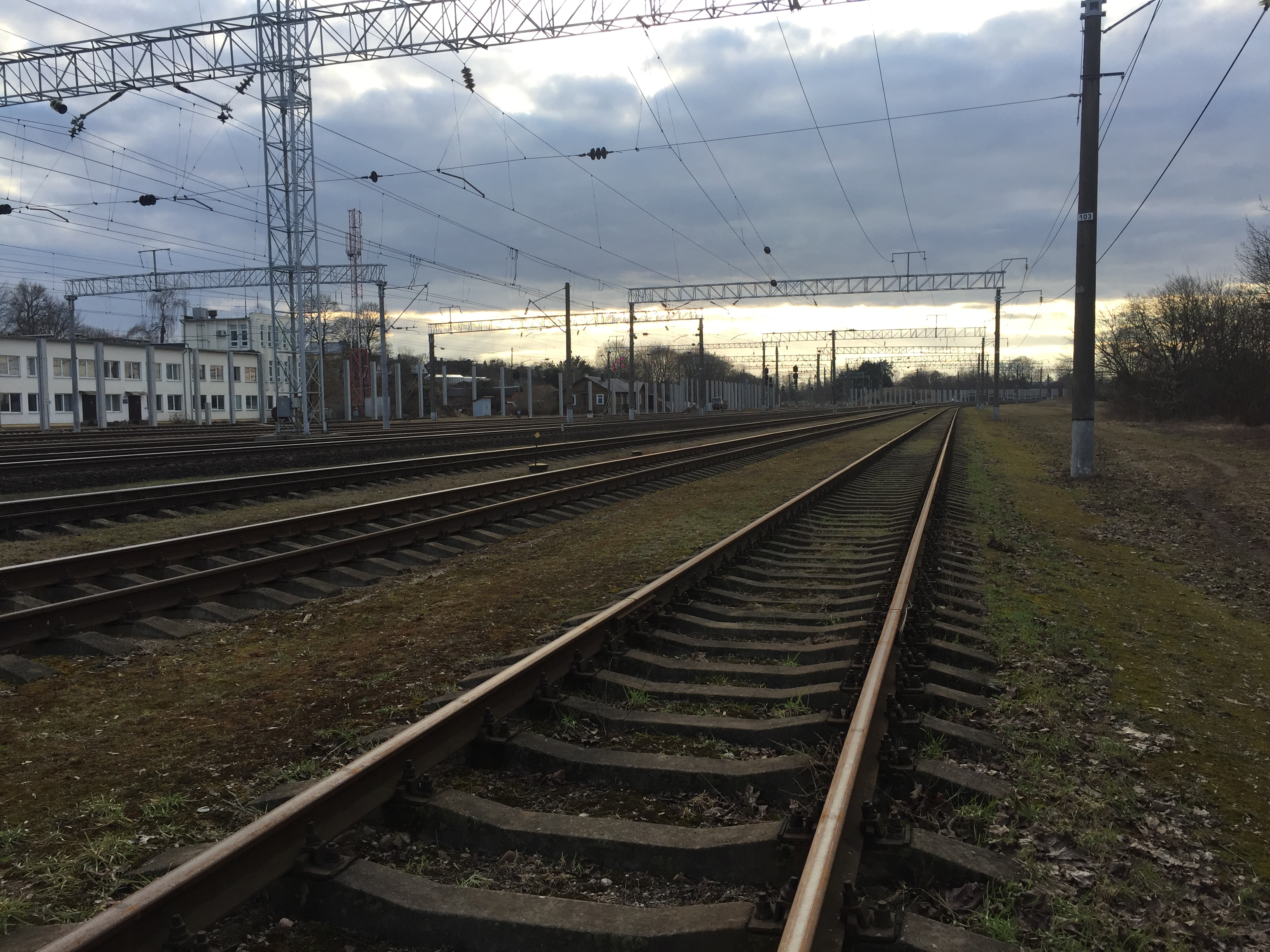
Железнодорожные пути

Парк имения Тышкевичей
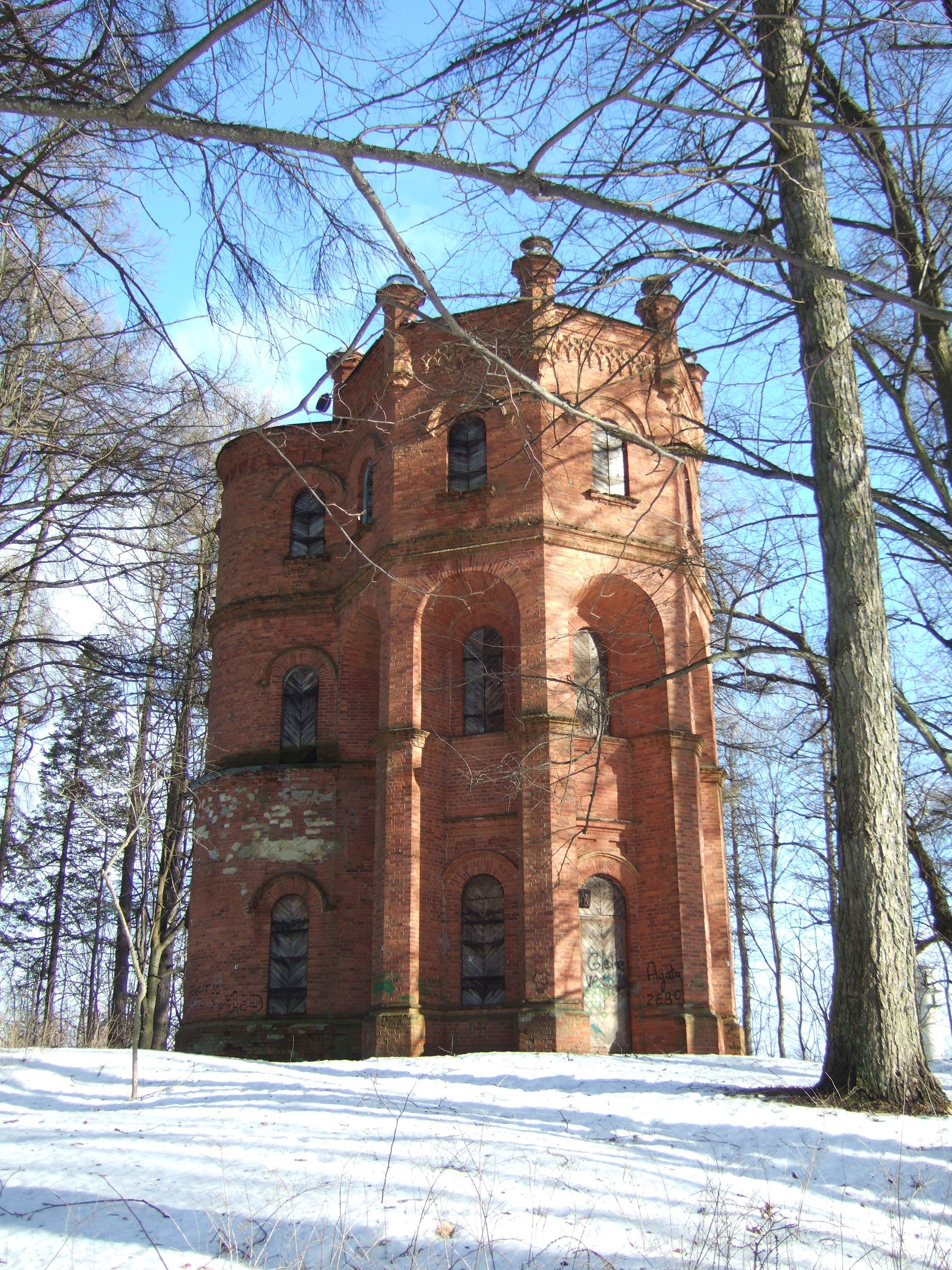
Водопроводная башня
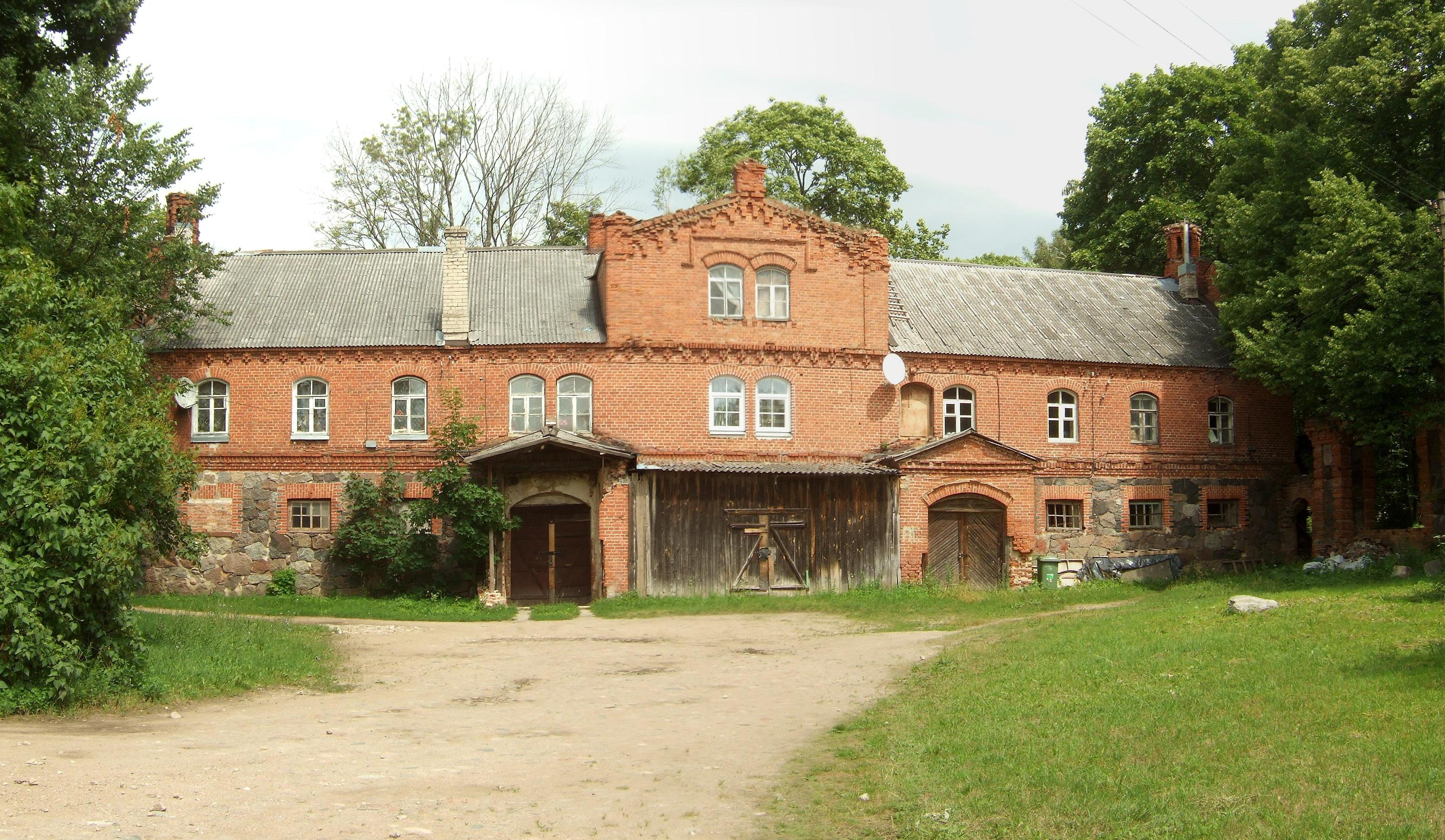
Жилой дом — конюшня
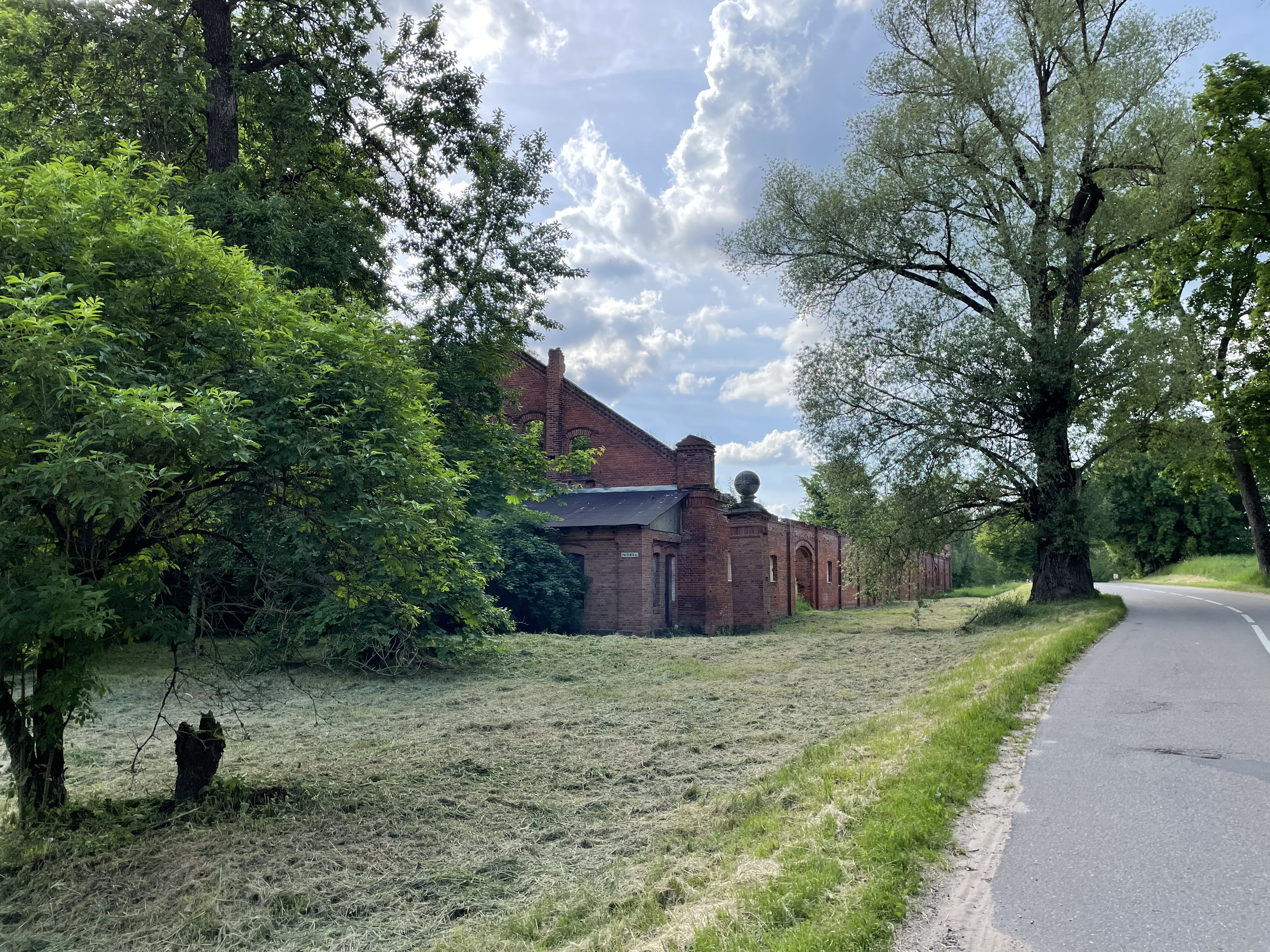
Амбар
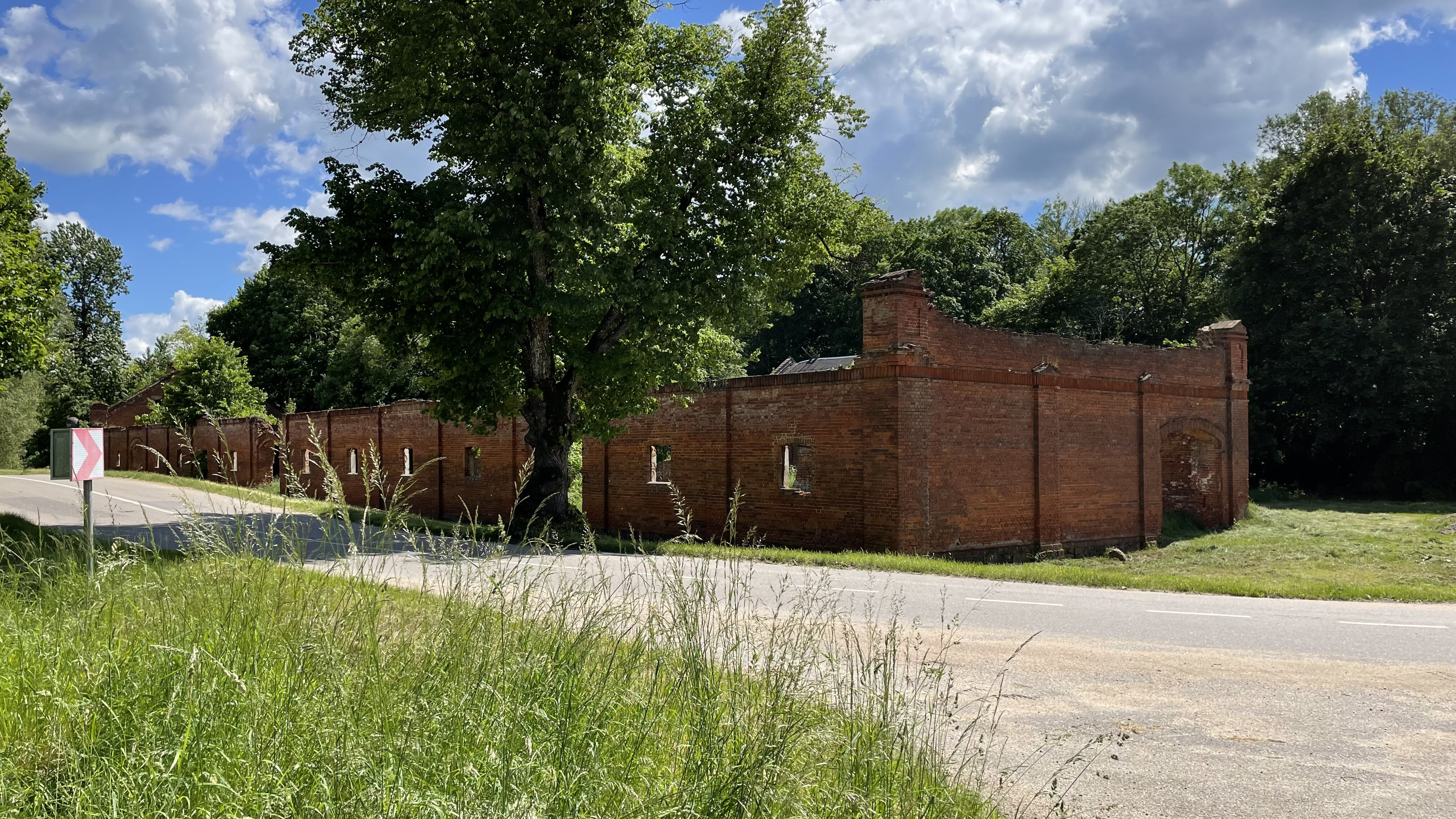
Амбар
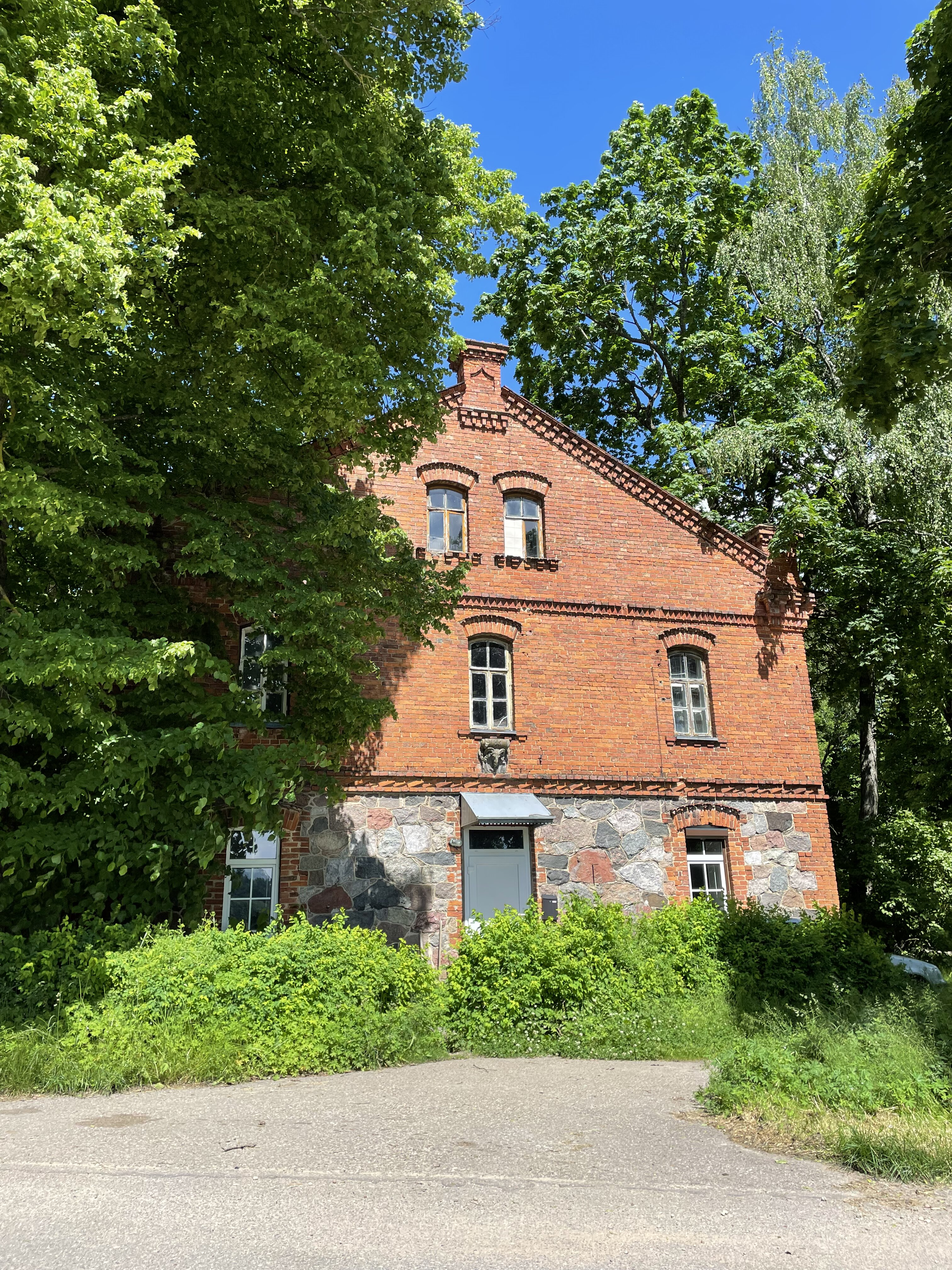
Дом управляющего имением Тышкевичей (ныне – жилой дом)
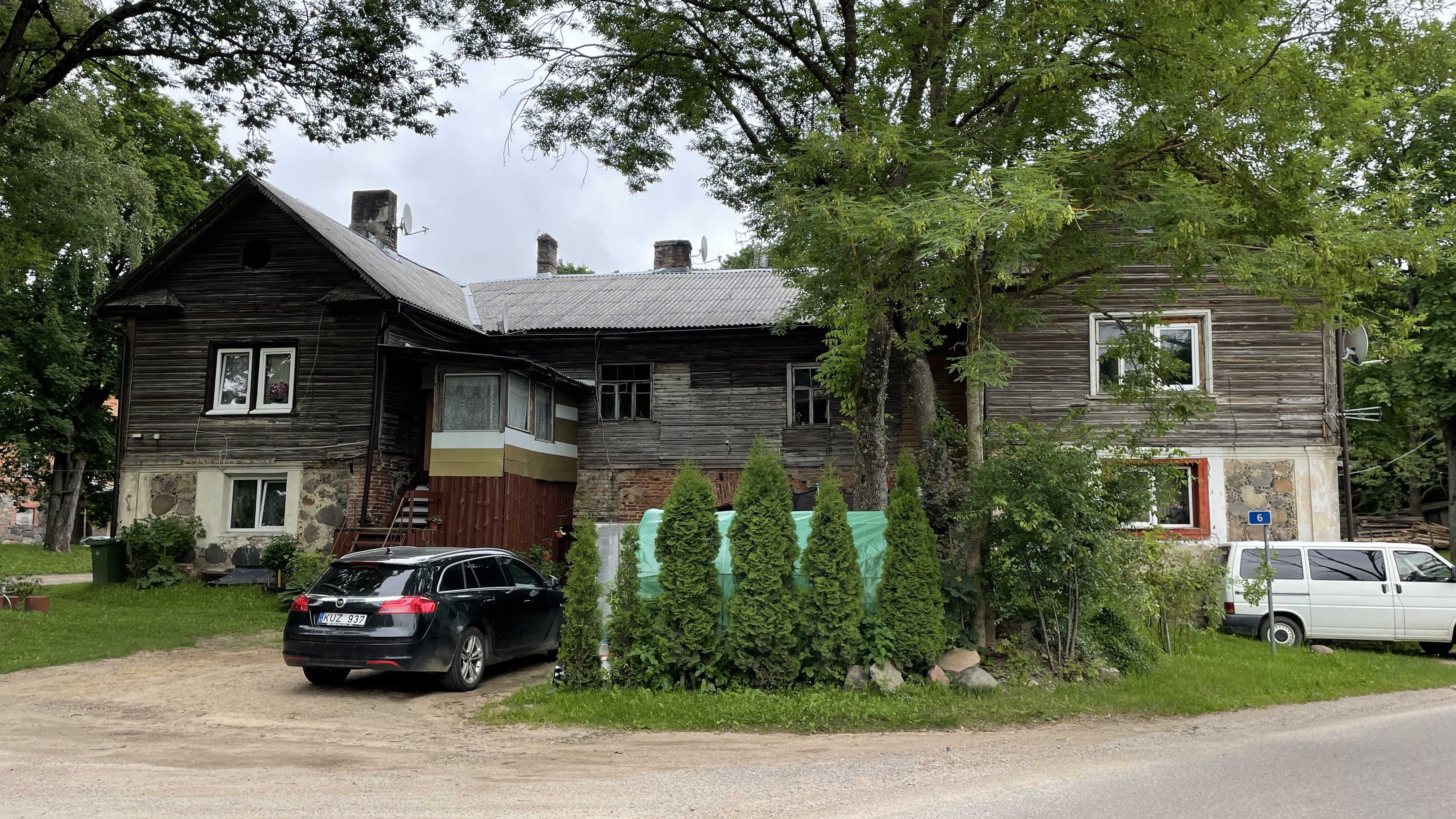
Гостиница (ныне – жилой дом)
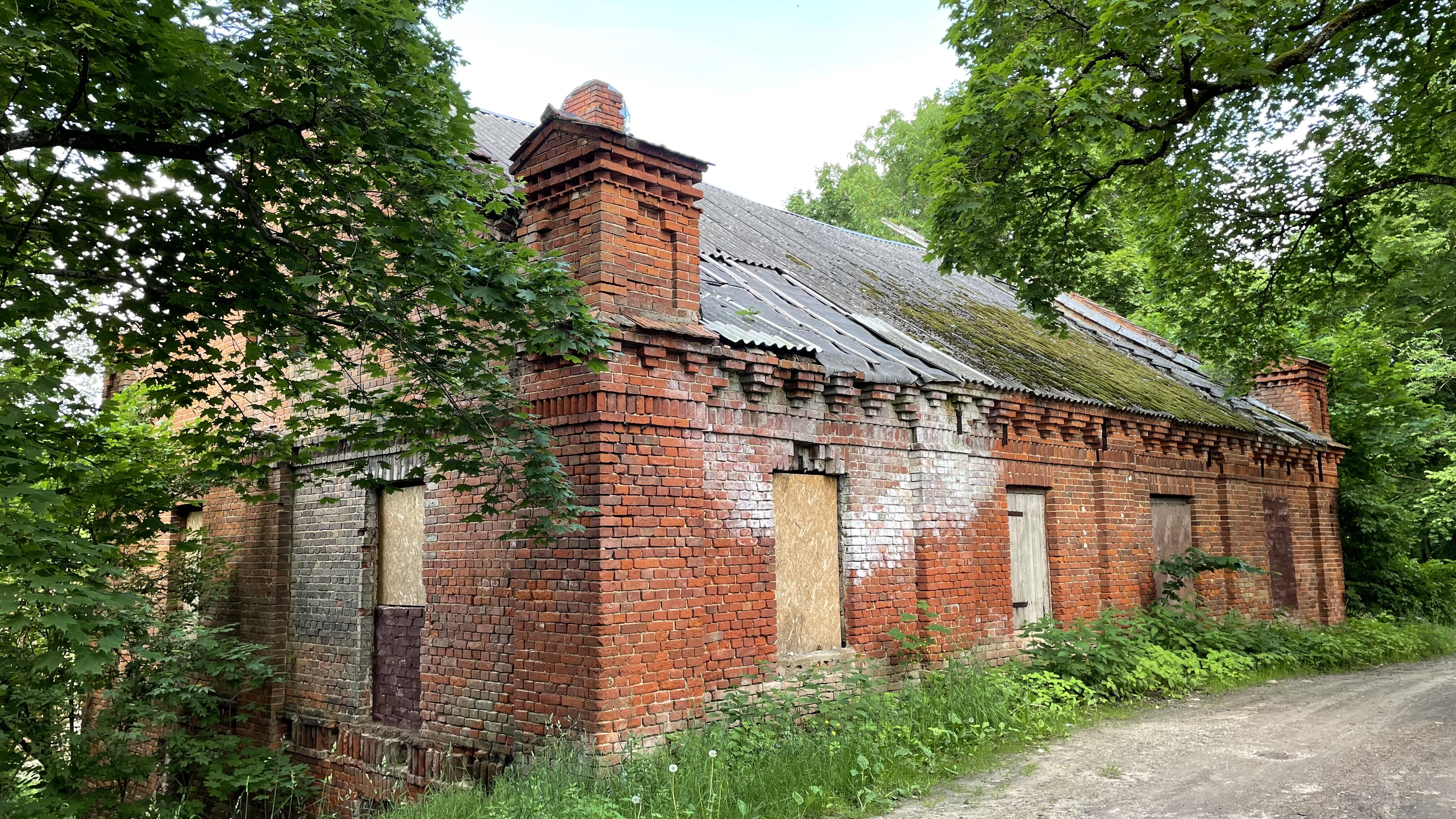
Водяная мельница
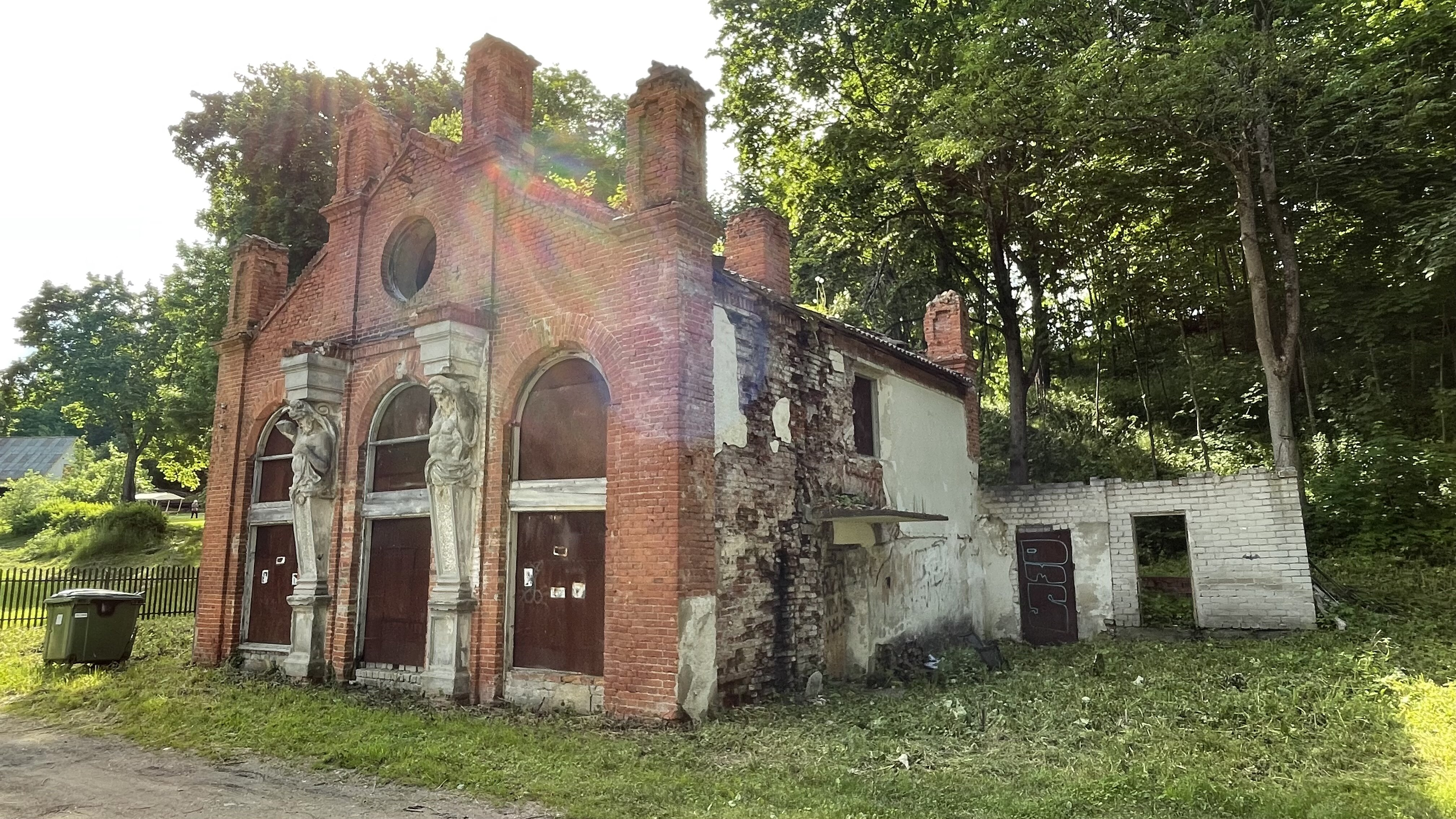
Кафе Ривьера
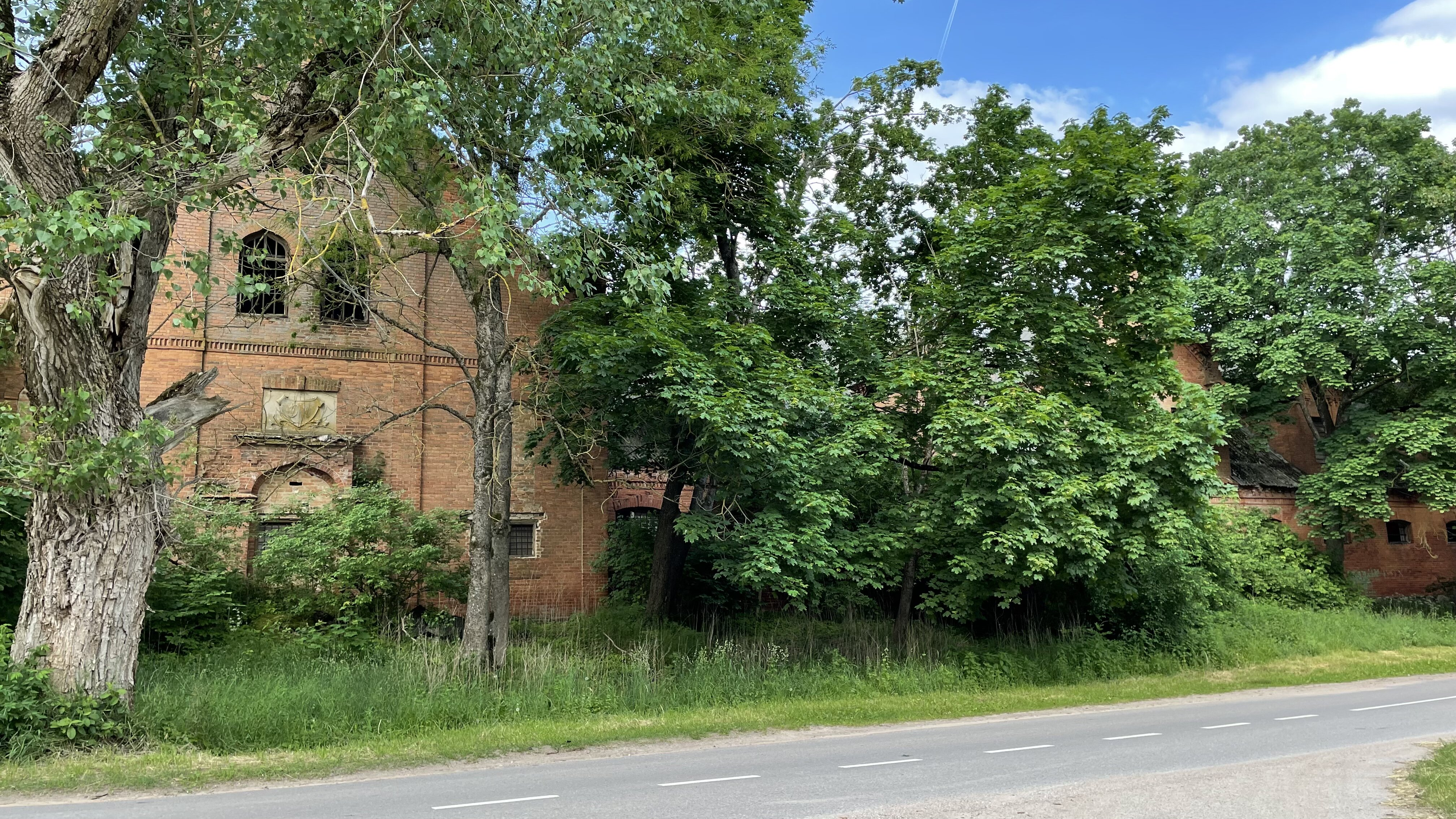
Конюшни

Дворец Тышкевичей
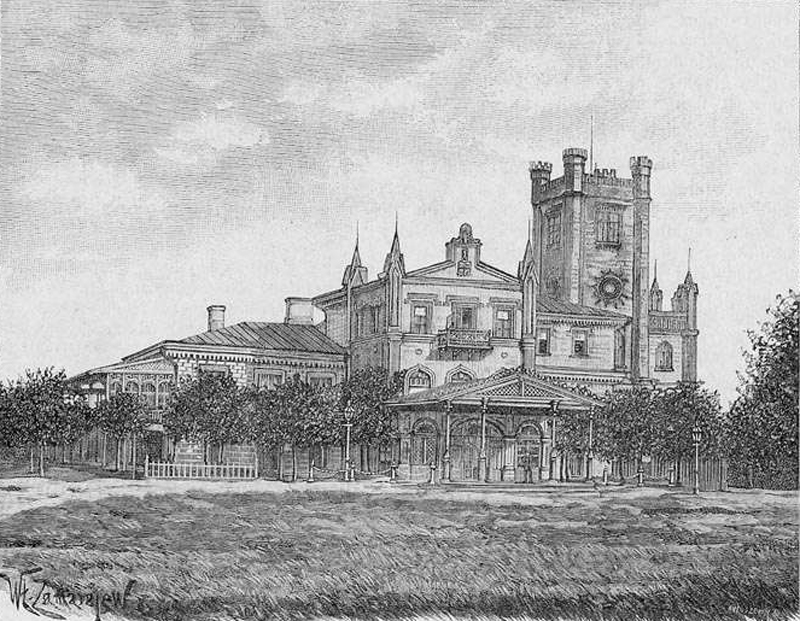
Дворец Тышкевичей в XIX веке (в 1873–1879 годах)
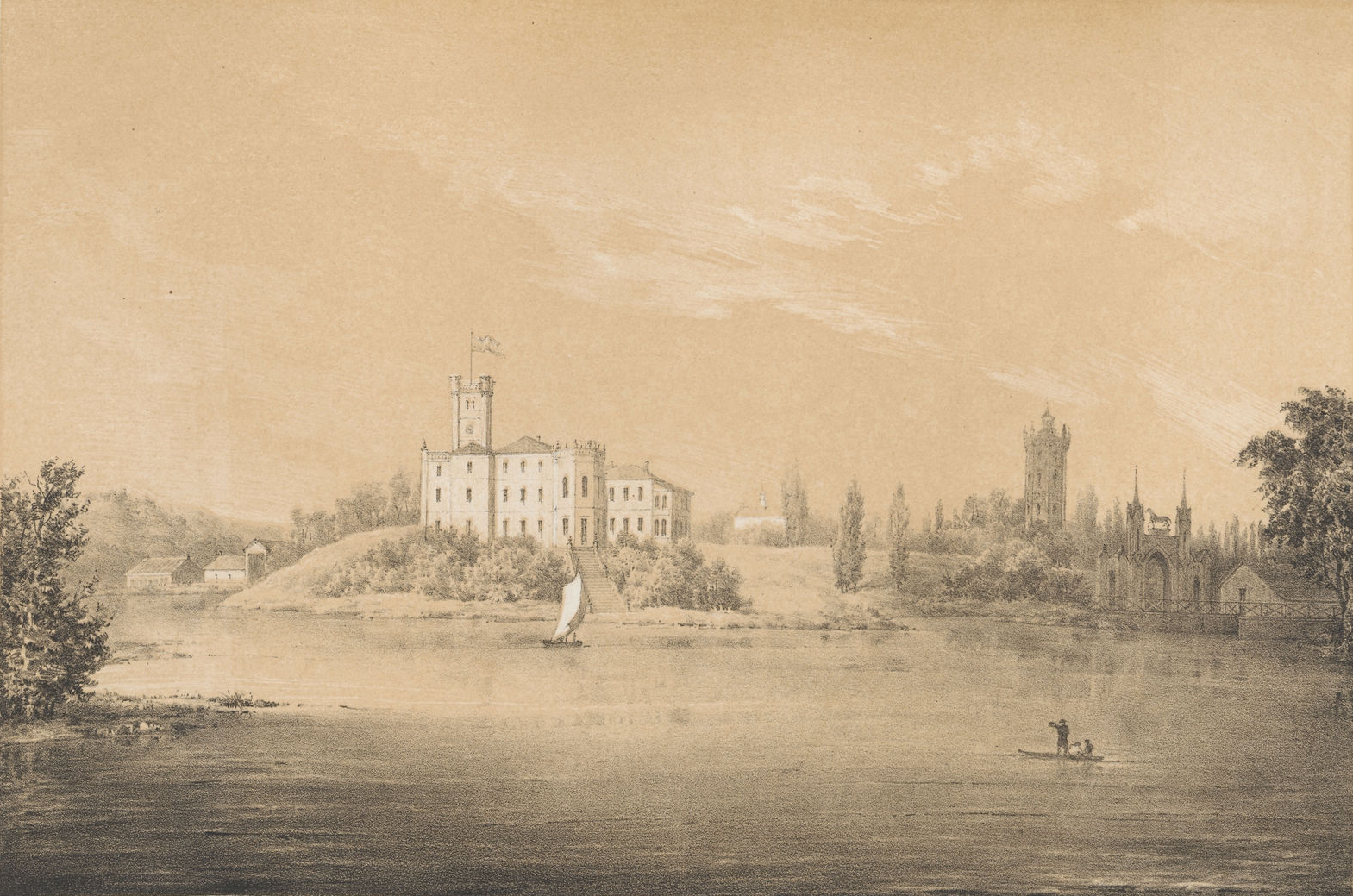
Дворец в 1876 году
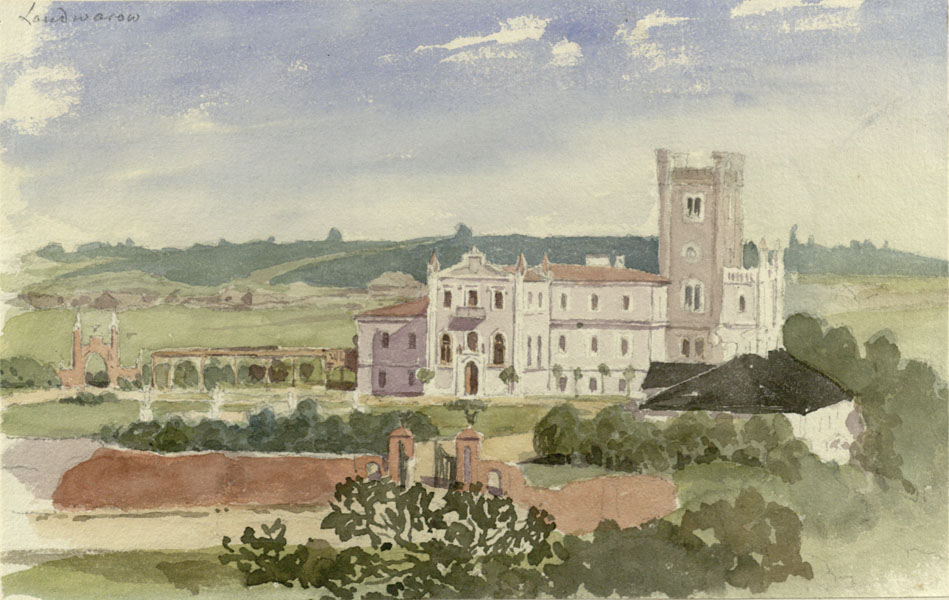
Дворец Тышкевичей. Картина А. Ромера, 1869 год
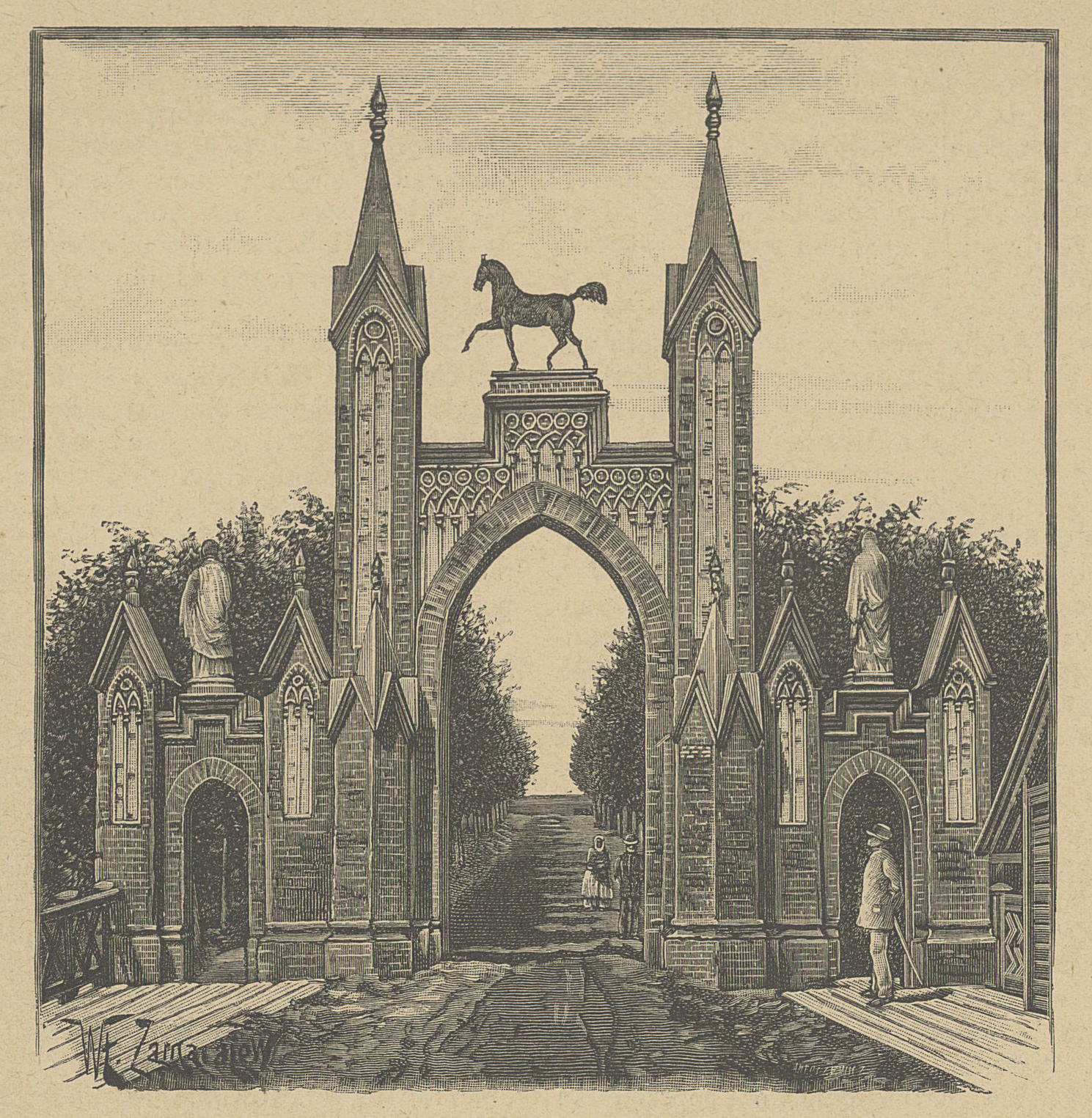
Старые ворота при въезде в имение Тышкевичей. 1887 год
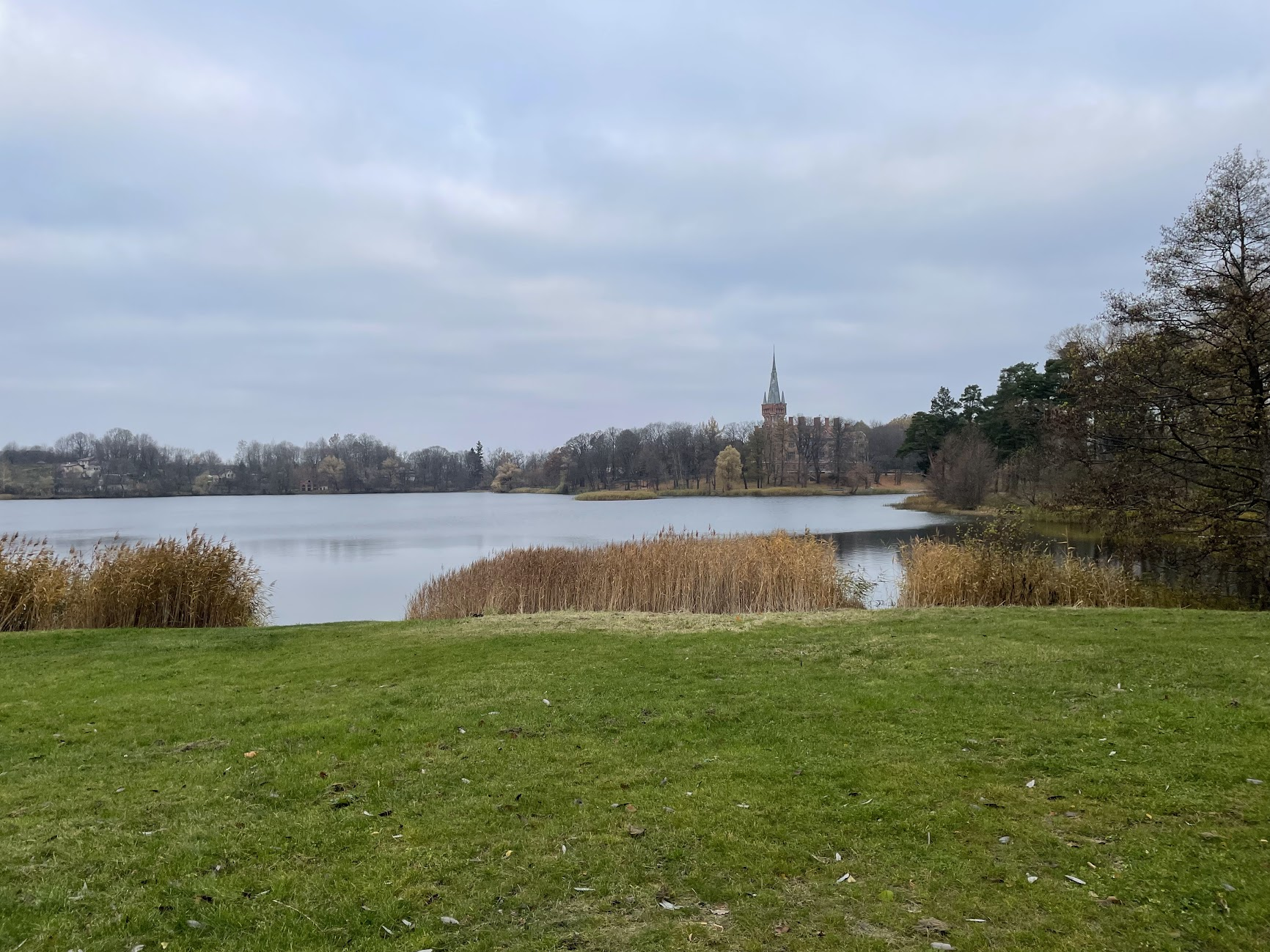
Октябрь 2021 года
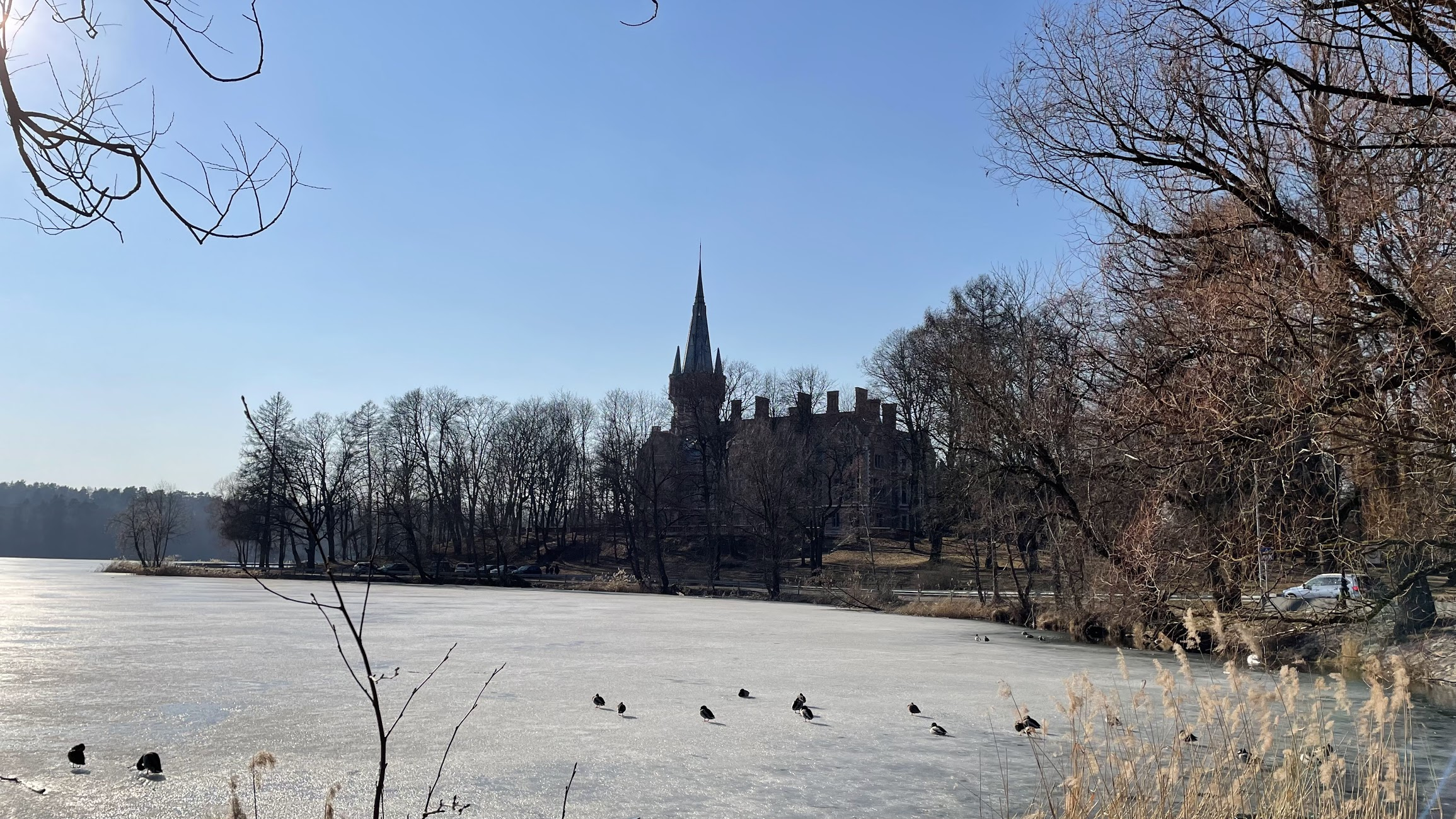
Март 2022 года
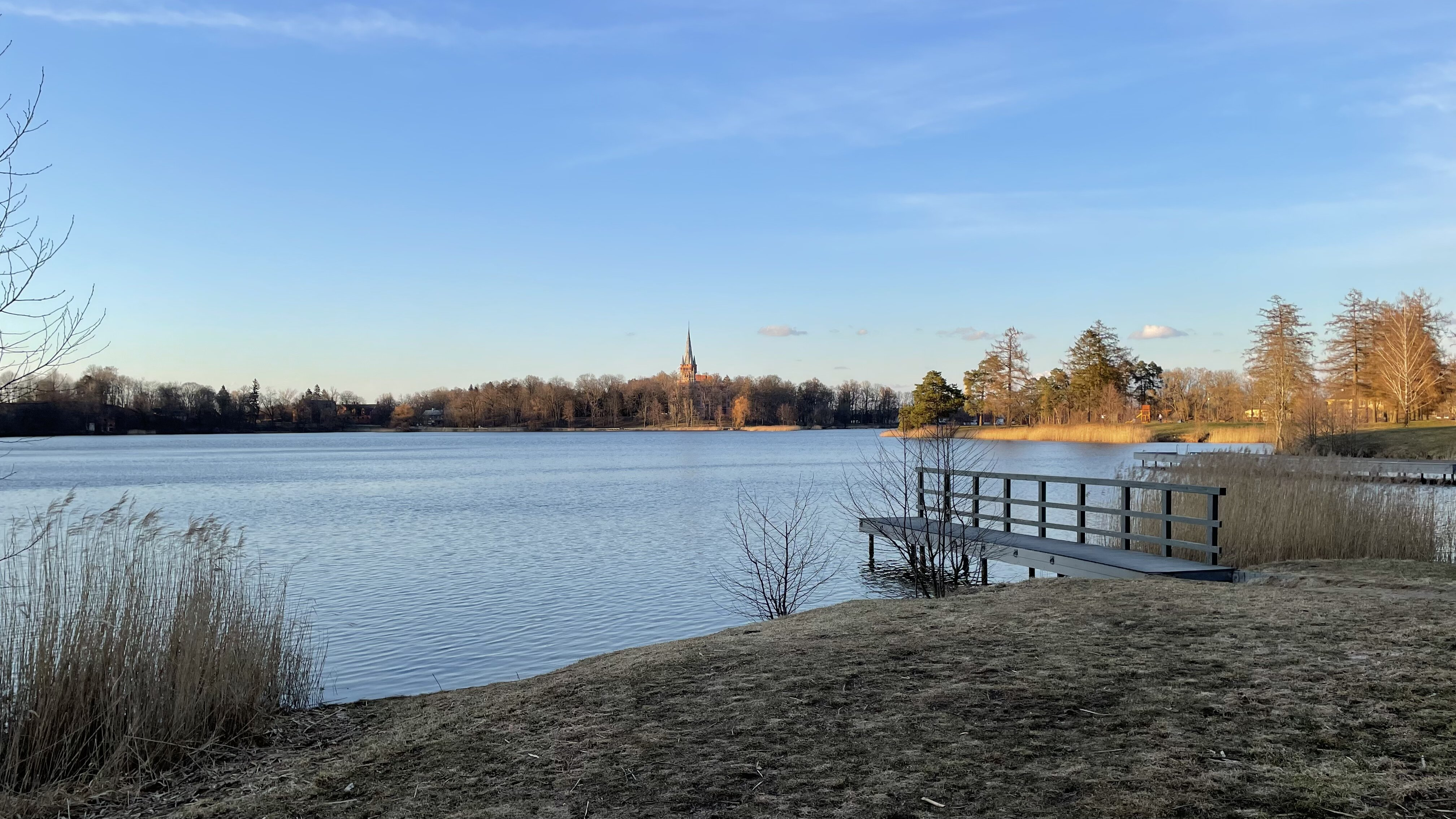
Апрель 2022 года
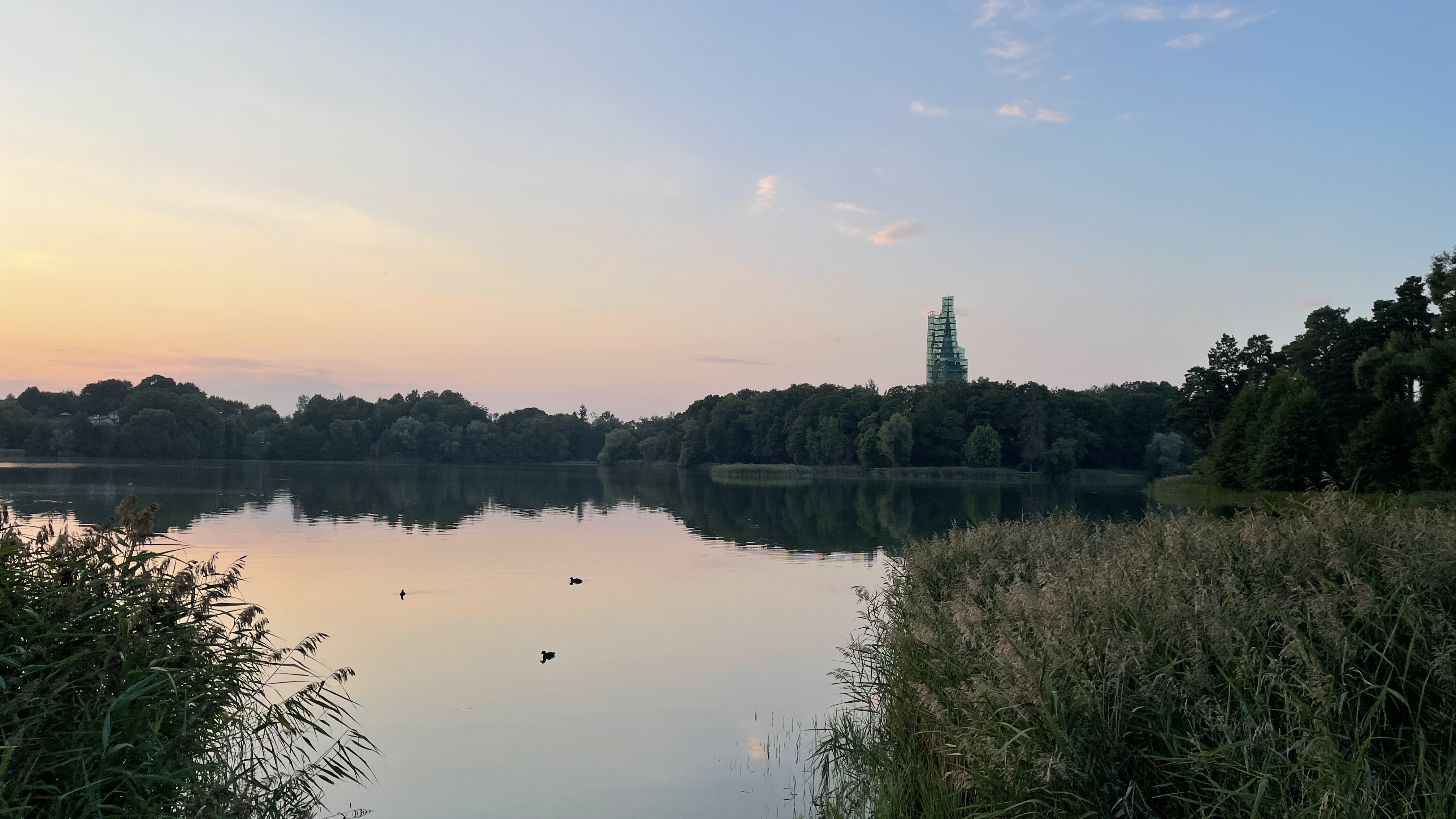
Август 2022 года, реновация башни

Парк Безымянного озера (лит. Bevardžio ežero parkas)
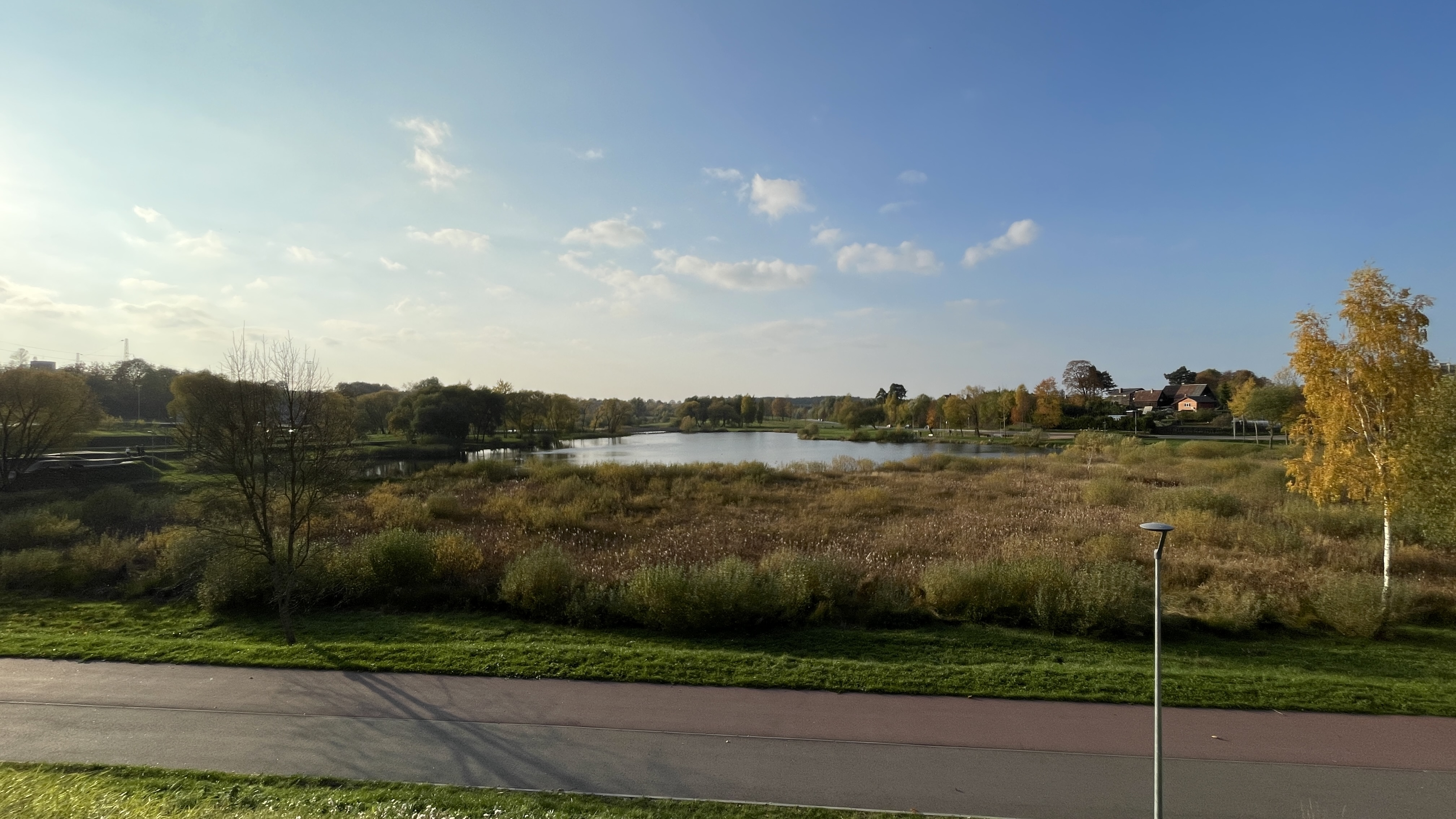
Озеро Бявардис (Безымянное, лит. Bevardis ežeras)
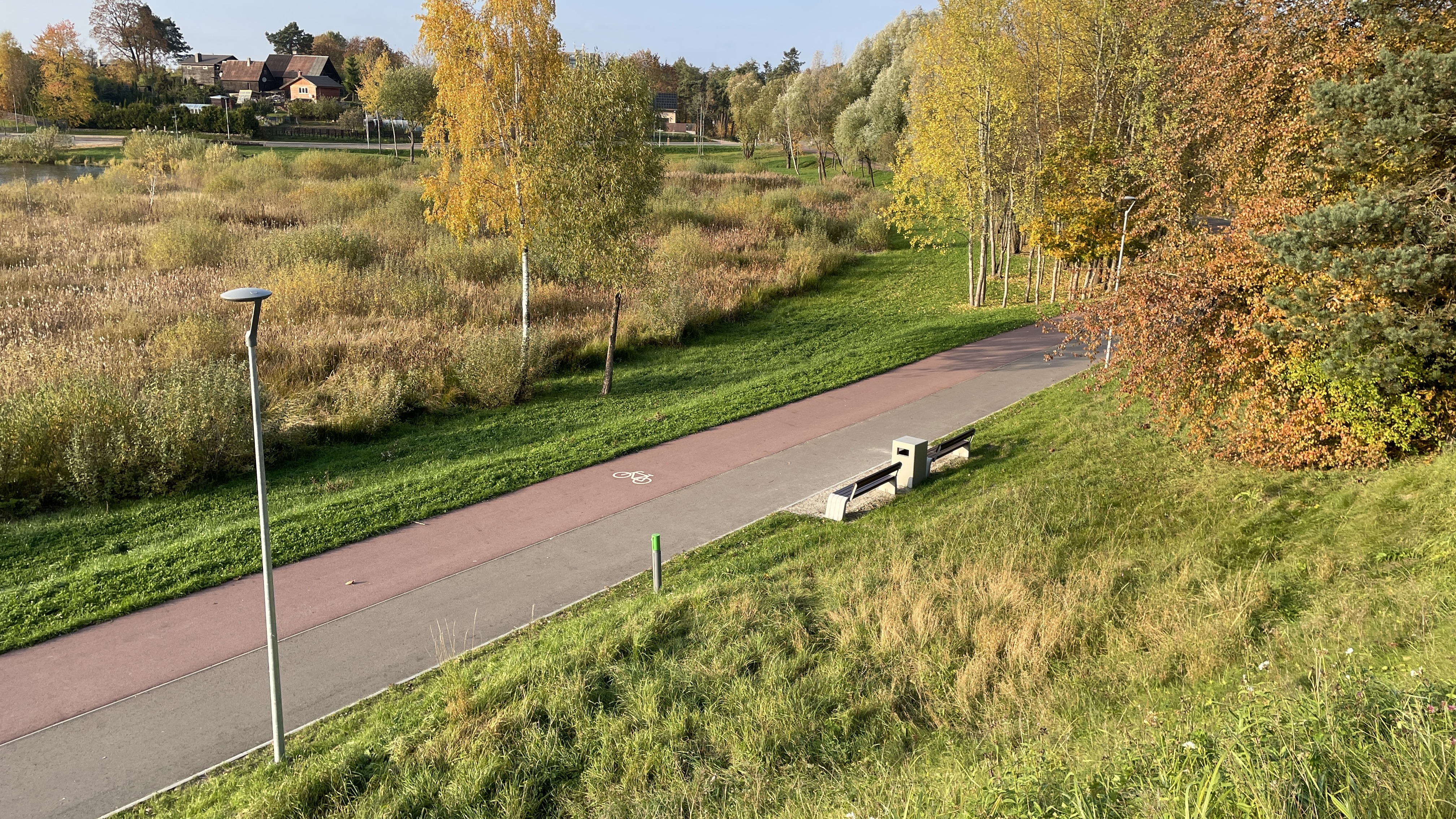
Пешеходные и велосипедные дорожки
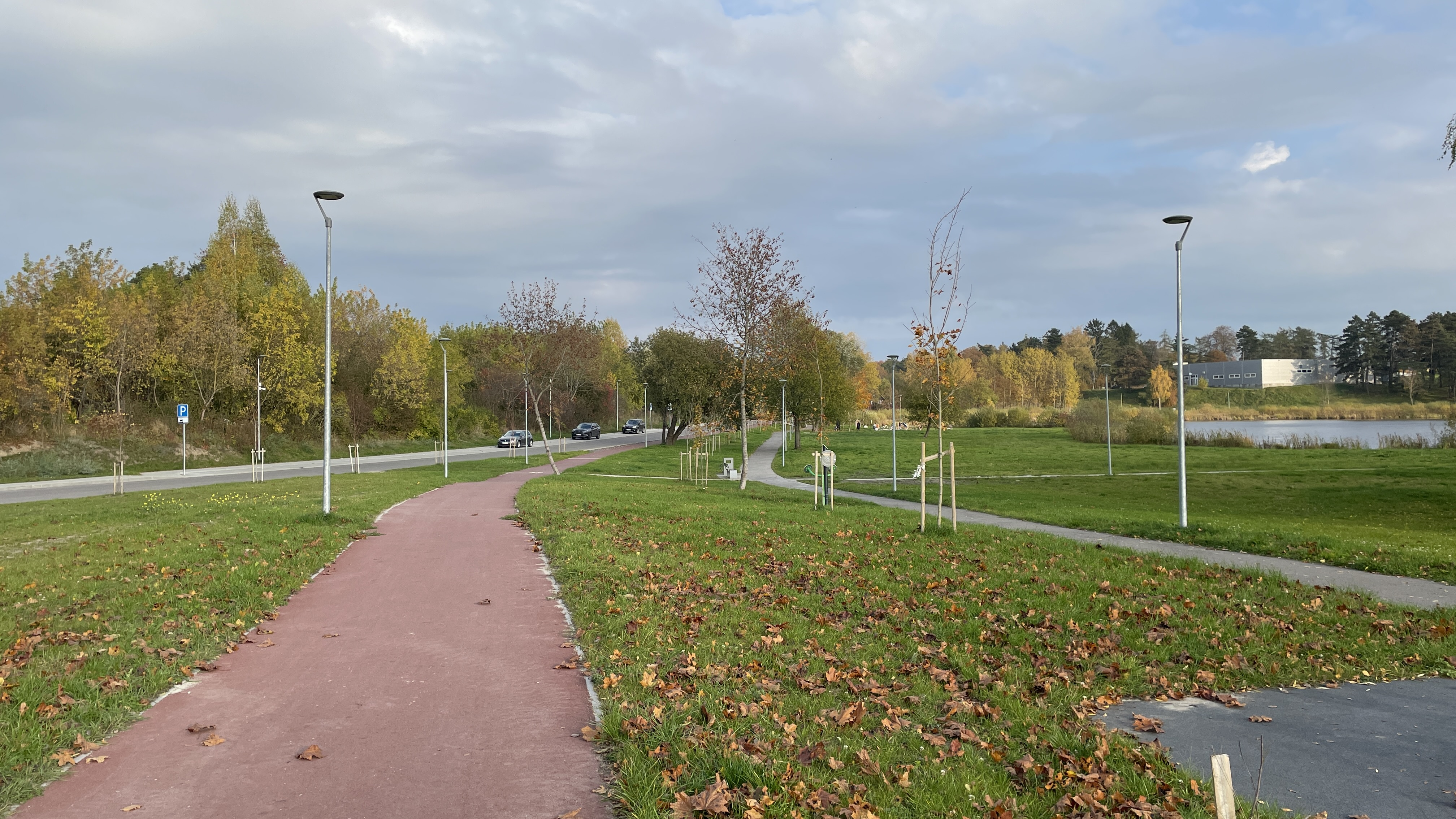
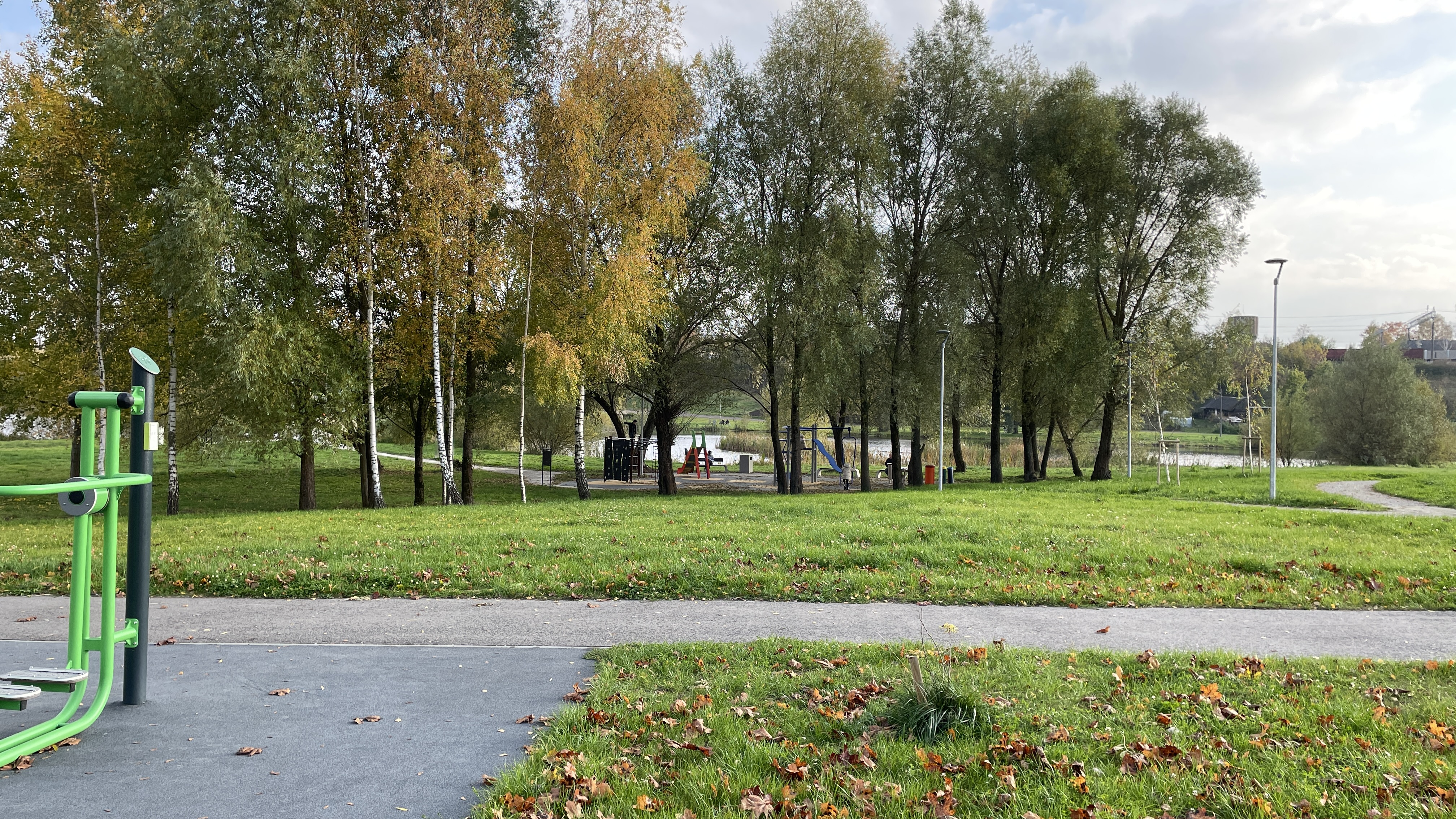
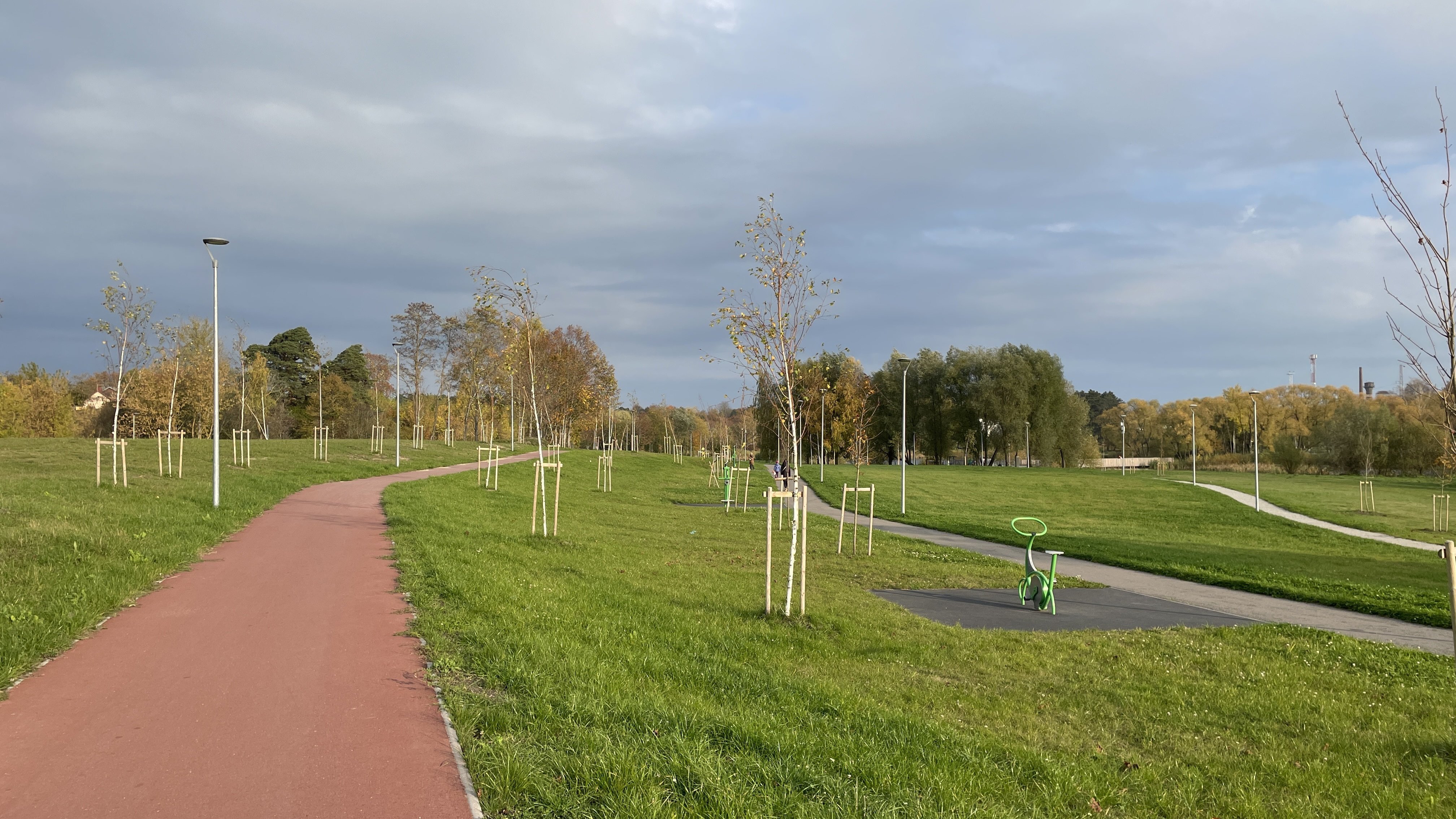
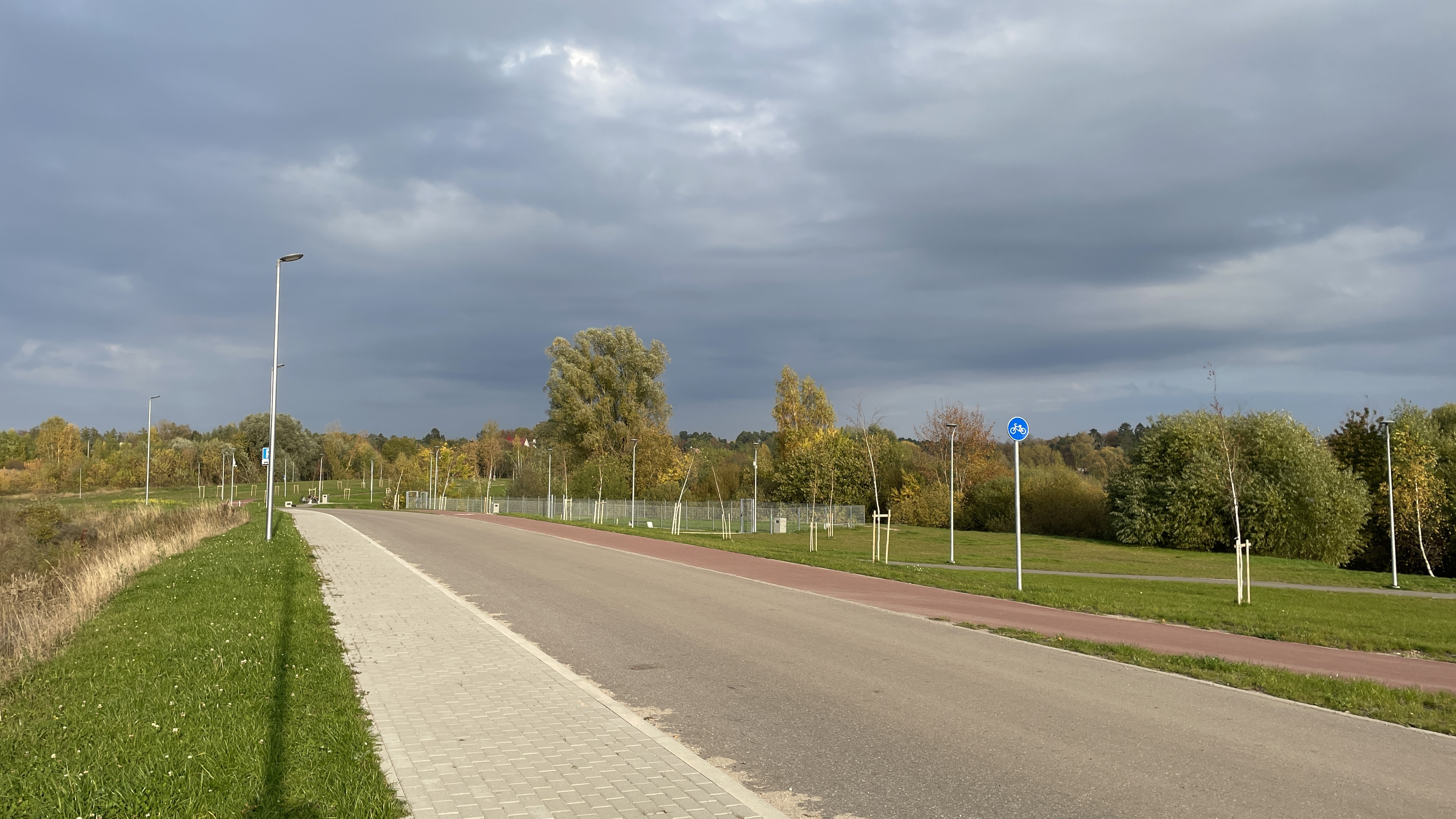
Переулок Кленовой аллеи
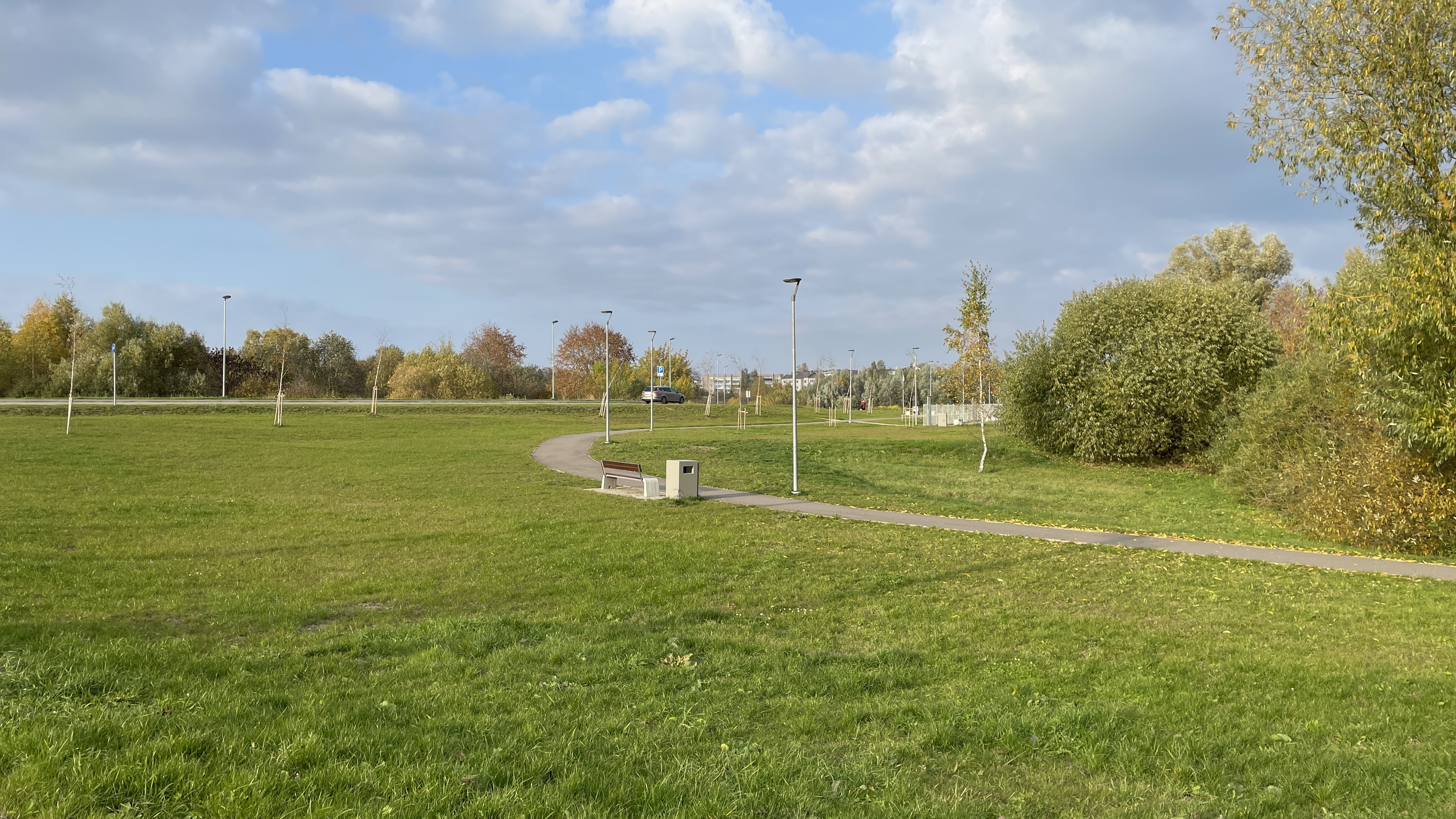
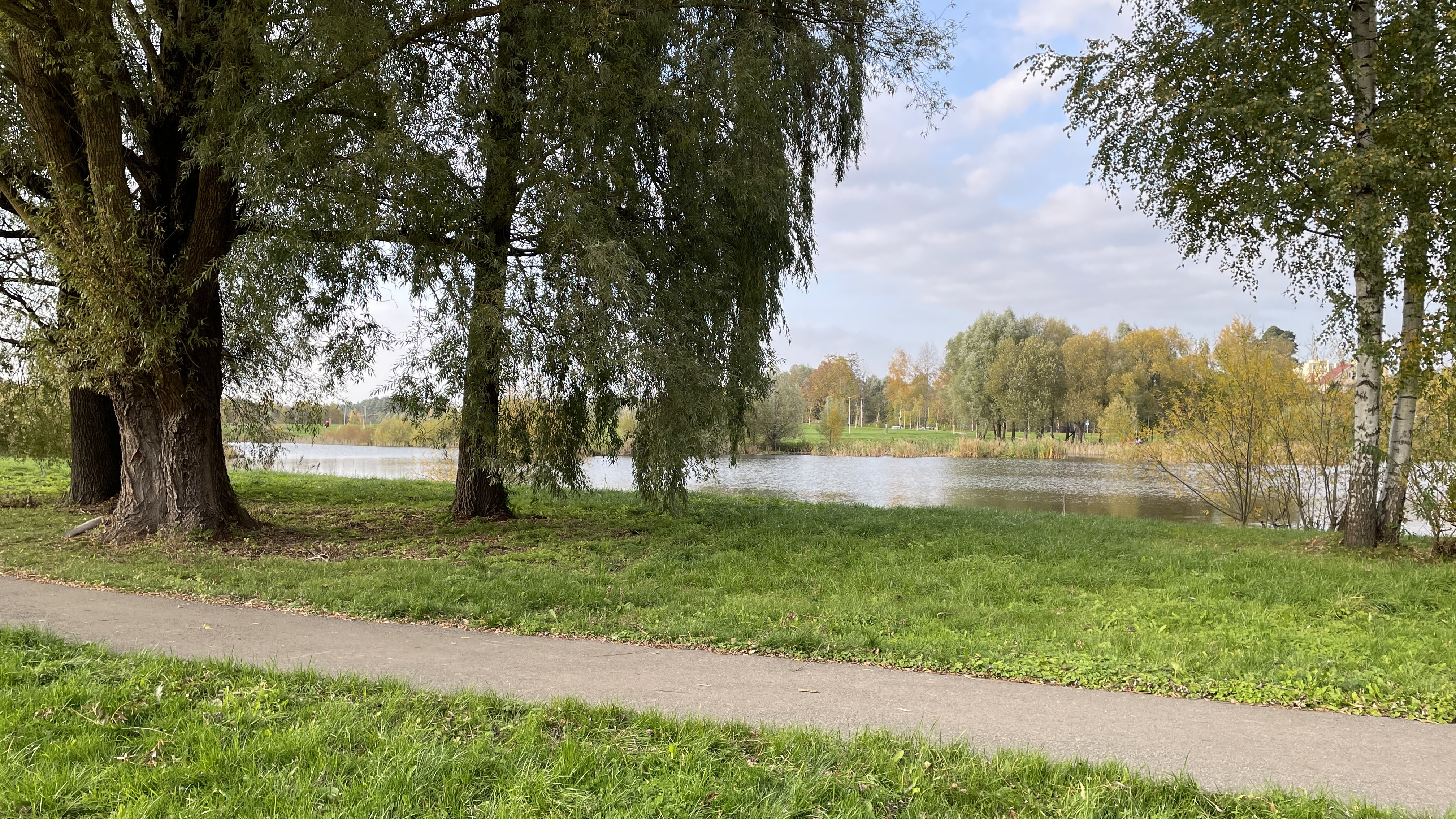

Семейный парк (лит. Šeimos parkas)
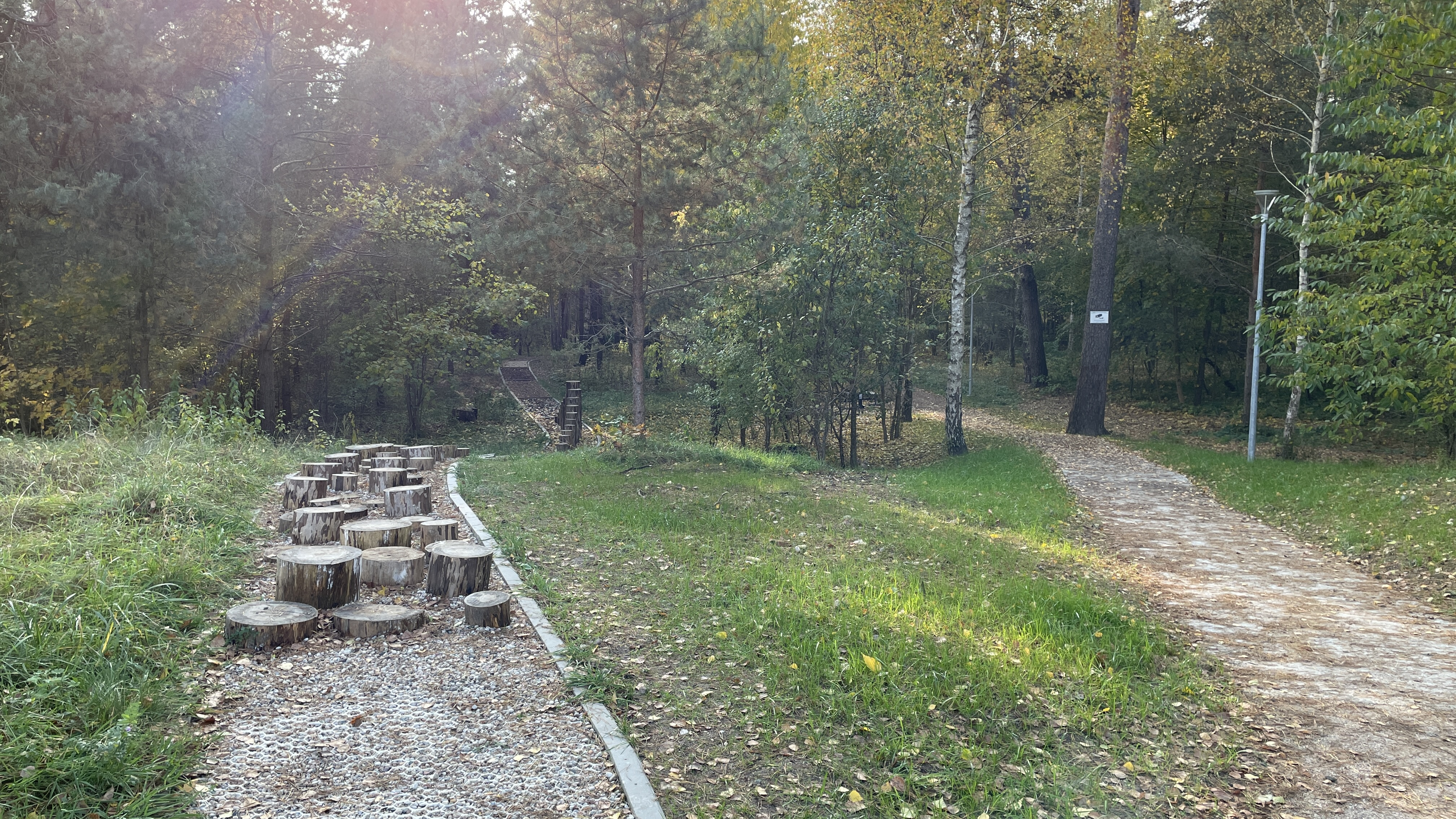
Семейный парк (лит. Šeimos parkas)
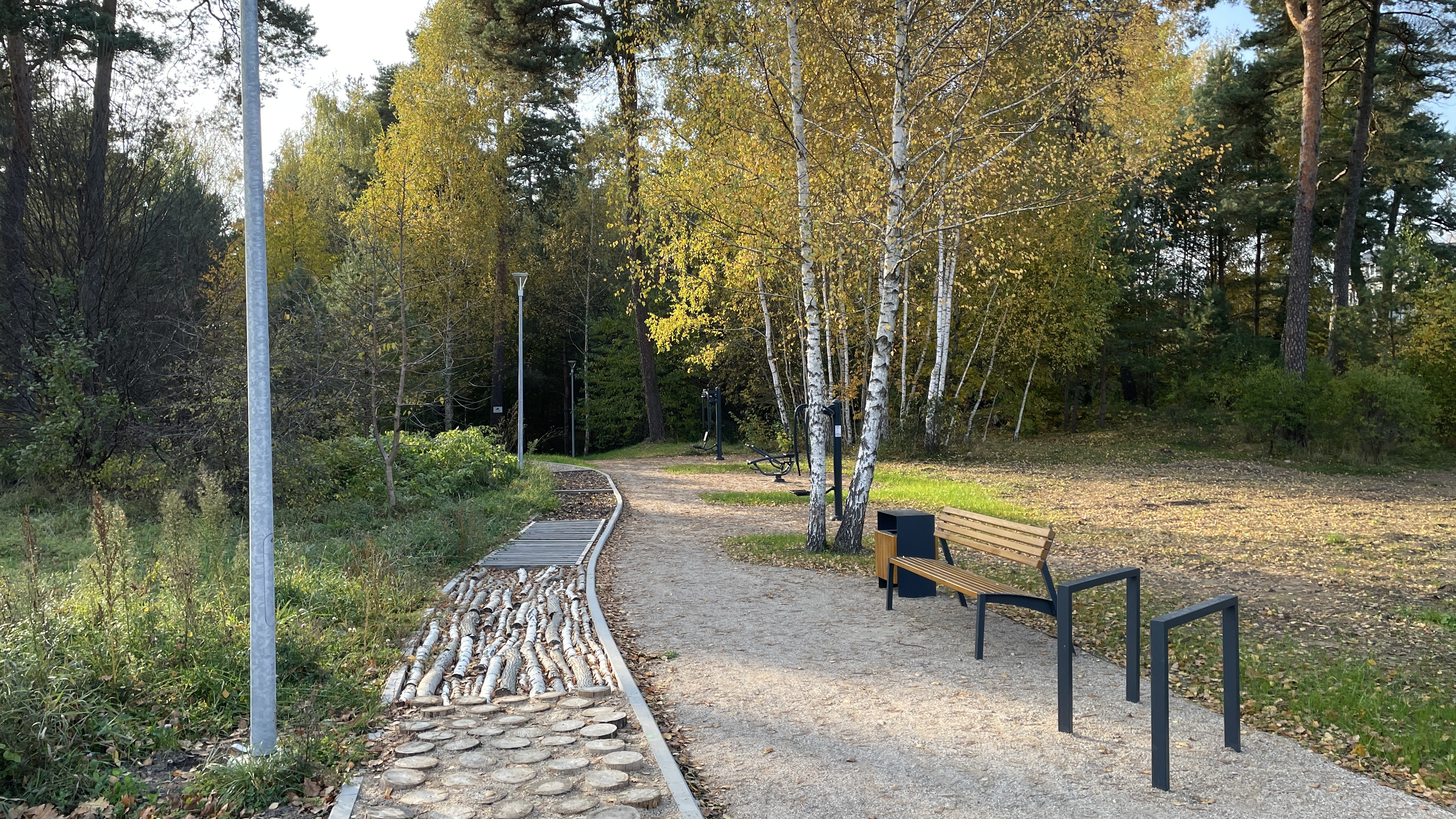
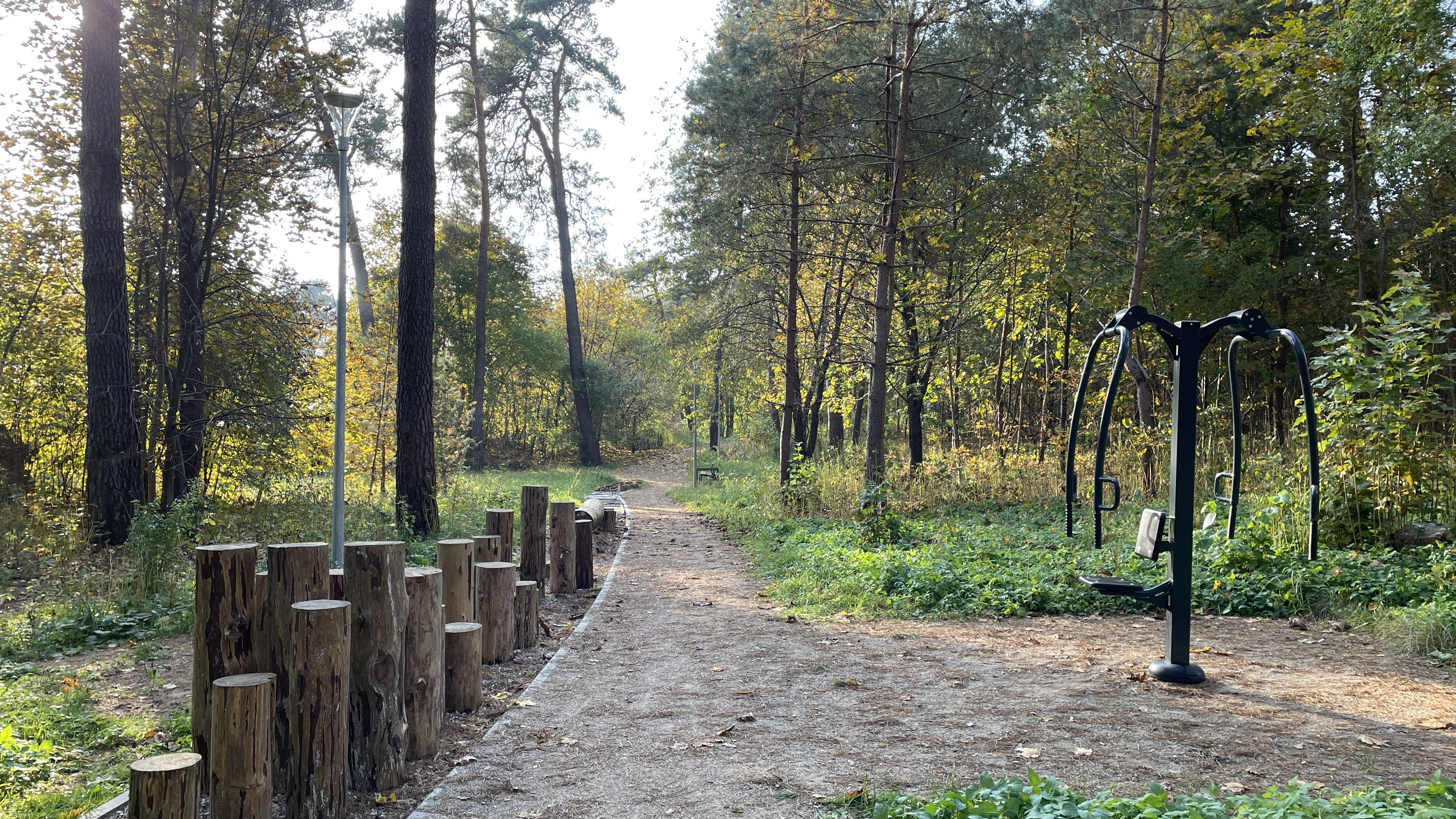
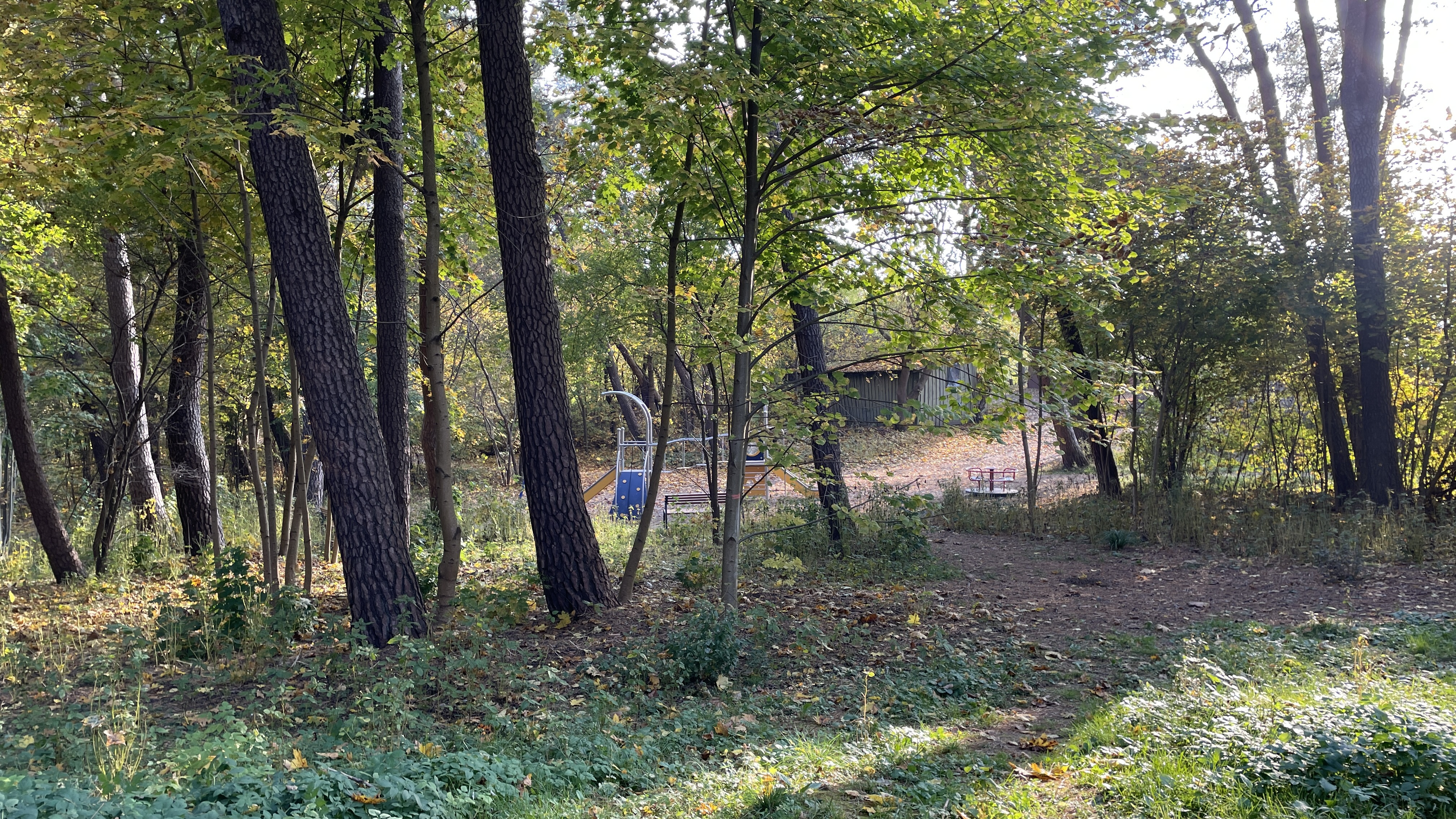
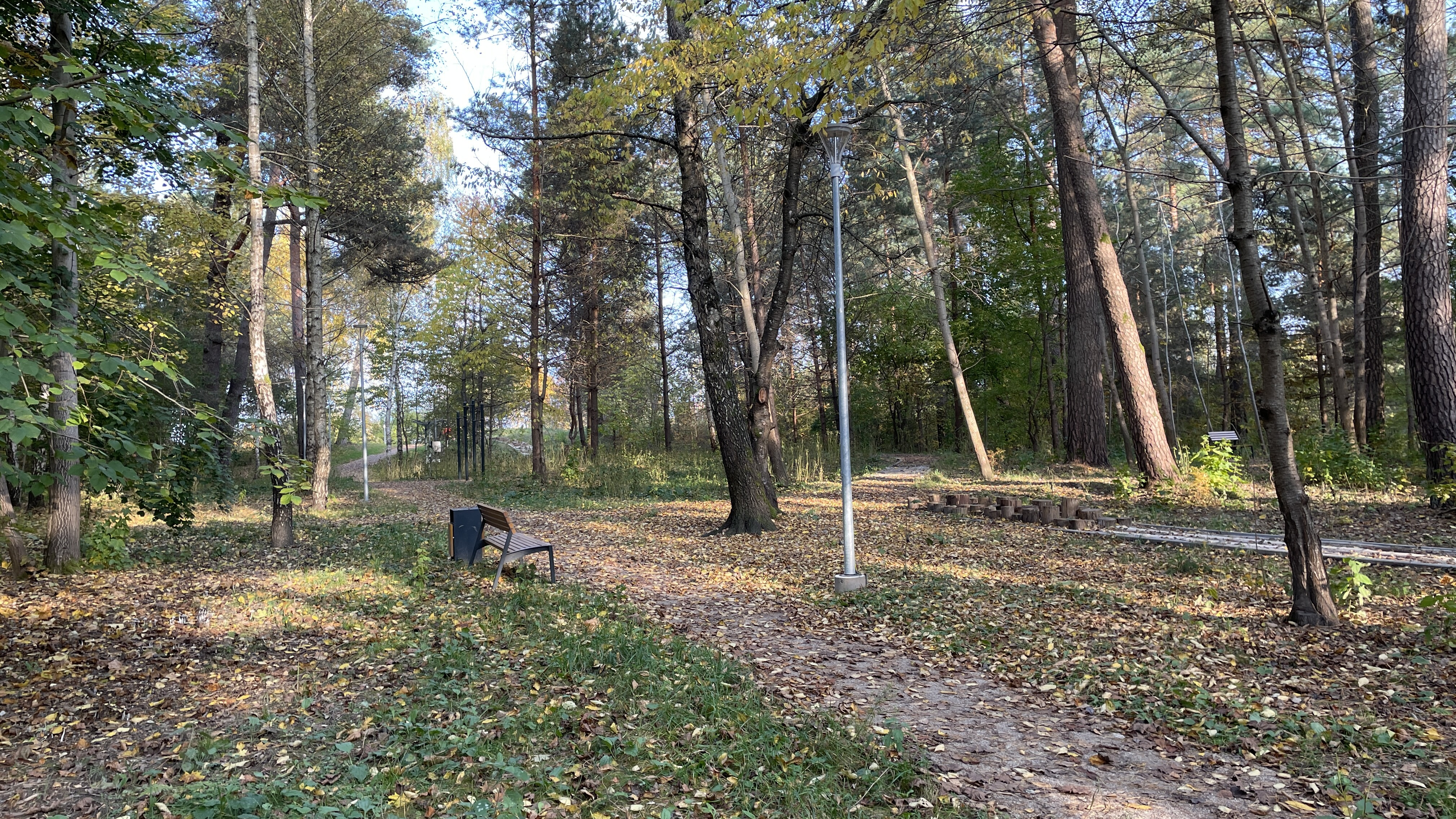
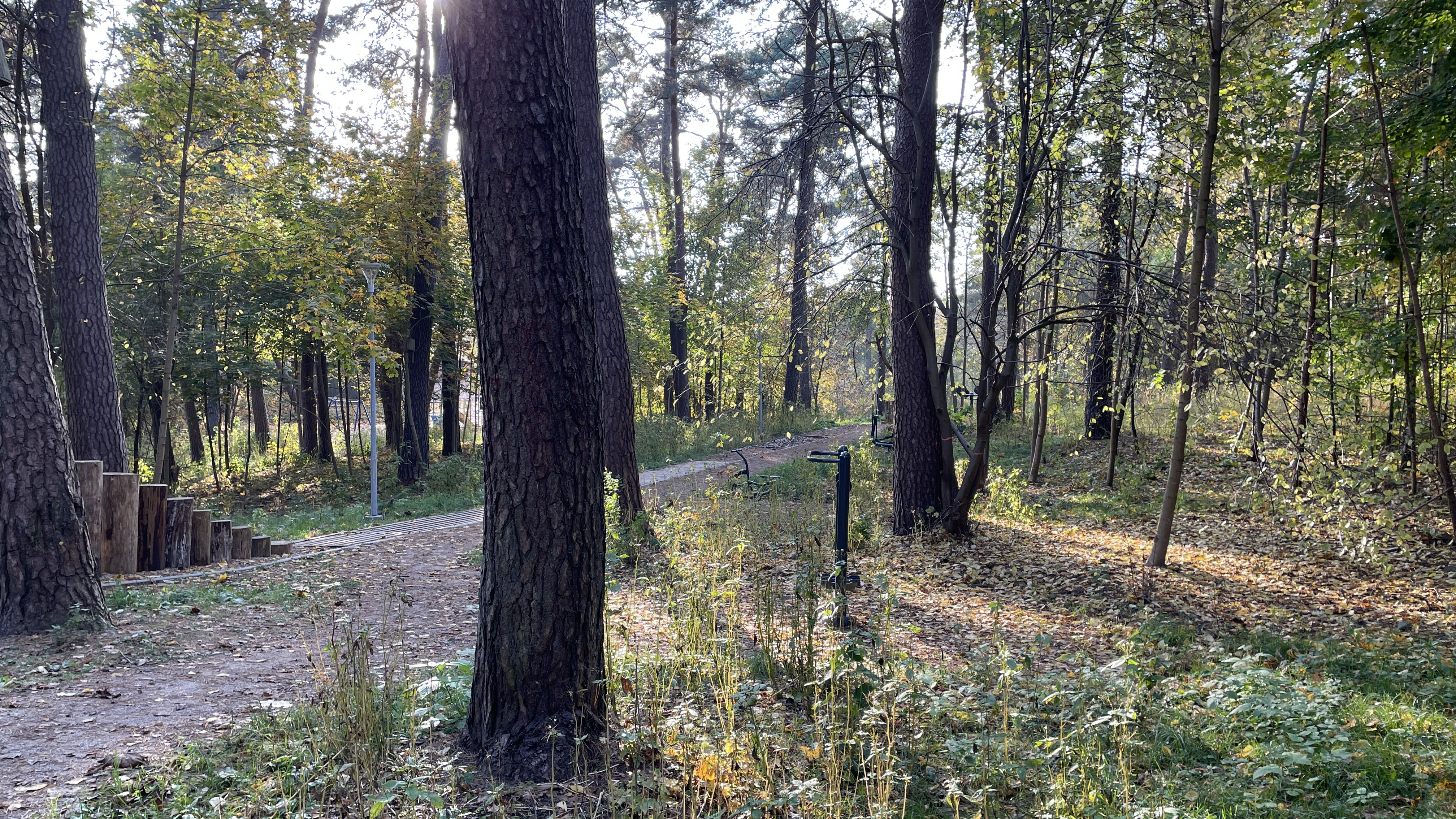

Лентварис
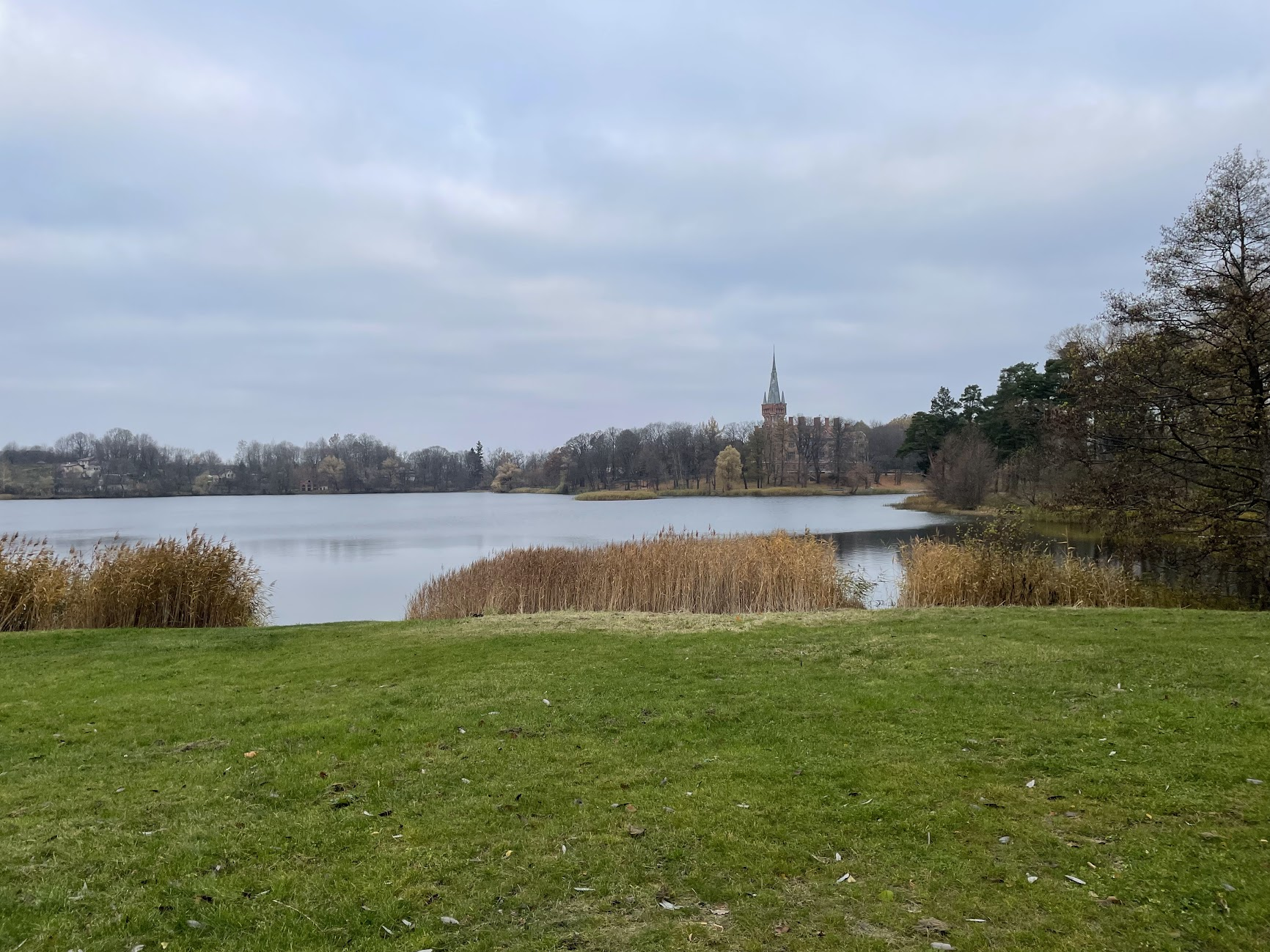
Дворец Тышкевичей, вид с южного берега озера Граужис
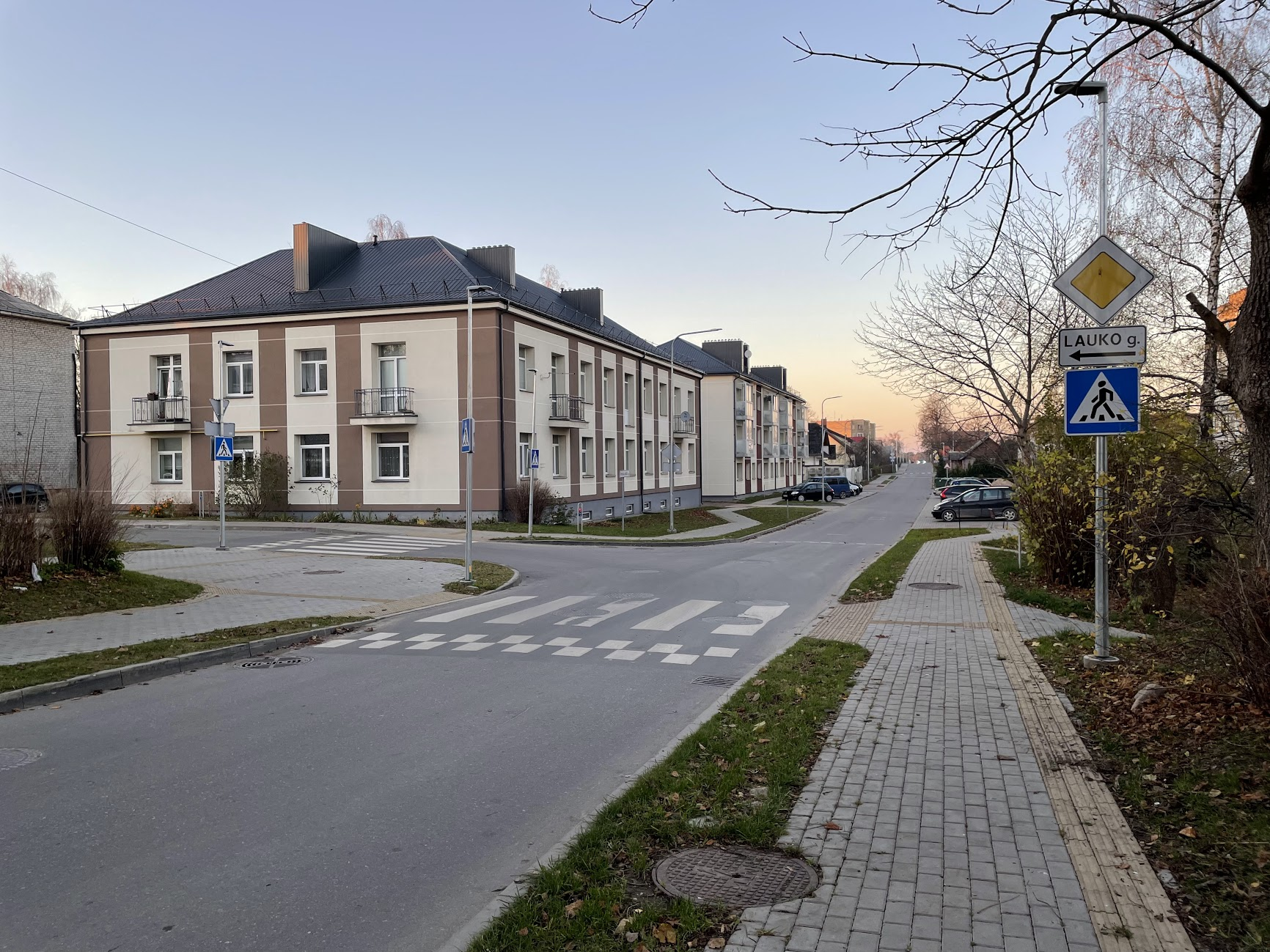
Улица Пакальнес (Pakalnės gatvė)
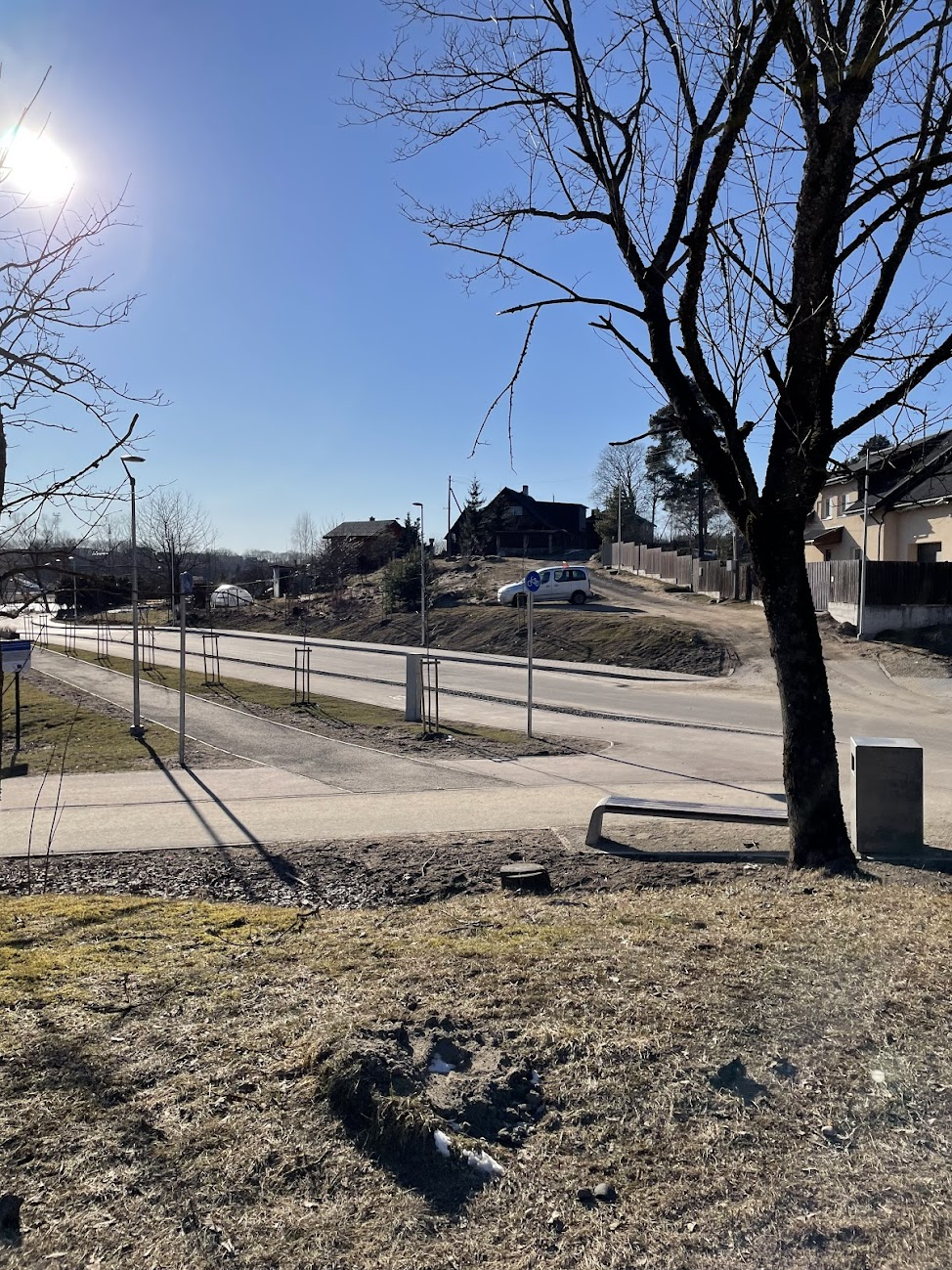
Переулок Кленовой аллеи (Klevų alėjos skg.)
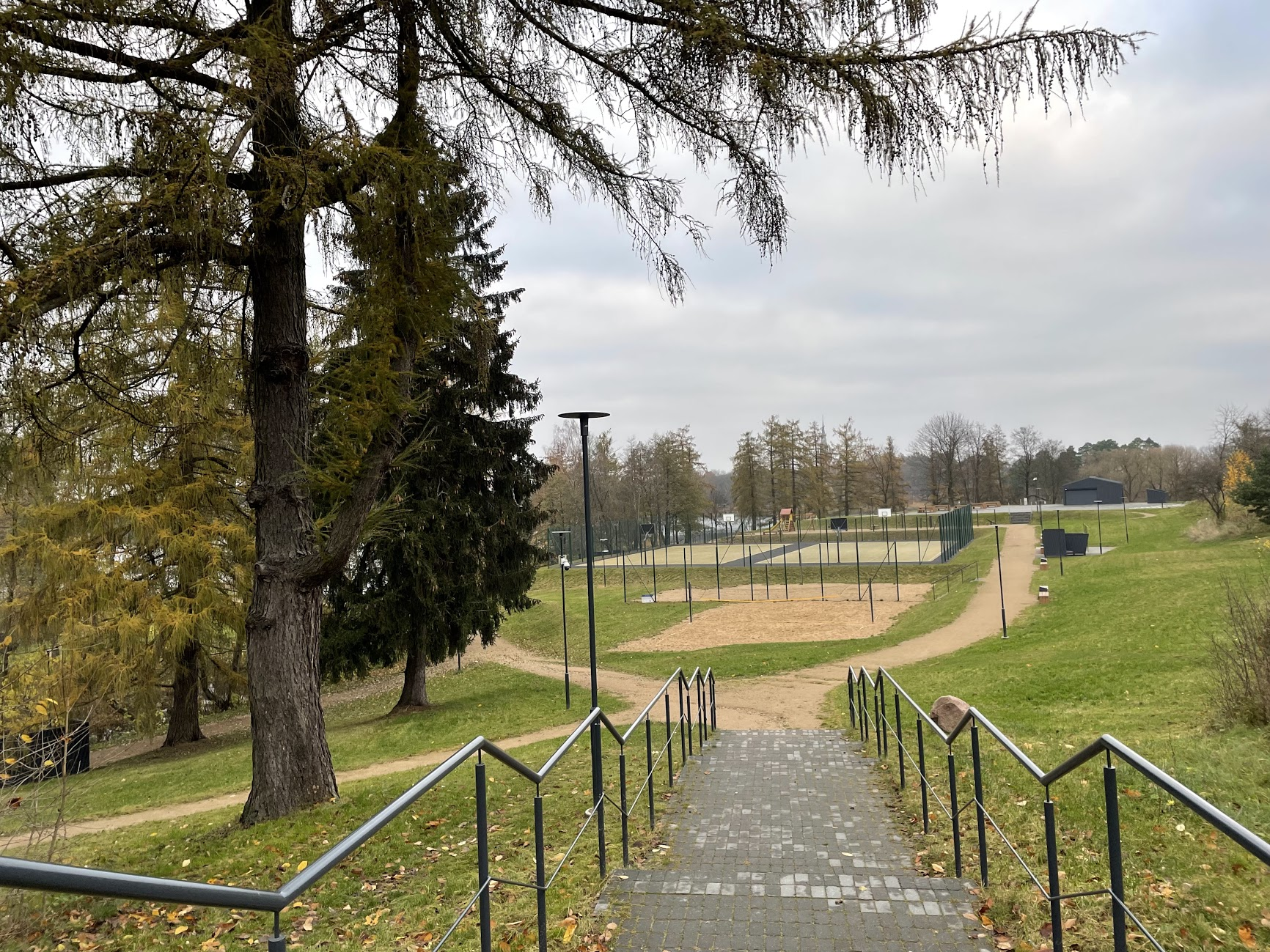
Пляж озера Граужис (Graužys)
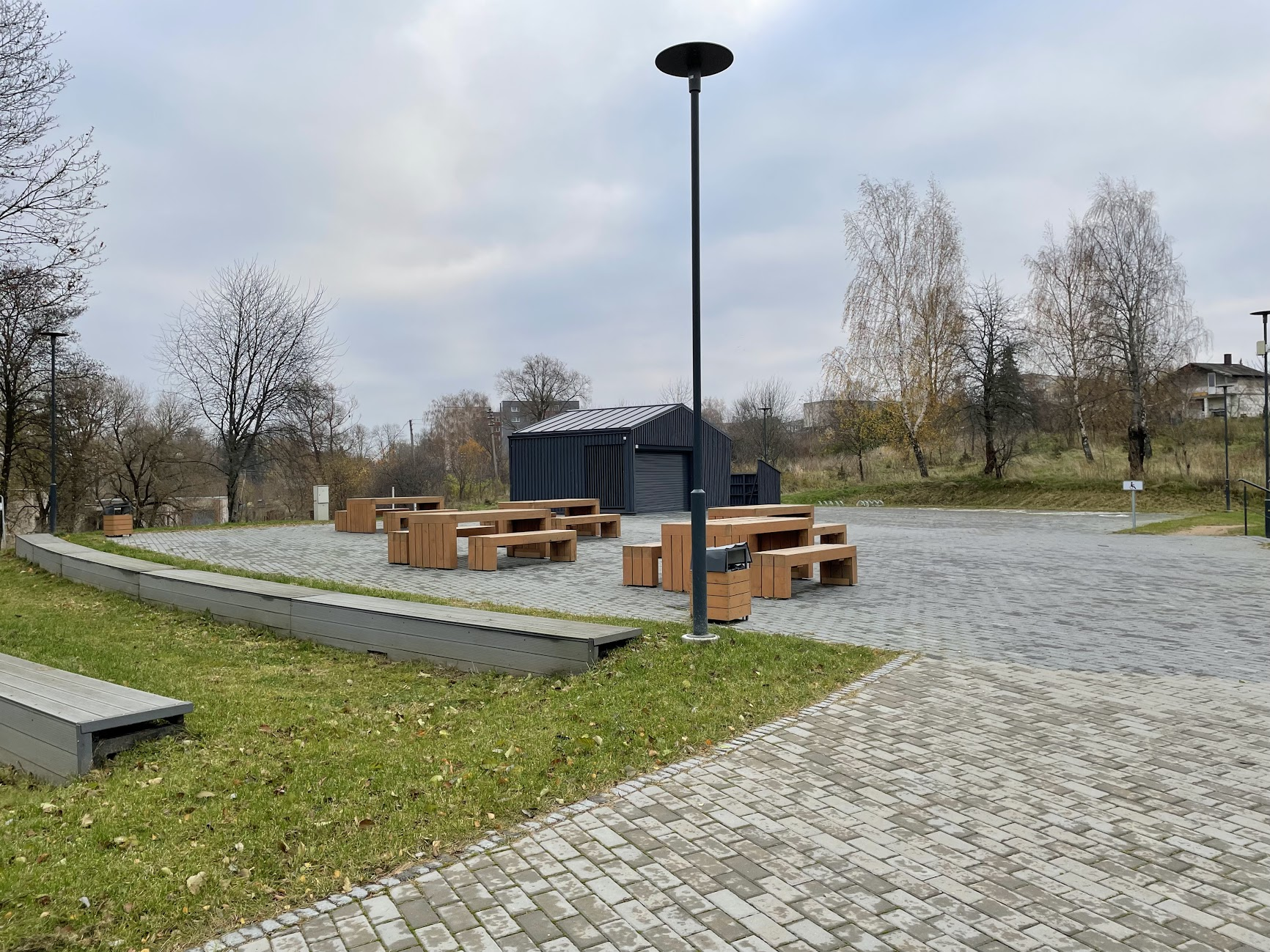
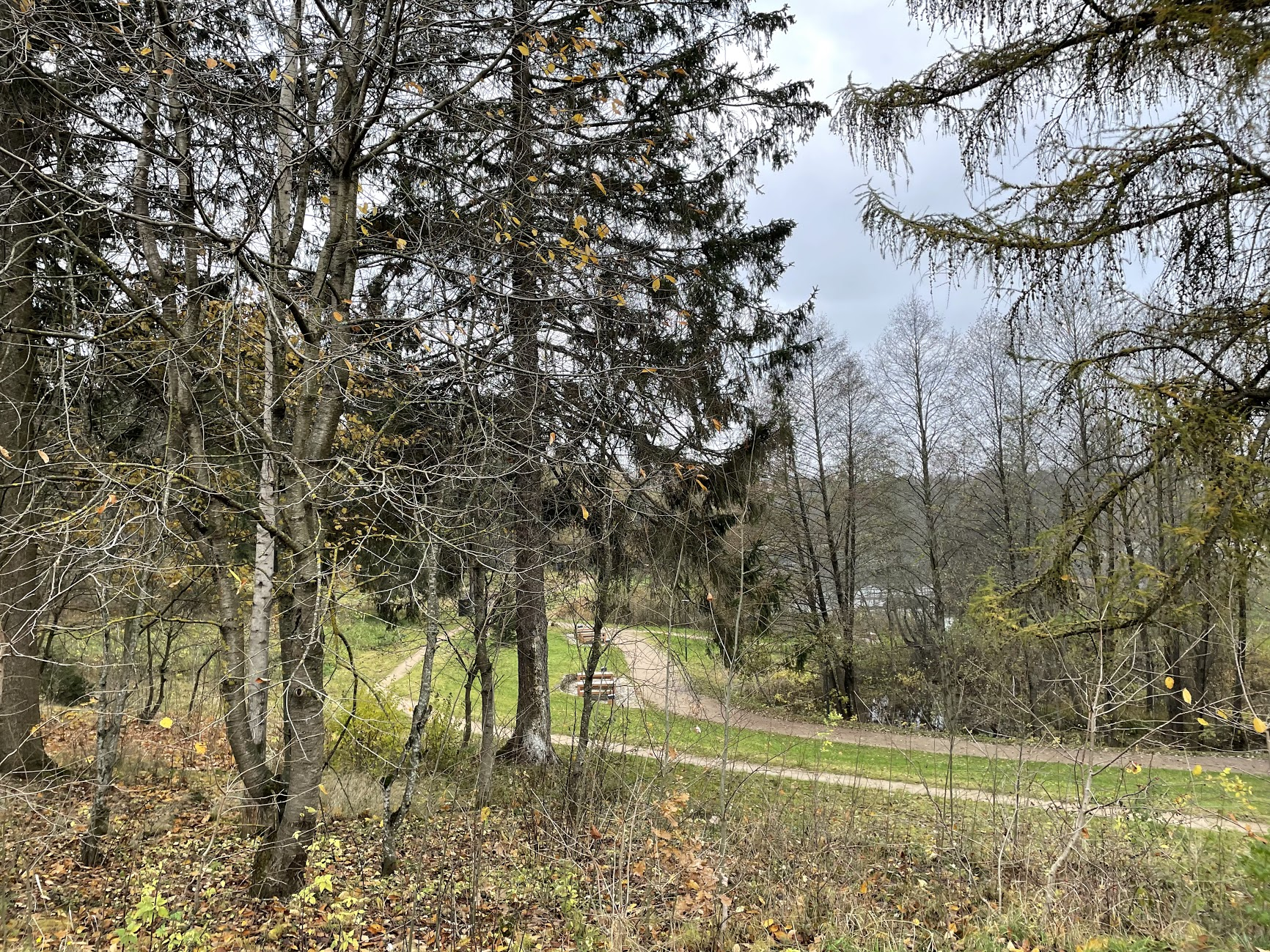
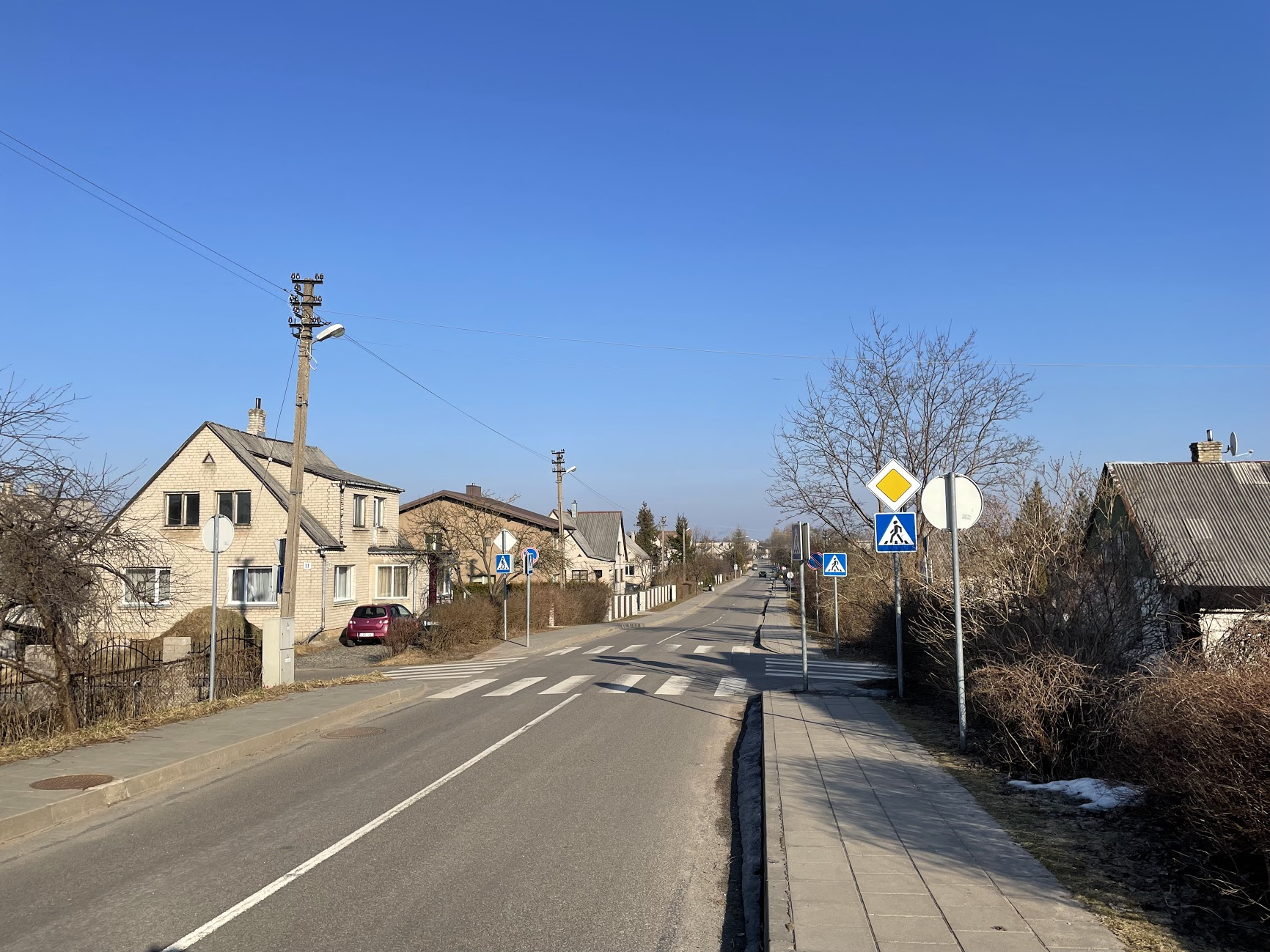
Улица Лауко (Lauko gatvė)
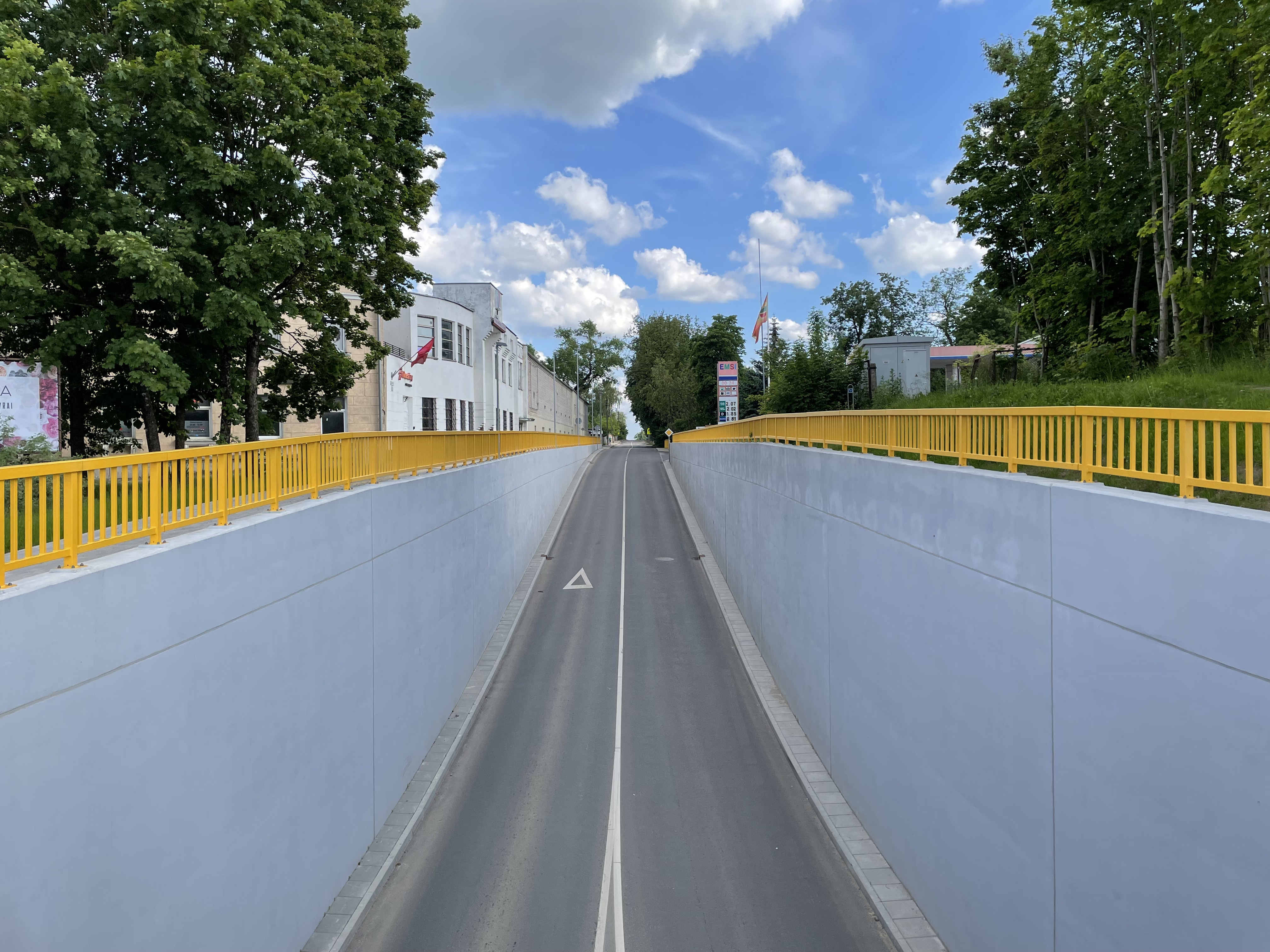
Улица Фабрико (Fabriko gatvė)
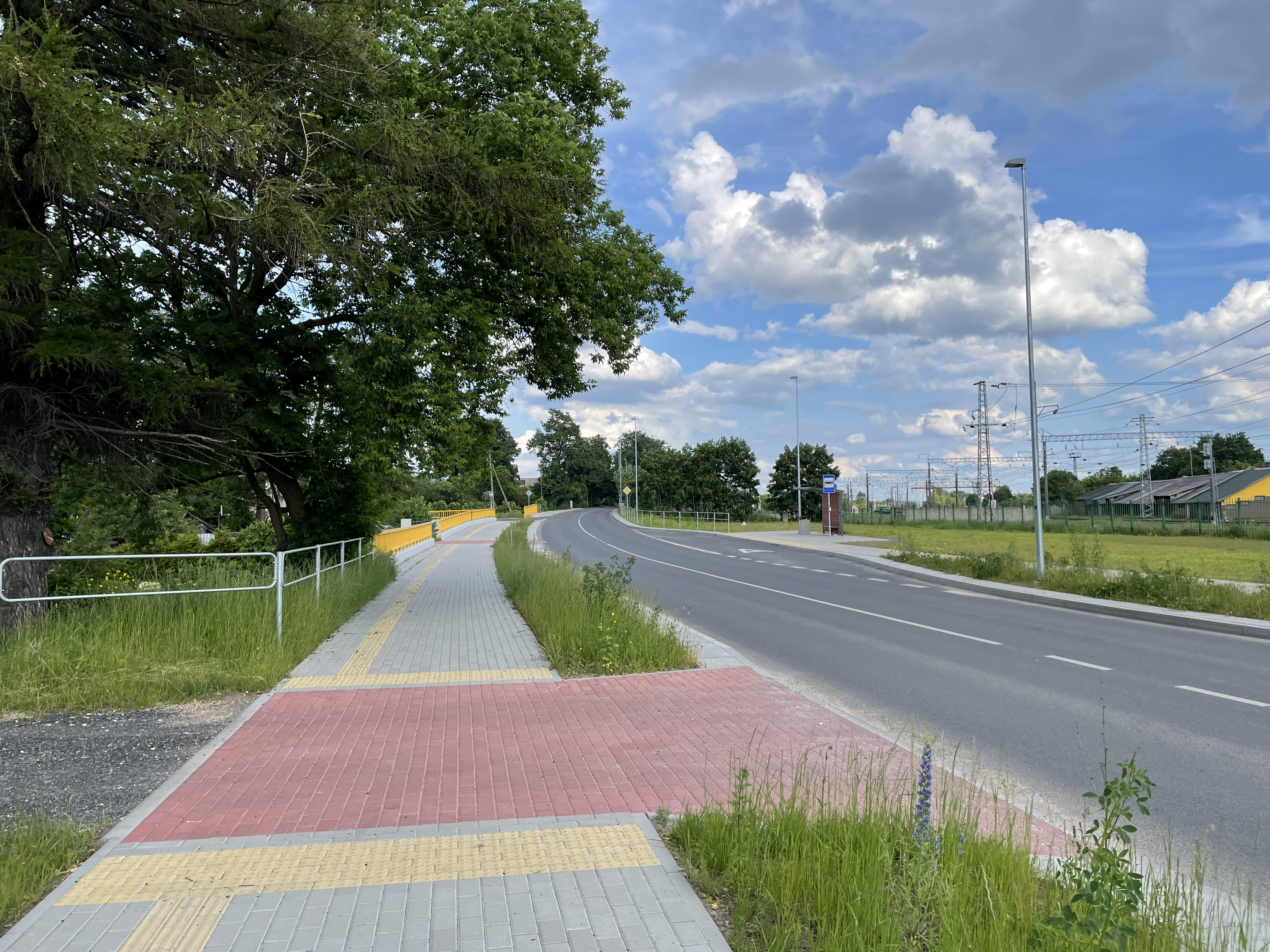
Улица Вильняус (Vilniaus gatvė)
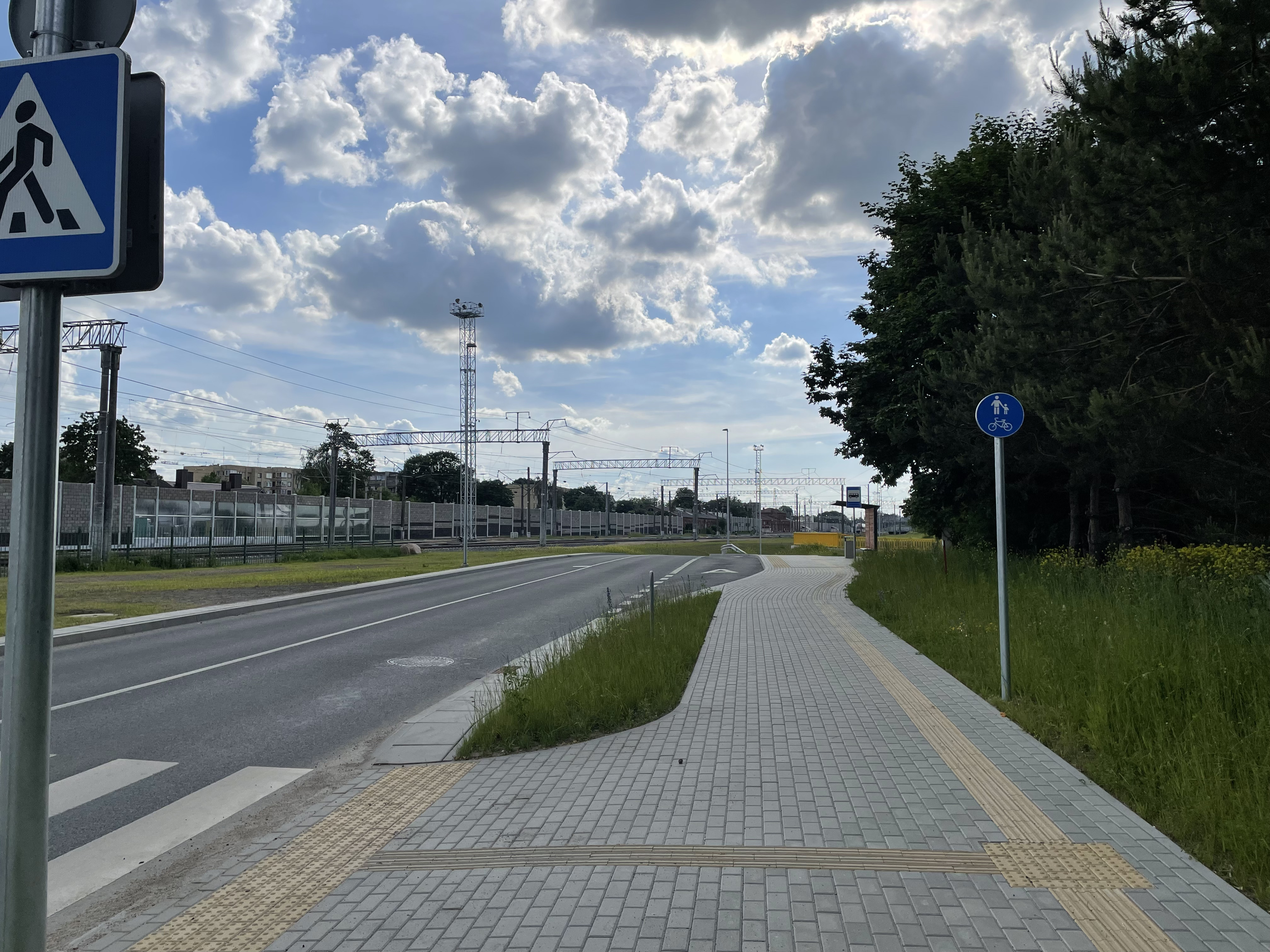
Улица Вильняус (Vilniaus gatvė)
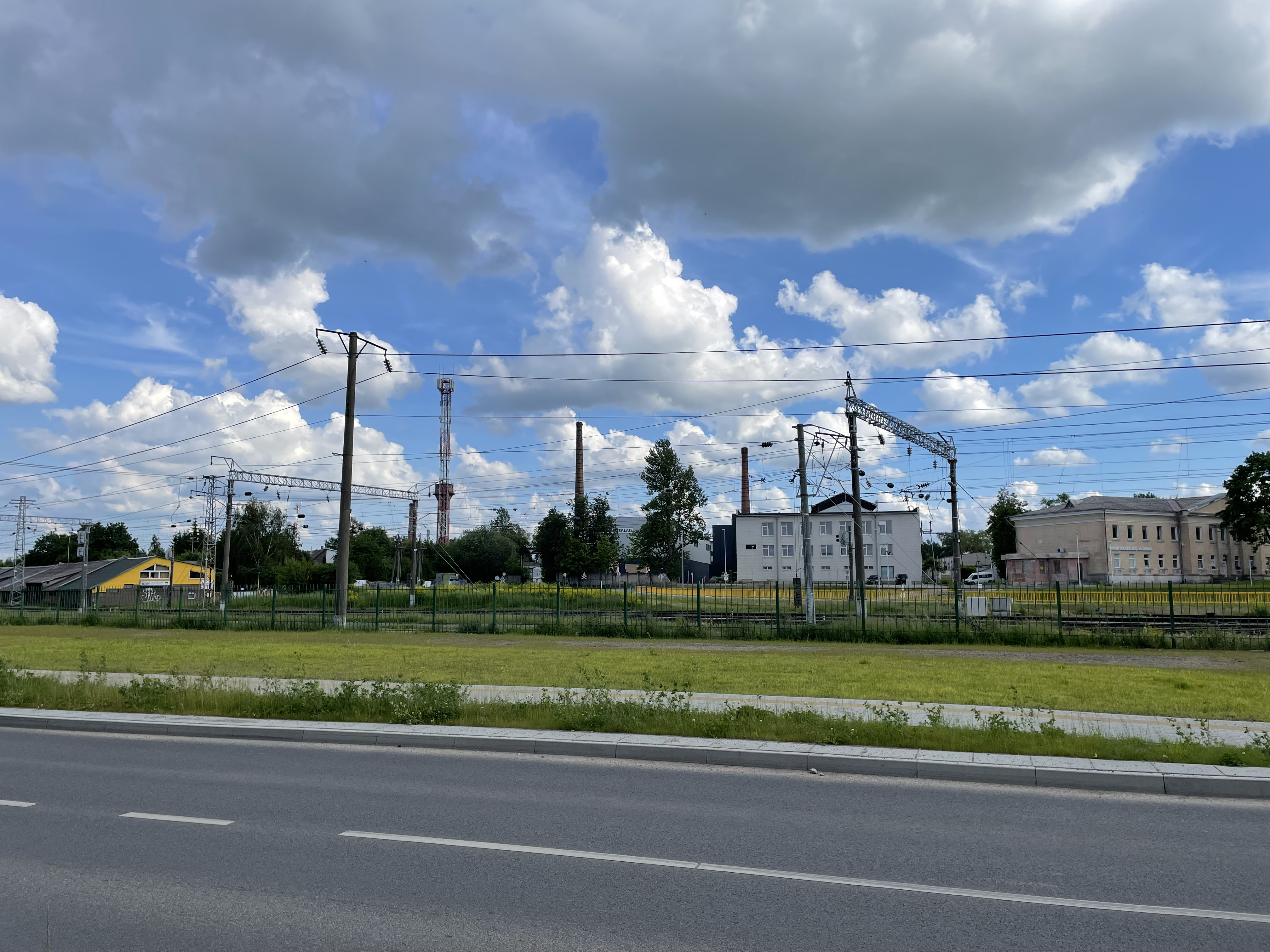
Промышленная зона
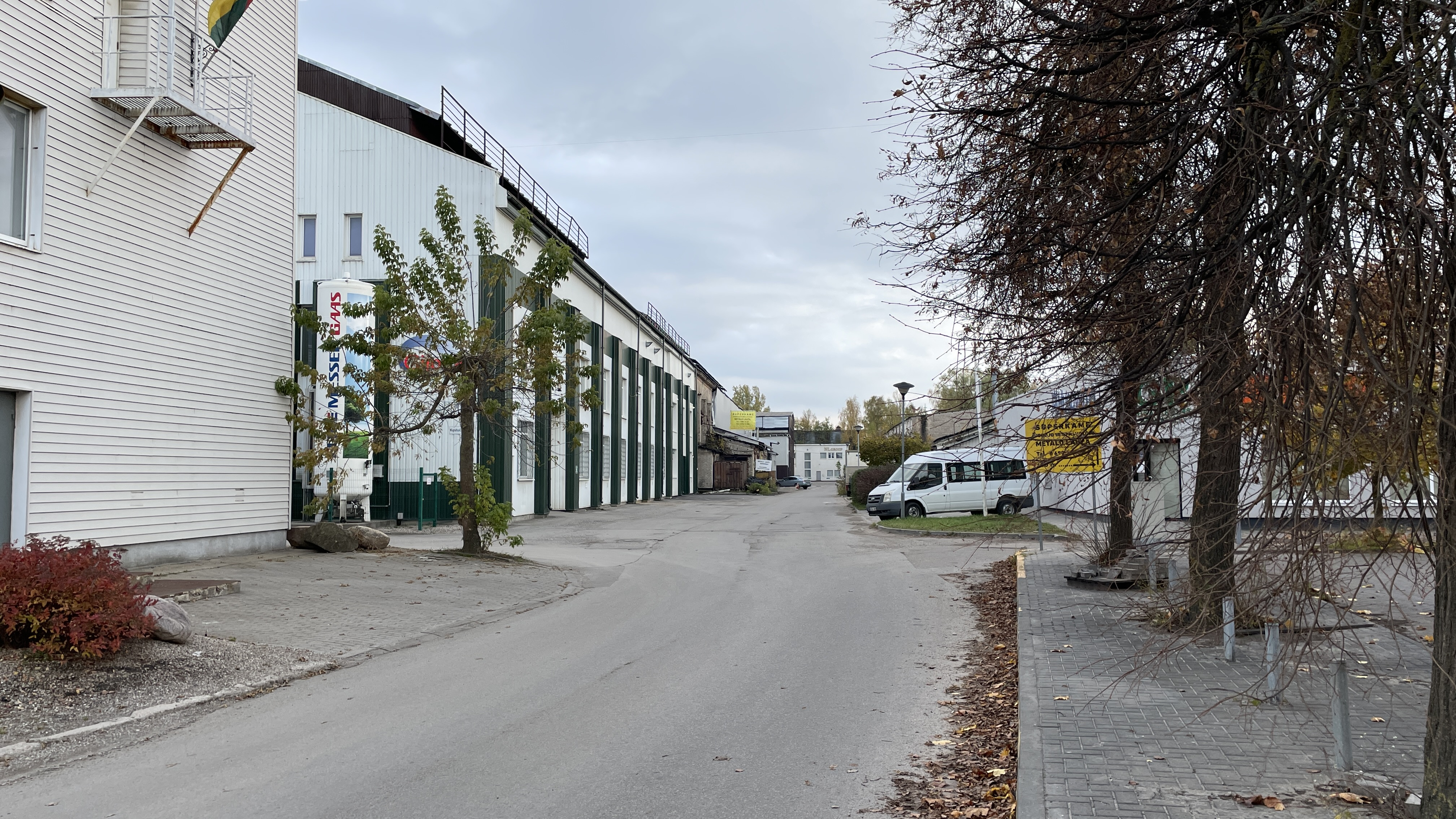
Промышленная зона
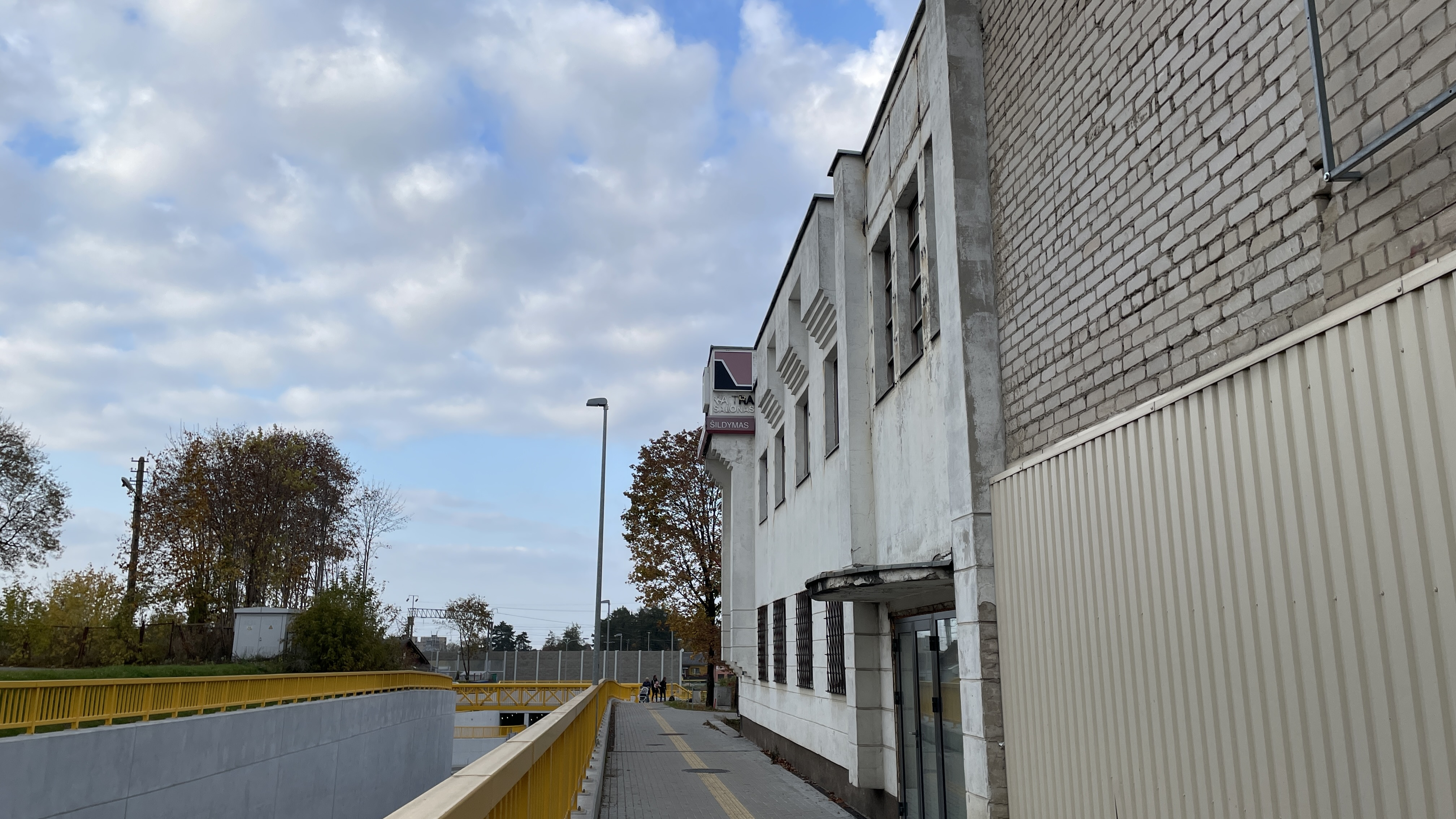
Бывший салон завода Кайтра (лит. Kaitra)
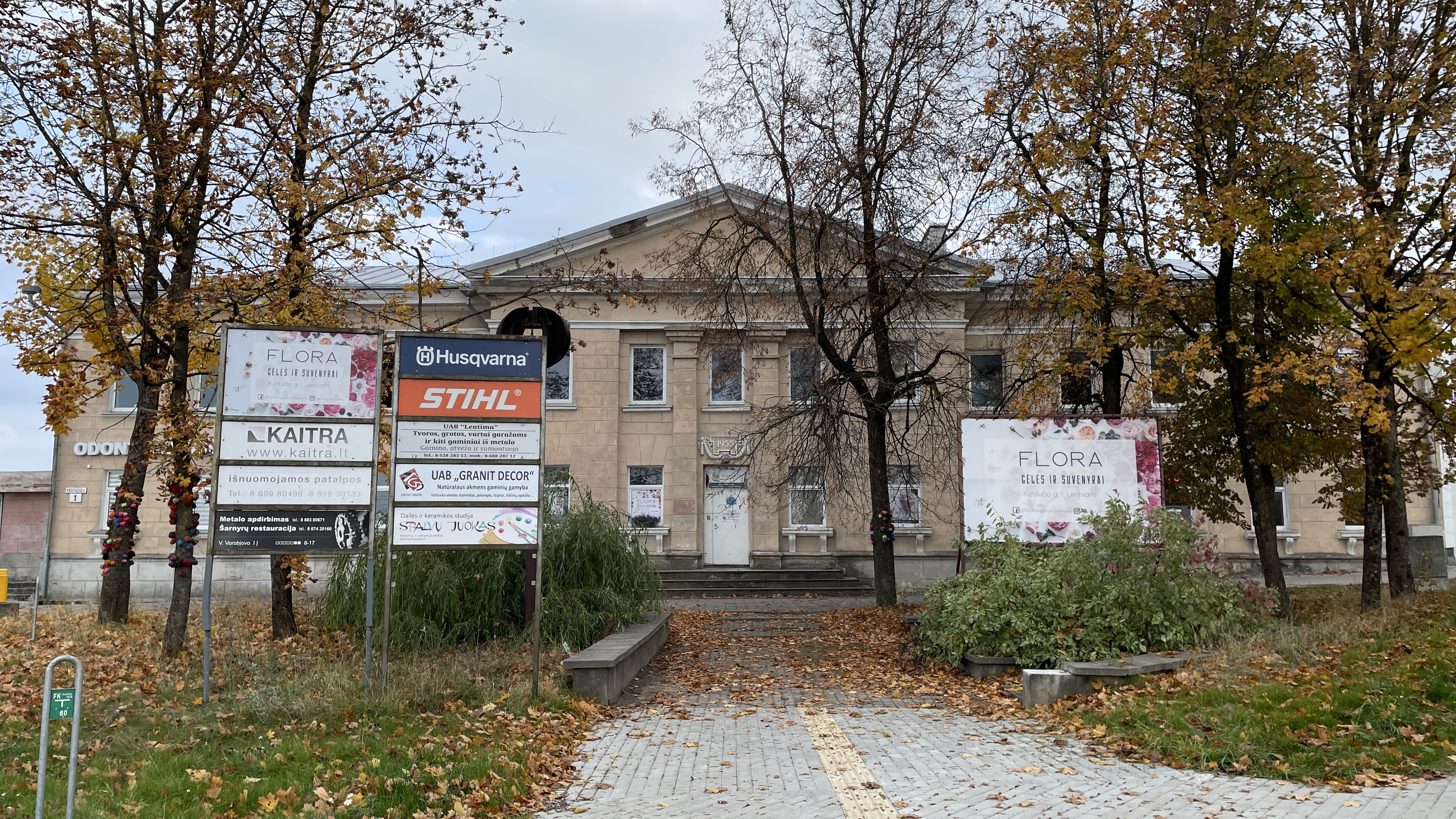
Бывшие офисы завода Кайтра
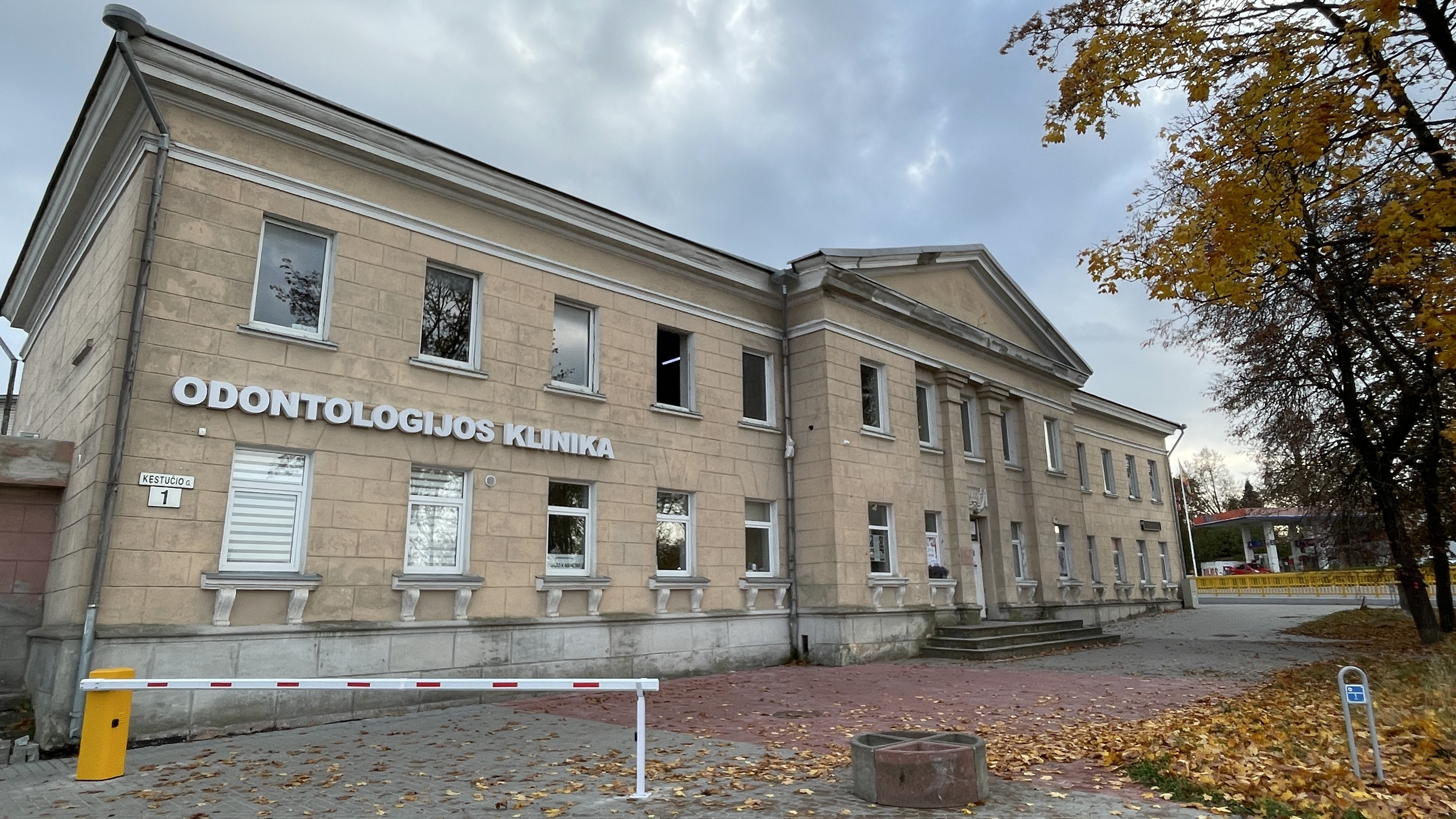
Бывшие офисы завода Кайтра
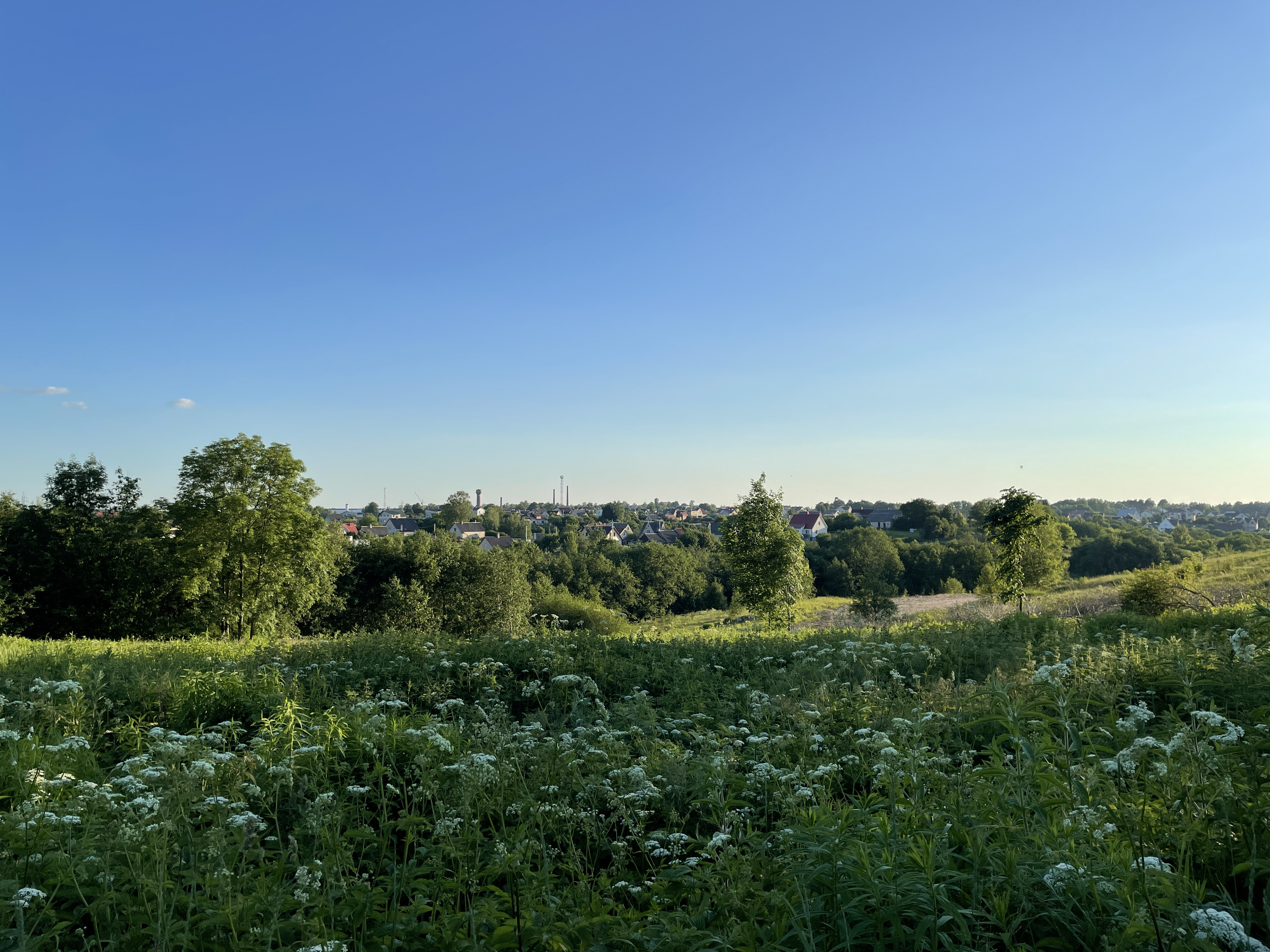
Вид на Лентварис со стороны Нового Лентвариса
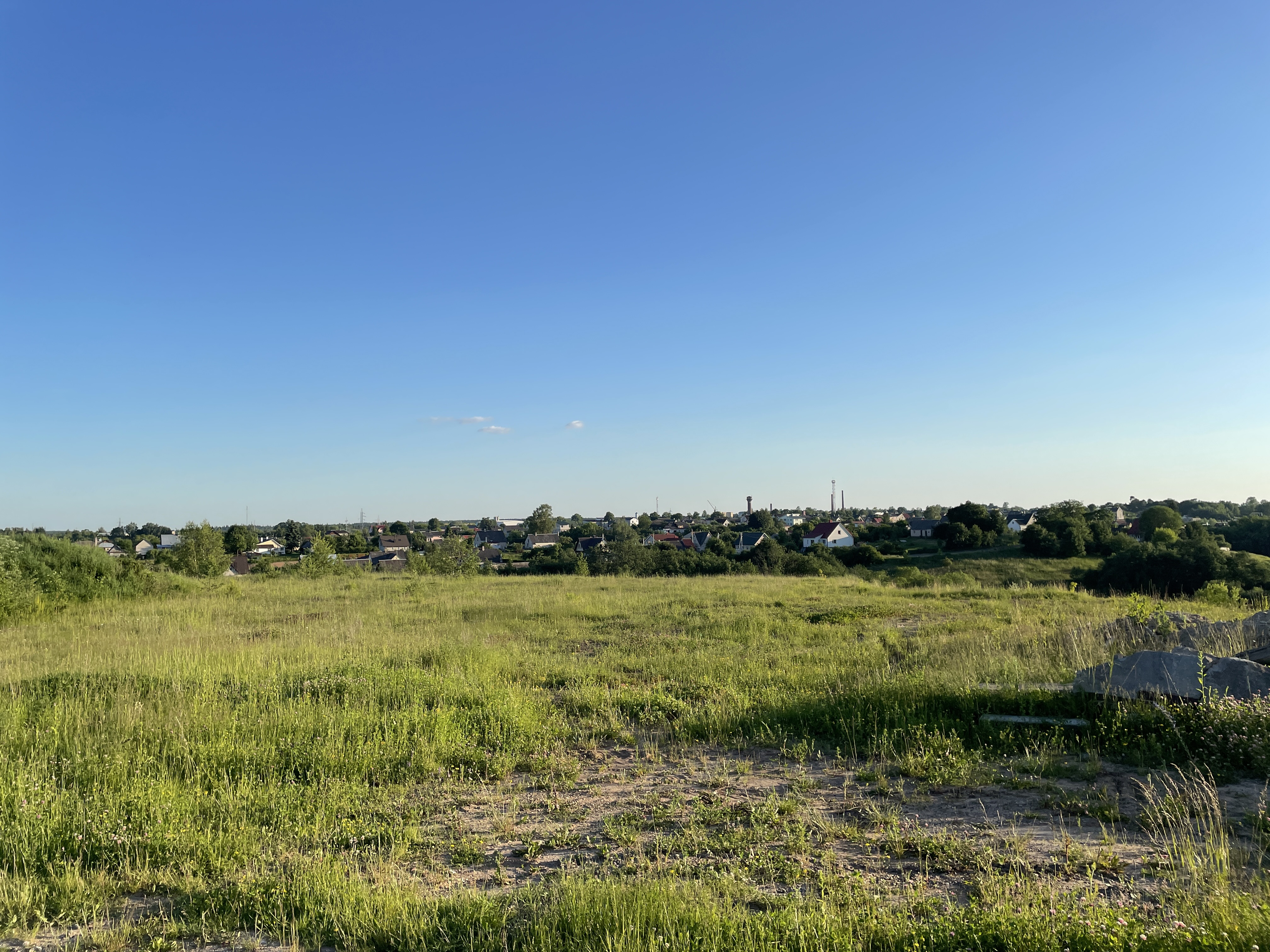
Вид на Лентварис со стороны Нового Лентвариса
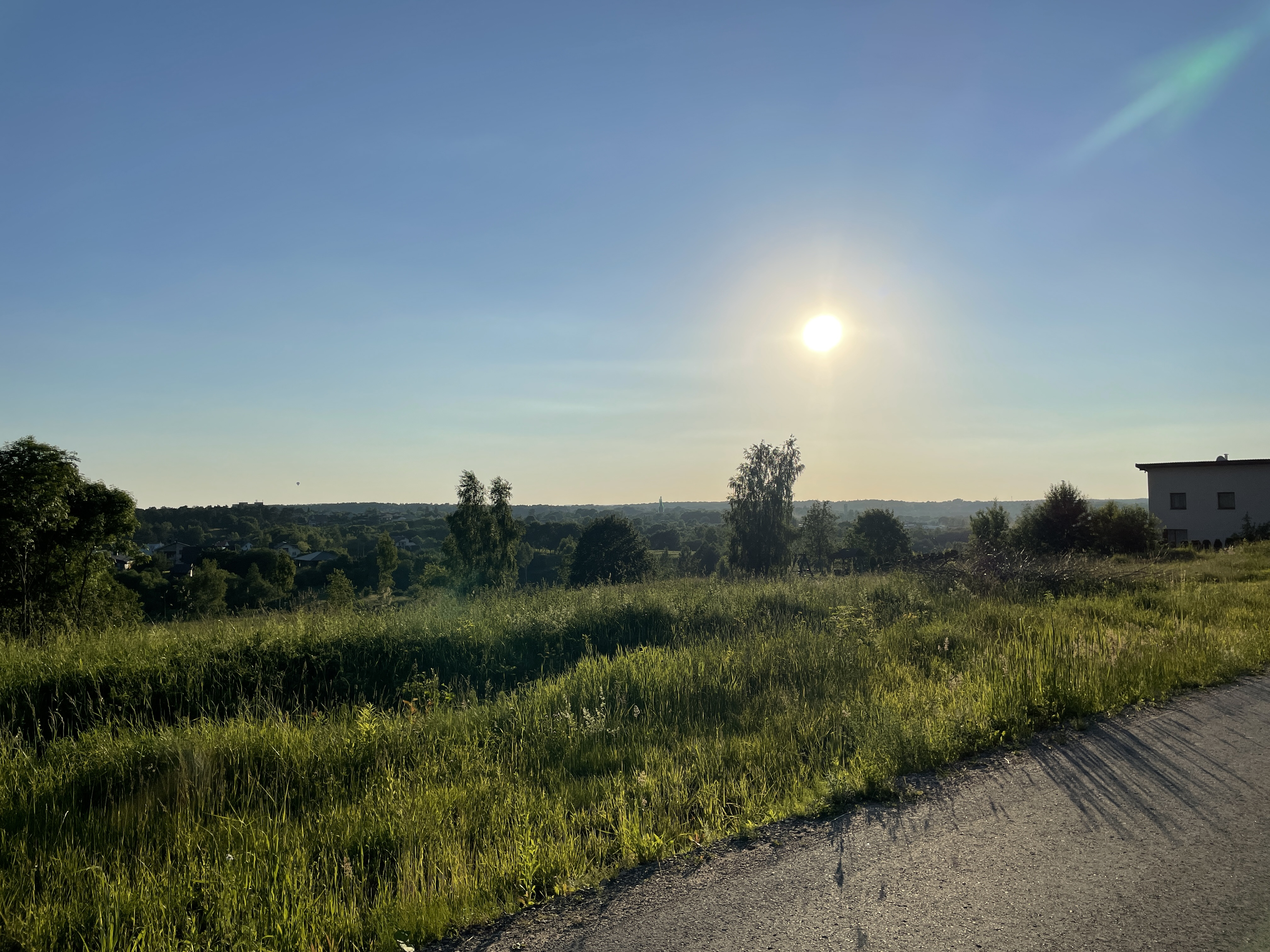
Вид на Лентварис со стороны Нового Лентвариса
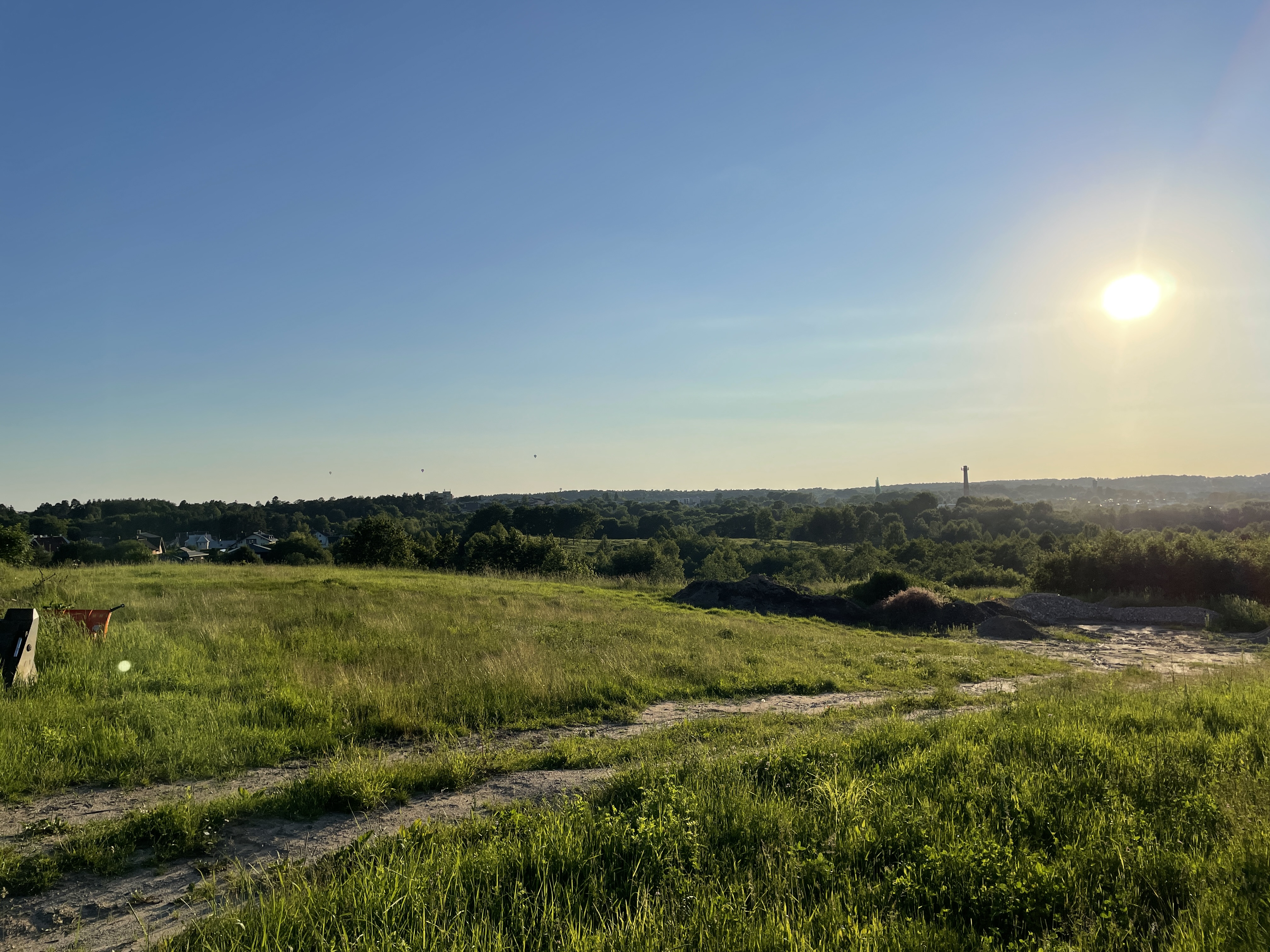
Вид на Лентварис со стороны Нового Лентвариса. Справа видна башня Дворца Тышкевичей

Озёра Лентвариса
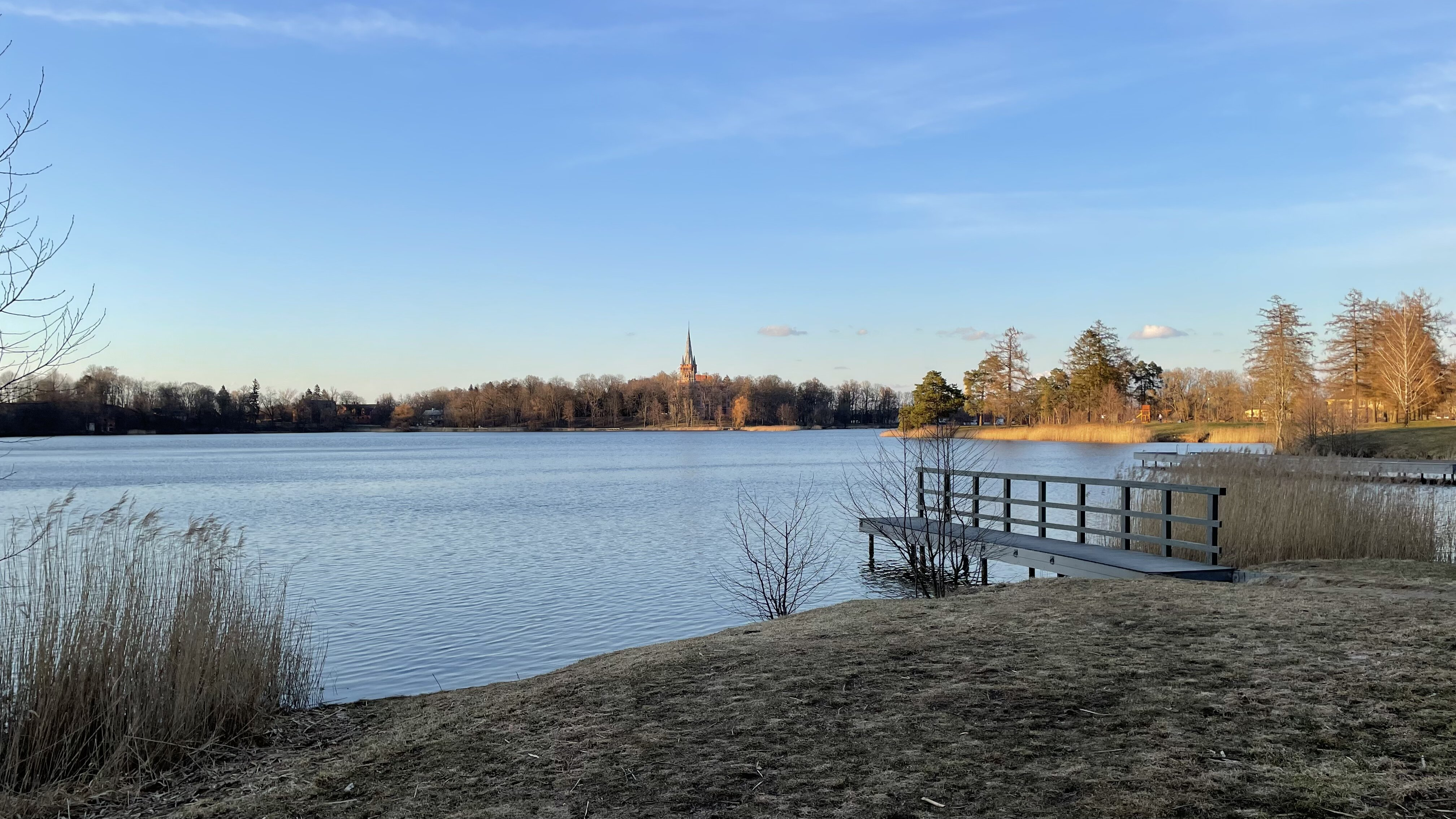
Лентварское озеро (Граужис) (лит. Lentvario ežeras, Graužio ežeras)
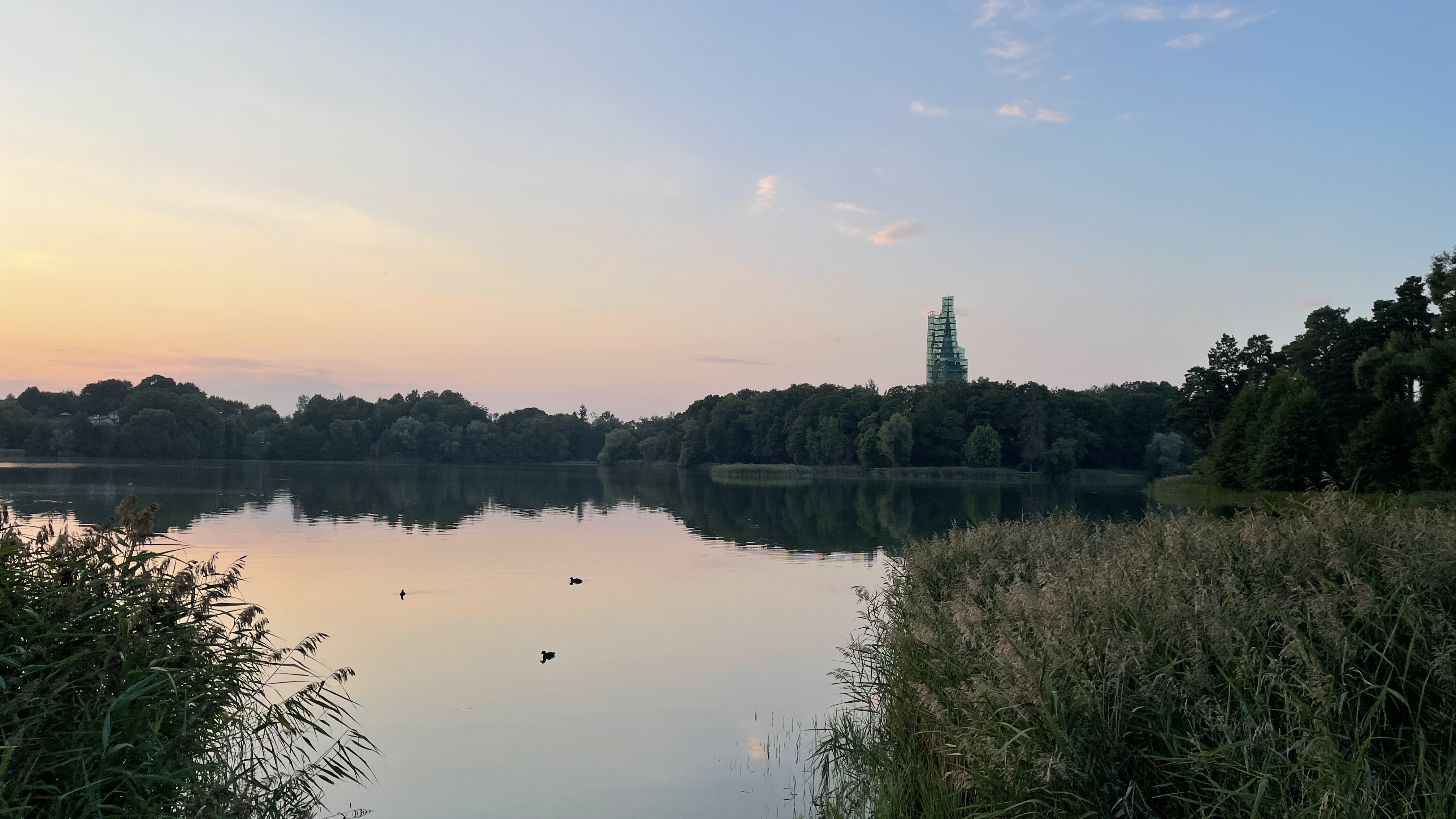
Лентварское озеро (Граужис) (лит. Lentvario ežeras, Graužio ežeras)
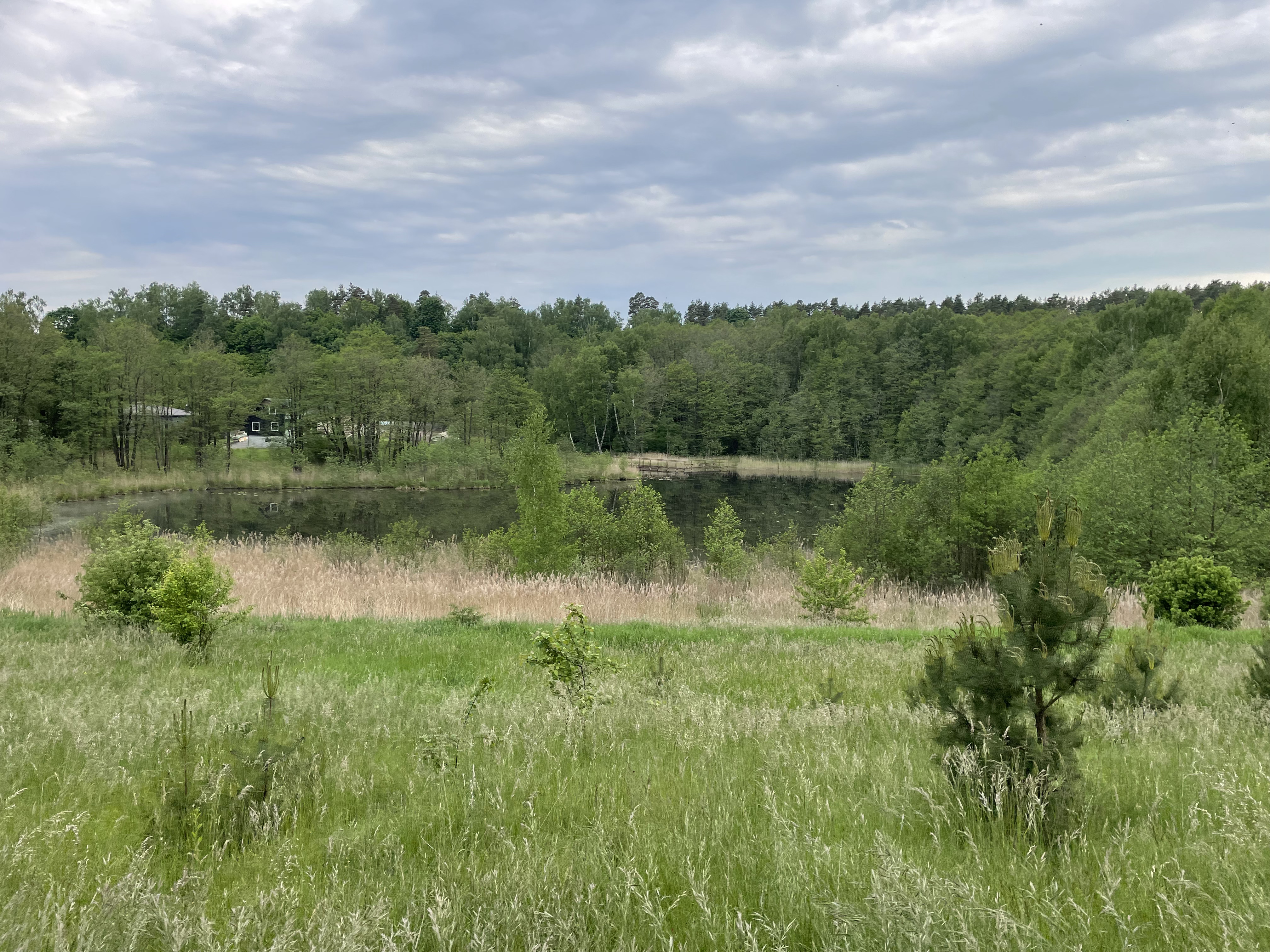
Глаз Лентвариса (лит. Lentvario akis)
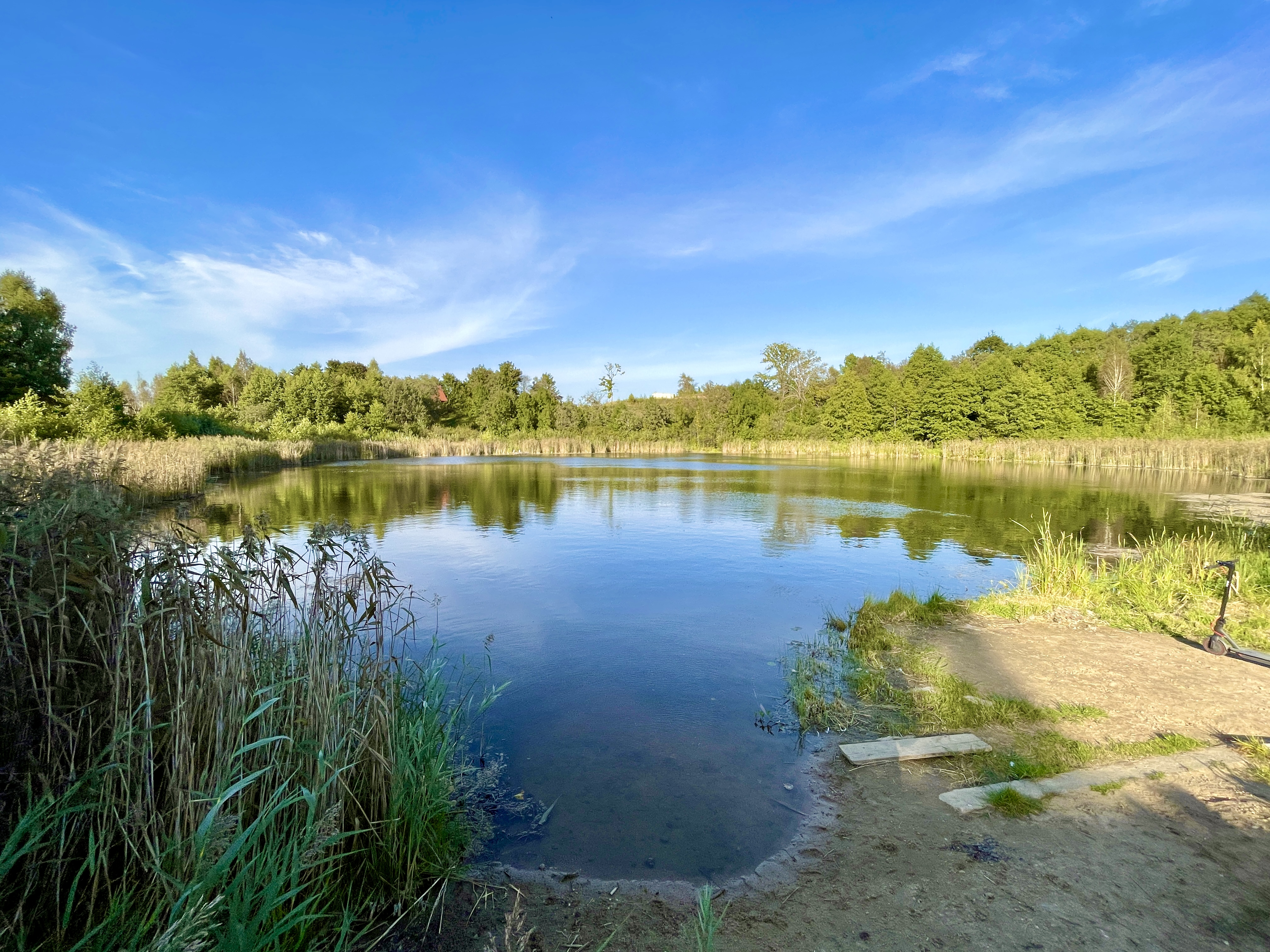
Глаз Нового Лентвариса (лит. Naujojo Lentvario akis)
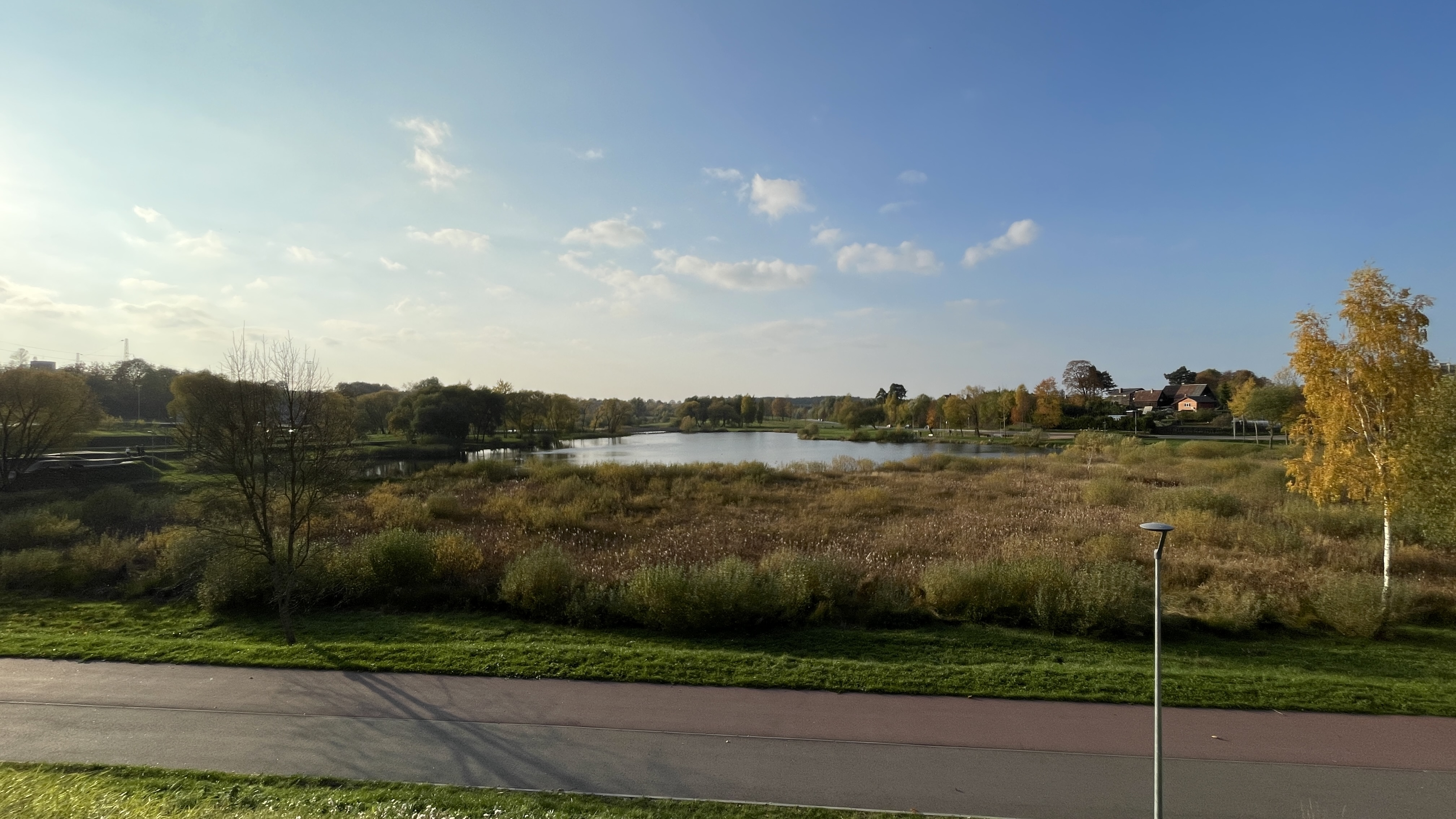
Безымянное озеро (лит. Bevardis ežeras)